# سيتروين
ستروين (بالفرنسية: Citroën) هي شركة فرنسية لصناعة السيارات، أسسها أندريه سيتروين في سنة 1919، وهي جزء من بيجو سيتروين، منذ 1976، اشتهرت ستروين بالتكنولوجيا المتقدمة وقامت بثورة في عالم صناعة السيارات.

## نبذة
سيتروين Citroën (النطق الفرنسي: si.tʁɔ.ɛn) هي شركة تصنيع سيارات فرنسية. تأسست في مارس 1919 من قبل الصناعي أندريه جوستاف سيتروين، وكانت جزءا من ستيلانتيس منذ عام 1921.
في عام 1934، أسست الشركة سمعتها في مجال التكنولوجيا المبتكرة مع نظام دفع بالعجلات الأمامية. كانت هذه أول سيارة في العالم يتم إنتاجها بكميات كبيرة من خلال الدفع بالعجلات الأمامية، ونظام التعليق المستقل للعجلات الأربع، فضلاً عن البناء الأحادي الهيكل، مع حذف الهيكل المنفصل، وبدلاً من ذلك، يتم استخدام هيكل السيارة نفسه باعتباره الهيكل الرئيسي الحامل. 
في عام 1954، أنتجوا أول نظام تعليق ذاتي التسوية «مائي هوائي ‏» في العالم ثم في عام 1955 DS الثوري، أول سيارة منتجة بكميات كبيرة مع مكابح قرصية حديثة وفي عام 1967، قدموا في العديد من موديلاتهم المصابيح الأمامية الدوارة التي سمحت بمزيد من الرؤية على الطرق المتعرجة؛  حصلت هذه السيارات على العديد من الجوائز الوطنية والدولية، بما في ذلك جائزة ثلاث سيارات أوروبية لهذا العام.
تبيع ستروين السيارات في الصين منذ عام 1984، إلى حد كبير عبر مشروع دونغفنغ بيجوت سيتروين المشترك، والذي يمثل اليوم سوقاً رئيسياً للعلامة التجارية. في عام 2014، عندما واجهت دونغفنغ بيجوت  سيتروين (الإختصار PSA) صعوبات مالية شديدة، حصلت شركة دونغفنغ للسيارات على حصة ملكية.

## التاريخ

### السنوات المبكرة

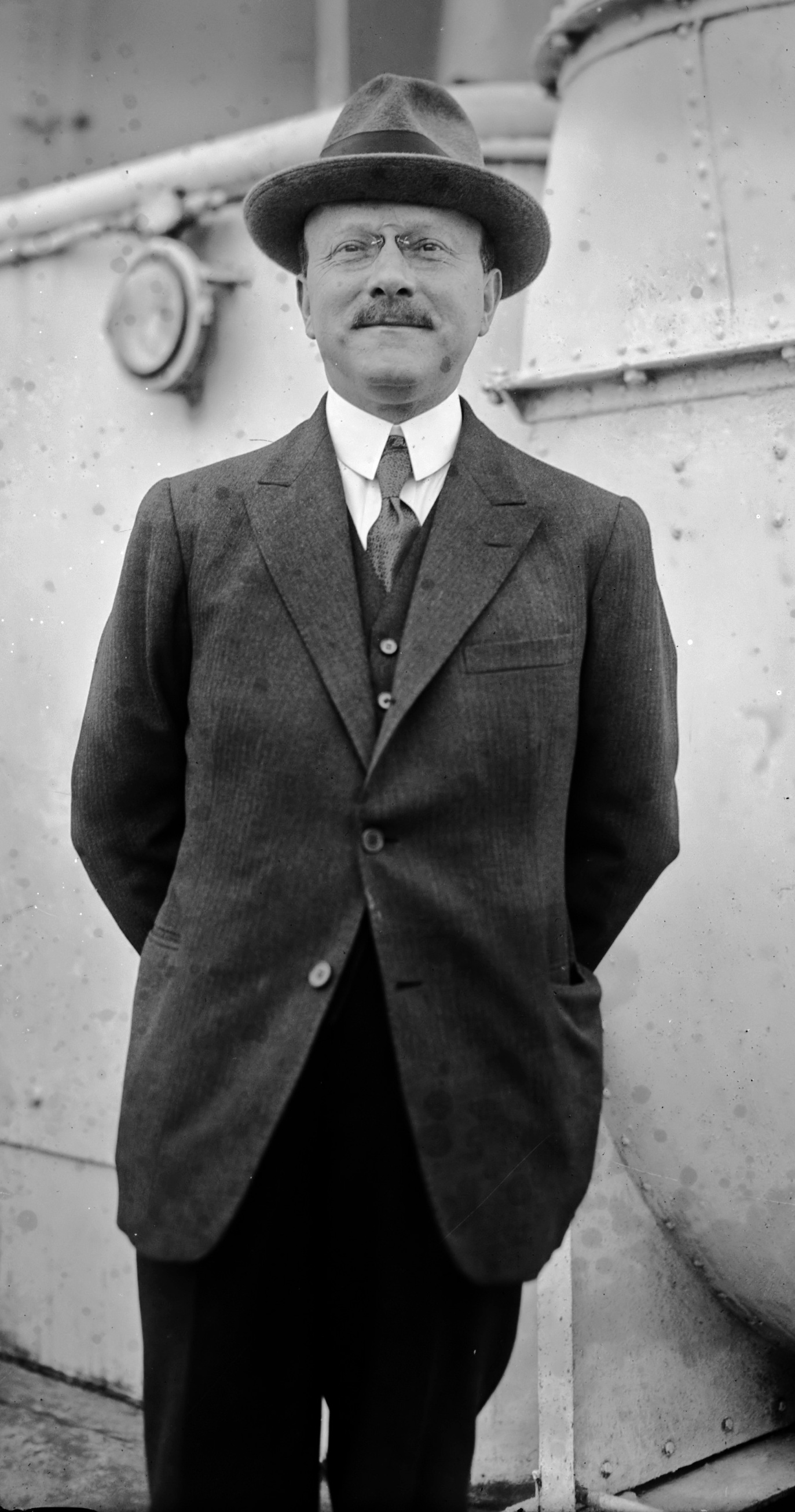
أندريه سيتروين

#### أندريه سيتروين
بنى أندريه سيتروين أسلحة لفرنسا خلال الحرب العالمية الأولى؛  بعد الحرب، أدرك أنه ما لم يخطط مسبقاً سيكون لديه مصنع حديث بدون منتج. كانت سيتروين بالفعل من ذوي الخبرة في مجال السيارات، وذلك بفضل العمل الناجح لست سنوات مع مورس بين عام 1908 واندلاع الحرب. تم اتخاذ قرار التحول إلى تصنيع السيارات في وقت مبكر من عام 1916، وهو العام الذي طلبت فيه سيتروين من المهندس «لويس دوفرسن» سابقاً مع بانهارد، تصميم سيارة 18HP متطورة تقنياً يمكنه استخدام مصنعه بمجرد عودة السلام. قبل حدوث ذلك بوقت طويل، كان قد عدل رؤيته وقرر (مثل هنري فورد) أن أفضل فرص ما بعد الحرب في صناعة السيارات ستشمل سيارة أخف وزناً ذات جودة جيدة، ولكن بكميات كافية ليتم تسعيرها بشكل مغري.
في فبراير 1917، اتصلت شركة سيتروين بمهندس آخر، هو جولس سولومون، الذي كان يتمتع بسمعة طيبة في قطاع السيارات الفرنسي، حيث قام في عام 1909 بصنع سيارة صغيرة تسمى لي زيبر.
كان تفويض أندريه ستروين متطلباً بشكل مميز وبسيط بشكل مميز: لإنتاج تصميم جديد تماماً لسيارة 10 حصان تكون أفضل تجهيزاً وأكثر قوة وأقل تكلفة في الإنتاج من أي منتج منافس في ذلك الوقت.
وكانت النتيجة هي النوع أ، الذي تم الإعلان عنه للصحافة في مارس 1919، بعد أربعة أشهر فقط من صمت المدافع. ظهر أول نوع من الإنتاج من المصنع في نهاية مايو 1919 وفي يونيو عُرض في صالة عرض في رقم 42 في شارع الشانزليزيه في باريس والتي كانت تبيع عادةً سيارات (ألدا).
أقنعت ستروين مالك شركة ألدا «فرناند تشارون» بإعارته غرفة العرض، التي لا تزال مستخدمة حتى اليوم. صالة العرض C42 هي المكان الذي تنظم فيه الشركة المعارض وتعرض مركباتها وسياراتها النموذجية. بعد بضع سنوات، تم إقناع تشارون بأن يصبح مستثمراً رئيسياً في أعمال سيتروين.
في 7 يوليو 1919، استلم أول عميل سيارة ستروين نوع A 10HP الجديدة
في نفس العام، تفاوض أندريه سيتروين لفترة وجيزة مع جنرال موتورز لبيع مقترح لشركة سيتروين. تم عقد الصفقة تقريباً، لكن جنرال موتورز قررت في النهاية أن إدارتها ورأس مالها سوف يكونان فوق طاقتهما بسبب عملية الاستحواذ. وهكذا ظلت سيتروين مستقلة حتى عام 1935.
بين عامي 1921 و1937، أنتجت سيتروين مركبات نصف مسار للاستخدامات العسكرية والطرق الوعرة، باستخدام نظام مسار كيغريس. في عشرينيات القرن الماضي، اشترى الجيش الأمريكي العديد من سيارات ستروين كيغريس للتقييم متبوعاً بترخيص لإنتاجها. أدى ذلك إلى قيام إدارة الذخائر العسكرية ببناء نموذج أولي في عام 1939. وفي ديسمبر 1942، دخلت حيز الإنتاج مع الإصدارين إم 2 نصف سيارة شاحنة و إم 3 نصف شاحنة.
أنتجت الولايات المتحدة في نهاية المطاف أكثر من 41000 مركبة في أكثر من 70 نسخة بين عامي 1940 و 1944. بعد احتلالهم لفرنسا عام 1940، استولى النازيون على العديد من مركبات سيتروين نصف المسار وقاموا بتدعيمها لاستخدامهم الخاص.

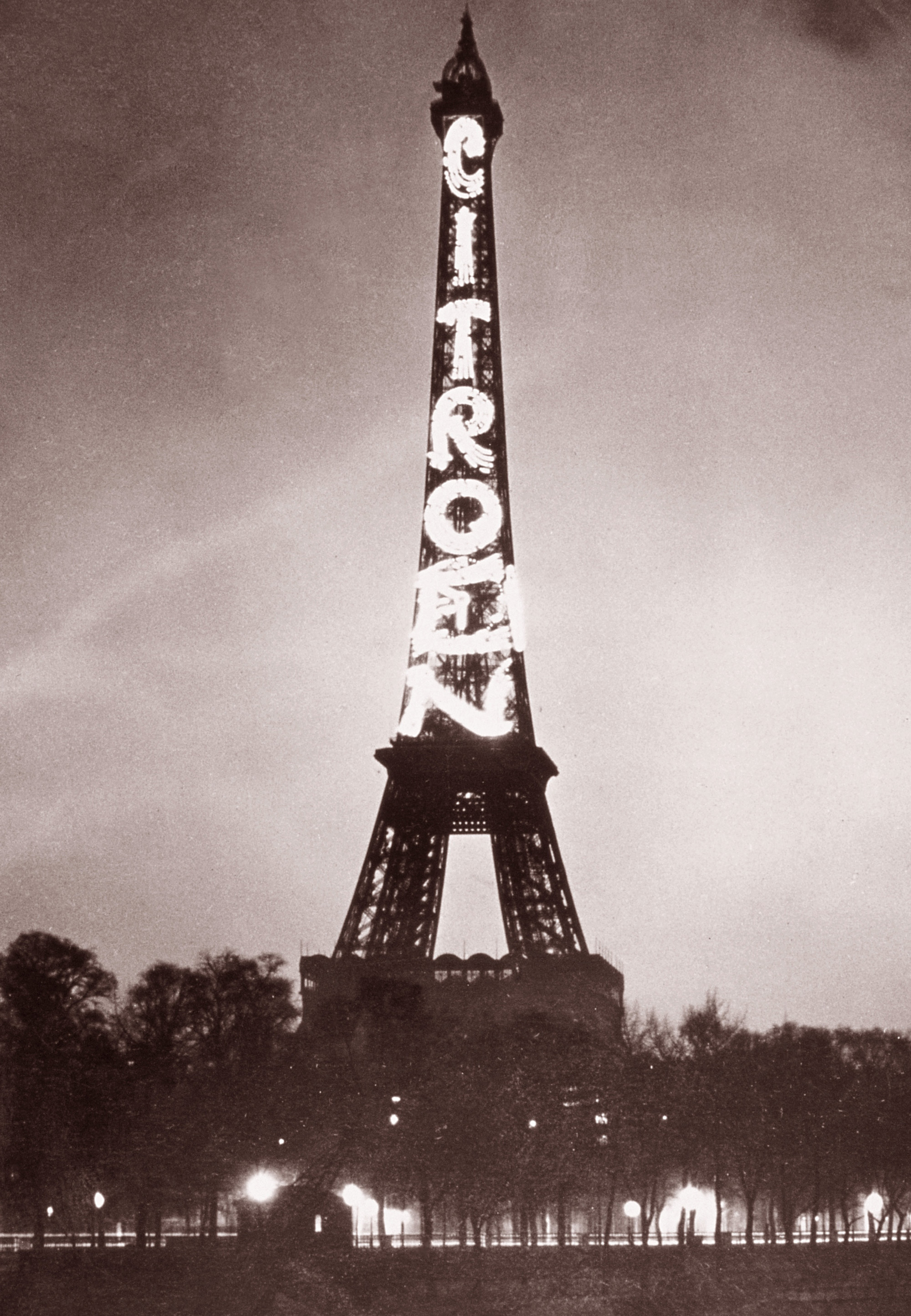
كان برج إيفل بمثابة لوحة إعلانية لسيتروين من عام 1925 إلى عام 1934

كان السيد سيتروين مسوقاً متحمساً: فقد استخدم برج إيفل كأكبر علامة إعلانية في العالم، كما هو مسجل في موسوعة غينيس للأرقام القياسية. كما قام برعاية رحلات استكشافية في آسيا سيارة (كروز جان) وأمريكا الشمالية بسيارة (كروز بلانش) وأفريقيا بسيارة ( كروز نوير)، مما يدل على إمكانات المركبات ذات المحركات المجهزة بنظام مسار كيغريس لعبور المناطق غير المضيافة. نقلت هذه الحملات العلماء والصحفيين.

سيتروين توربيدو
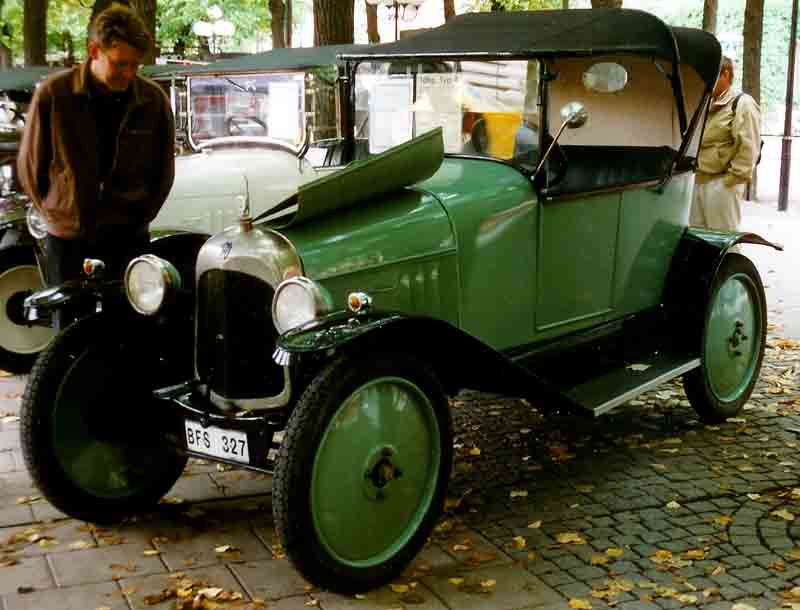
سيتروين توربيدو (A 8 CV (1919
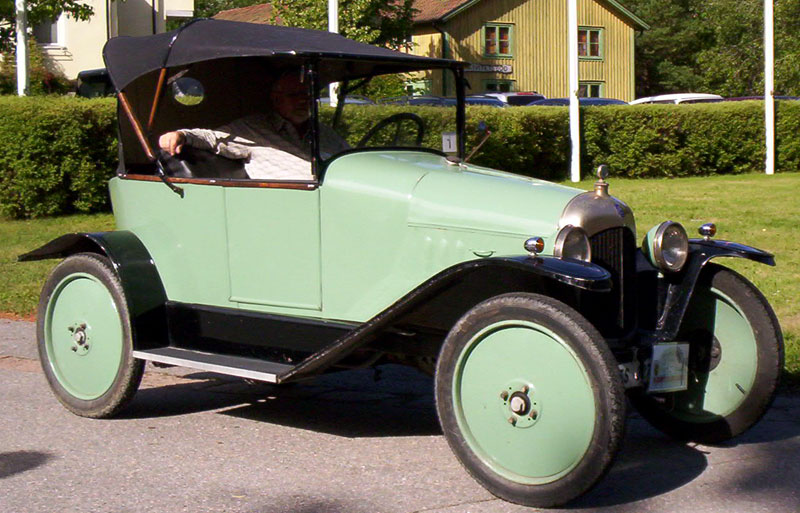
سيتروين توربيدو A 8 CV 1919
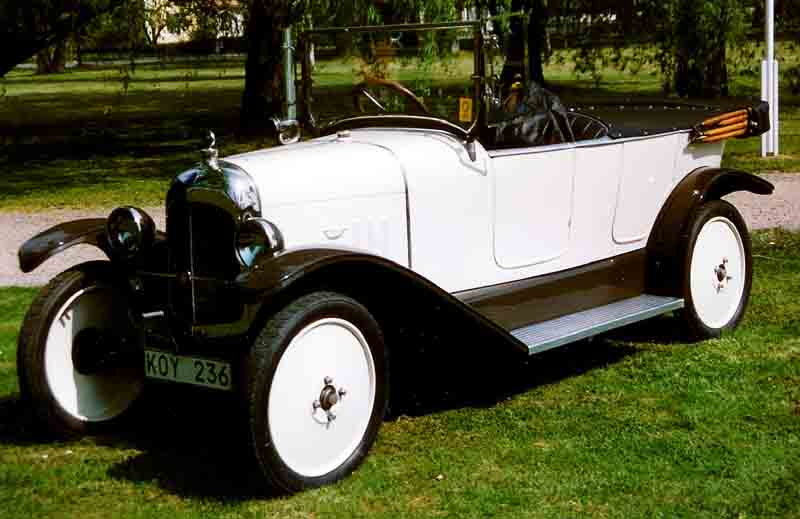
سيتروين توربيدو (B2 (1921
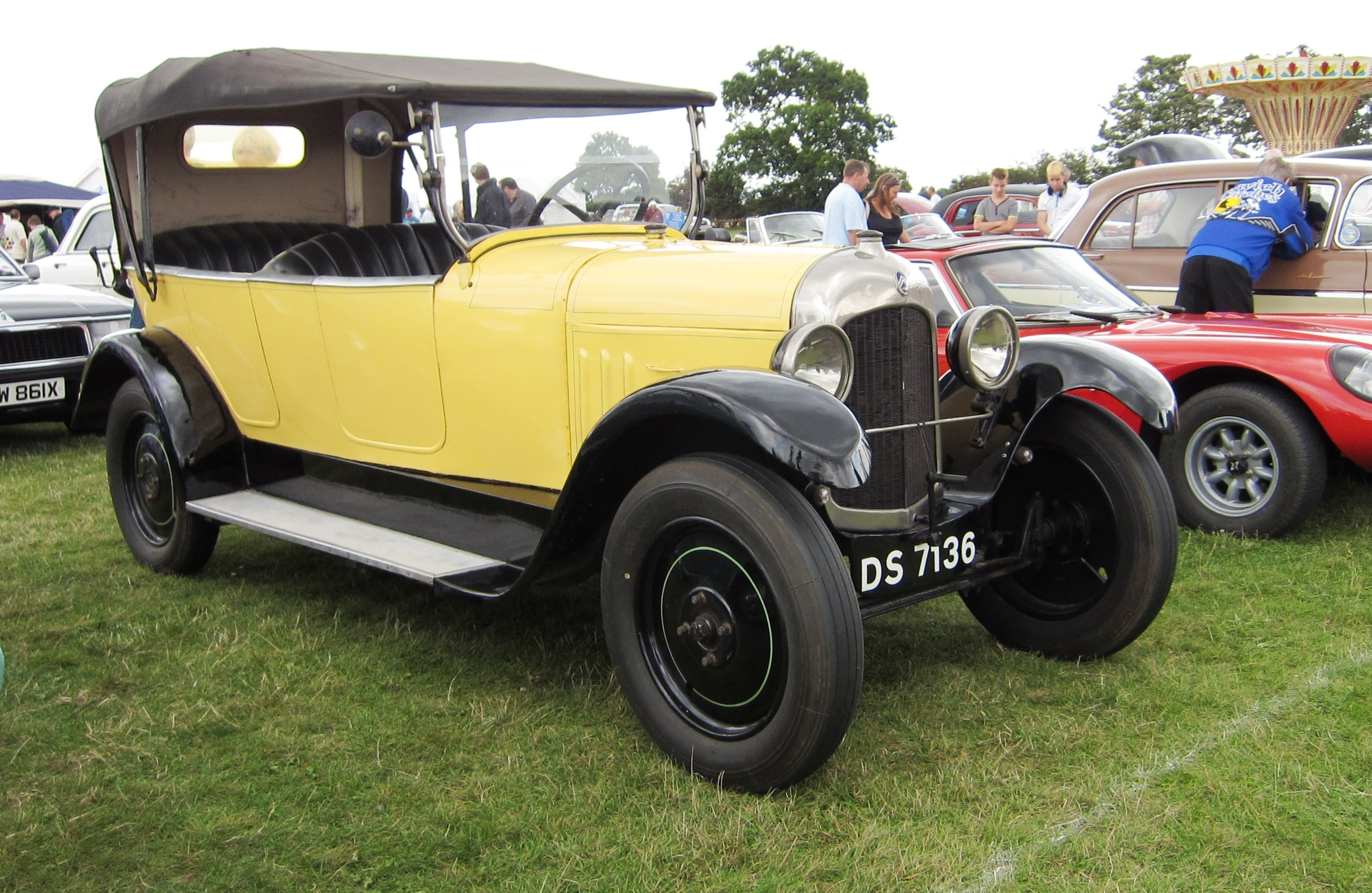
سيتروين توربيدو بوديد (B2 (1921
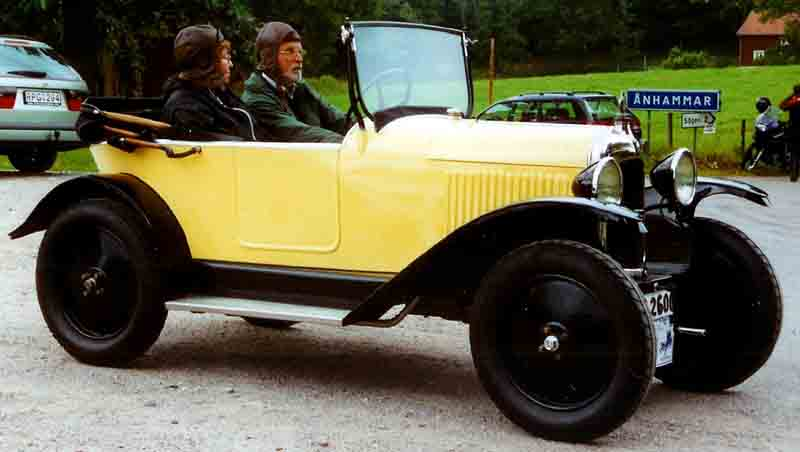
سيتروين توربيدو (1923) 5 CV نوع C2
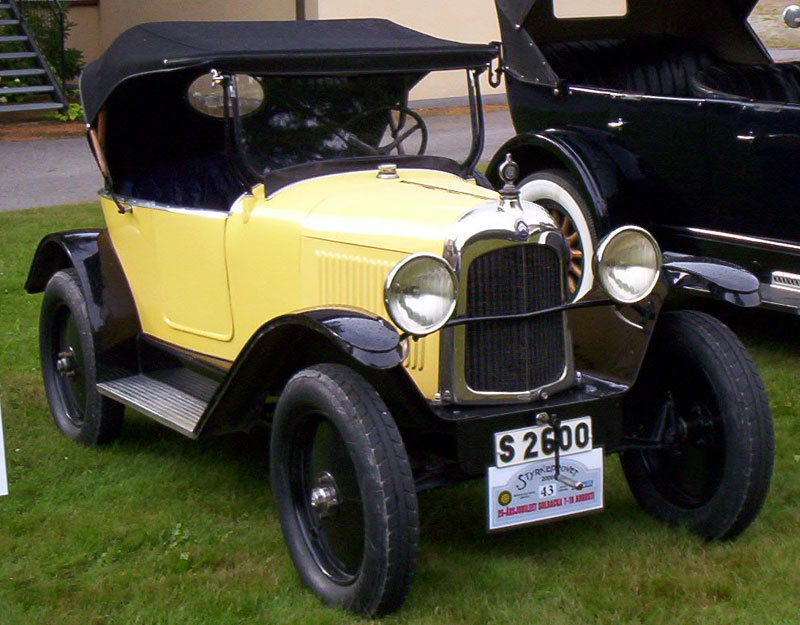
سيتروين 5 توربيدو (CV C2 (1923

لإظهار صلابة غير عادية، كانت سيارة سيتروين عام 1923 التي قطعت بالفعل 48000 كيلومتر (30 ألف ميل) أول سيارة يتم قيادتها في جميع أنحاء أستراليا. السيارة من طراز سيتروين  توربيدو 5CV نوع C عام 1923، كان يقودها نيفيل ويستوود من بيرث - أستراليا الغربية، في رحلة ذهاباً وإياباً من أغسطس إلى ديسمبر عام 1925. تمت استعادة هذه السيارة بالكامل الآن وهي ضمن مجموعة المتحف الوطني الأسترالي ‏.  في عام 1924، بدأت ستروين علاقة تجارية مع المهندس الأمريكي إدوارد ج. بود ‏. منذ عام 1899، عمل بود على تطوير أجسام من الفولاذ المقاوم للصدأ لعربات السكك الحديدية، ل بولمان على وجه الخصوص. ذهب «بود» لتصنيع الهياكل الفولاذية للعديد من صانعي السيارات، وكانت الشركة دودج أول عميل سيارات كبير له. في معرض باريس للسيارات في أكتوبر 1924، قدمت سيتروين سيارة B10، أول جسم فولاذي بالكامل في أوروبا. كانت هذه السيارات ناجحة في البداية في السوق، ولكن سرعان ما قدم المنافسون (الذين كانوا لا يزالون يستخدمون هيكلاً خشبياً لسياراتهم) تصميمات جديدة للجسم. سيتروين الذي لم يعيد تصميم أجسام سياراته، لا يزال يُباع بكميات كبيرة، مع ذلك، كان السعر المنخفض للسيارات هو نقطة البيع الرئيسية، مما تسبب في تكبد سيتروين خسائر فادحة.

في عام 1927، ساعد بنك لازارد شركة سيتروين من خلال جلب أموال جديدة تمس الحاجة إليها، وكذلك عن طريق إعادة التفاوض بشأن ديونها "على سبيل المثال، عن طريق شراء شركة مبيعات السيارات سيتروين (الإختصارSOVAC)- بل ذهب إلى أبعد من ذلك من خلال الدخول في رأس مالها وأن تكون ممثلة في المجلس؛ المخرجون الثلاثة الذين أرسلهم بنك لازارد هم ريموند فيليب وأندريه ماير وبول فرانتزن.أدرك أندريه ستروين الحاجة إلى تمييز منتجه، لتجنب المنافسة السعرية المنخفضة التي تحيط بنماذج محرك الأقراص الخلفية التقليدية في أواخر العشرينات \ أوائل الثلاثينيات. في عام 1933 قدم "روزالي"وهي أول سيارة ركاب متوفرة تجارياً بمحرك ديزل، تم تطويرها مع هاري ريكاردو.

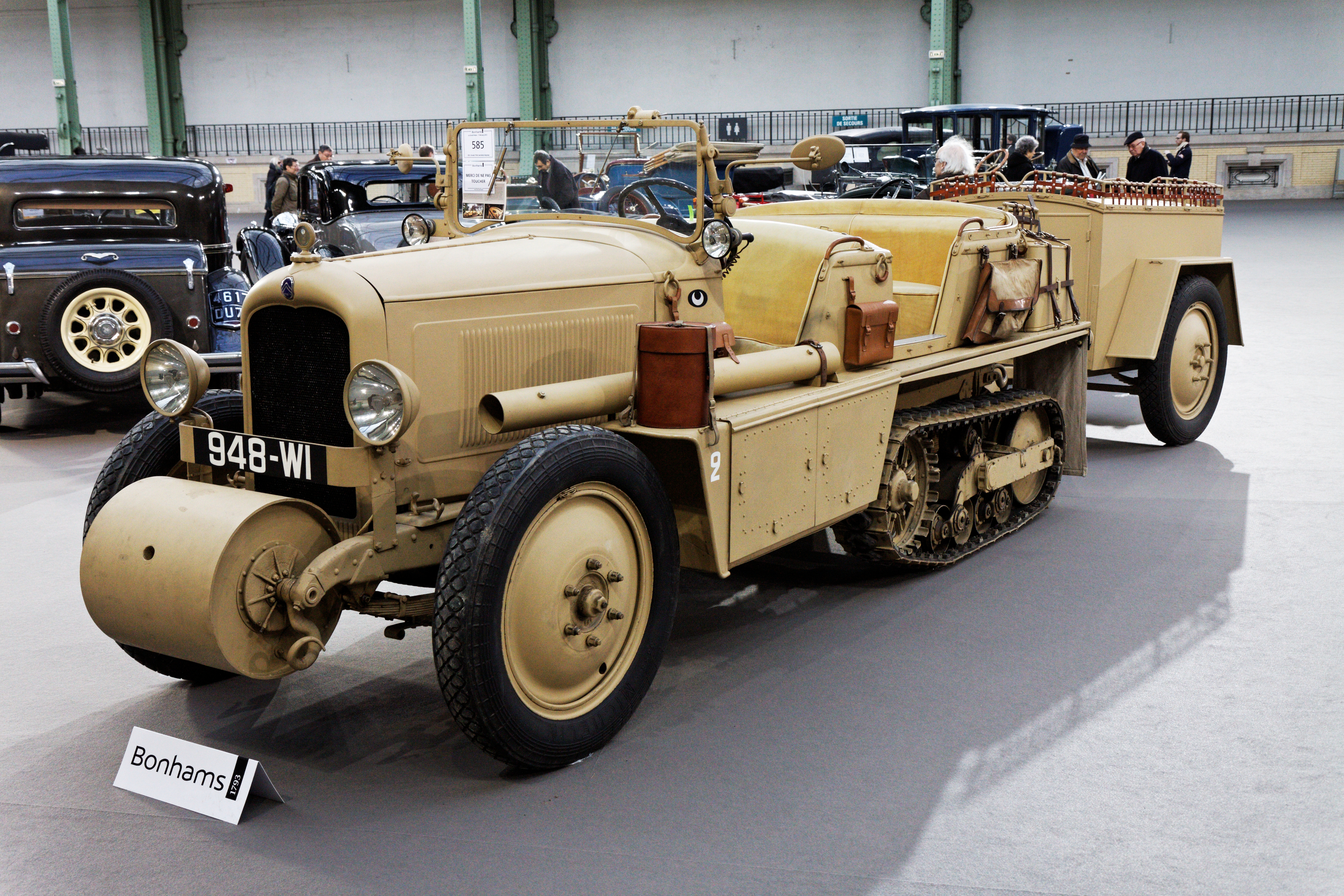
بونهاس باريس (2013) - سيتروين شينيليت كيغريس P19B
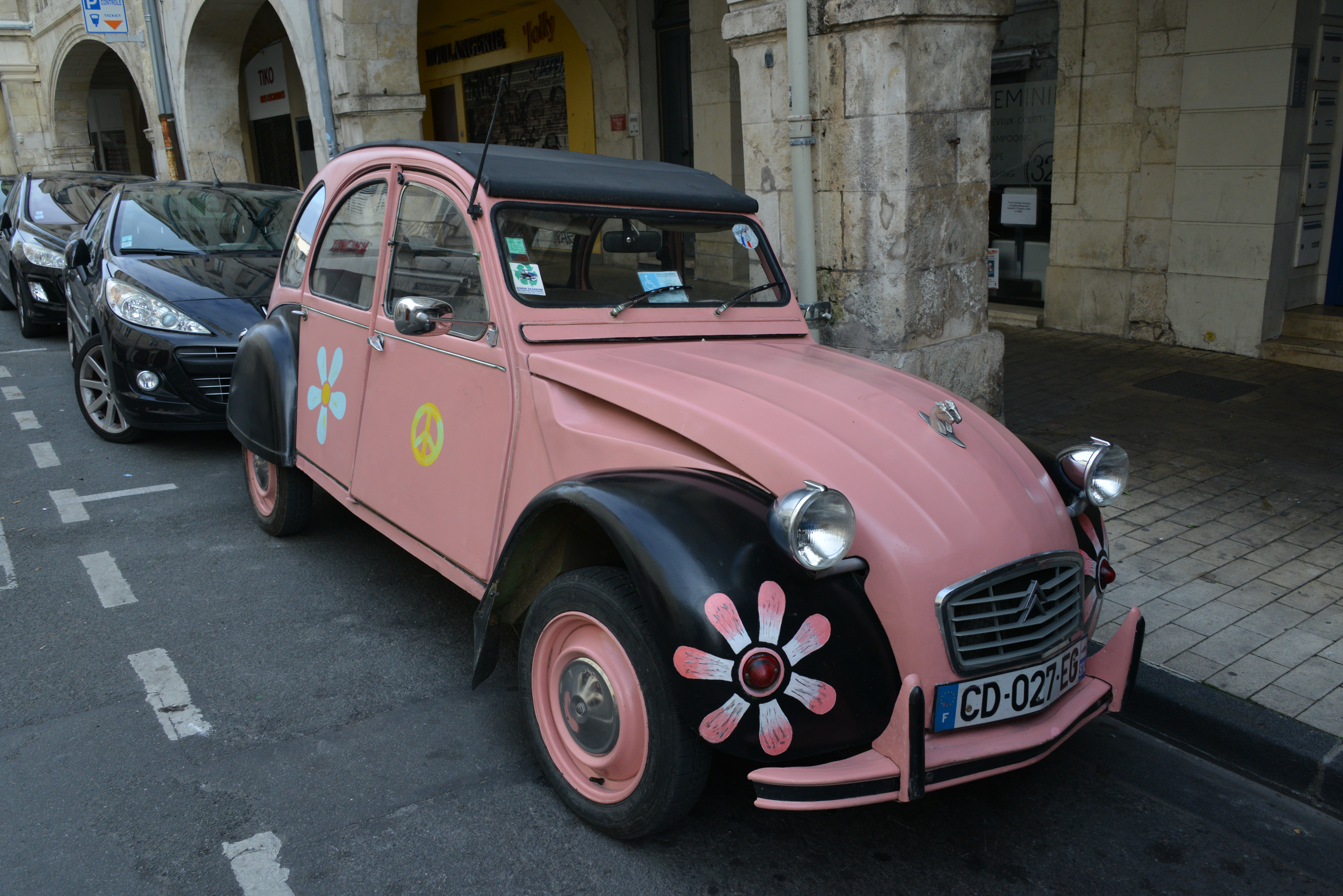
سيتروين فويتور 2CV 6
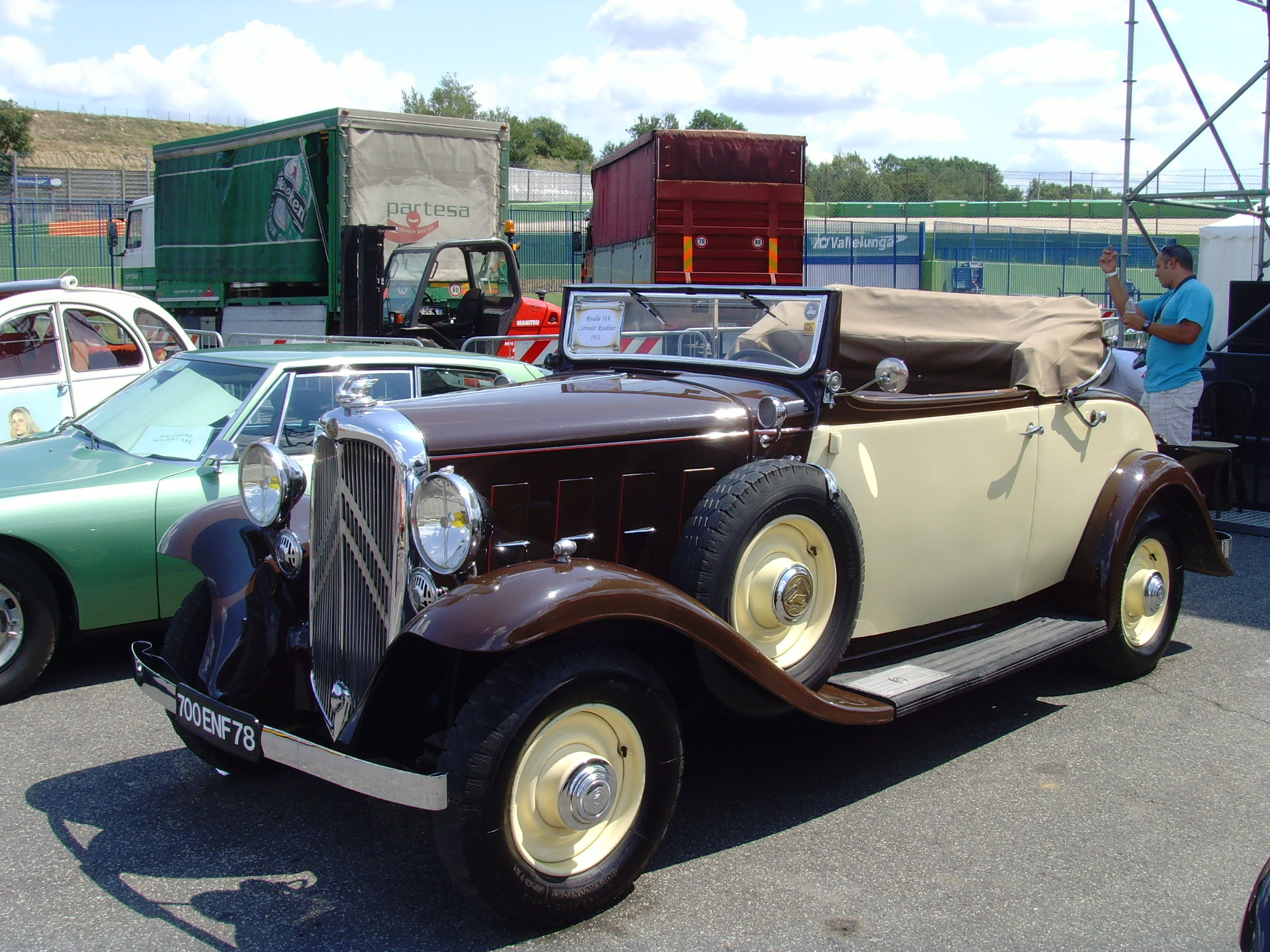
سيتروين 10 روزالي (1933)
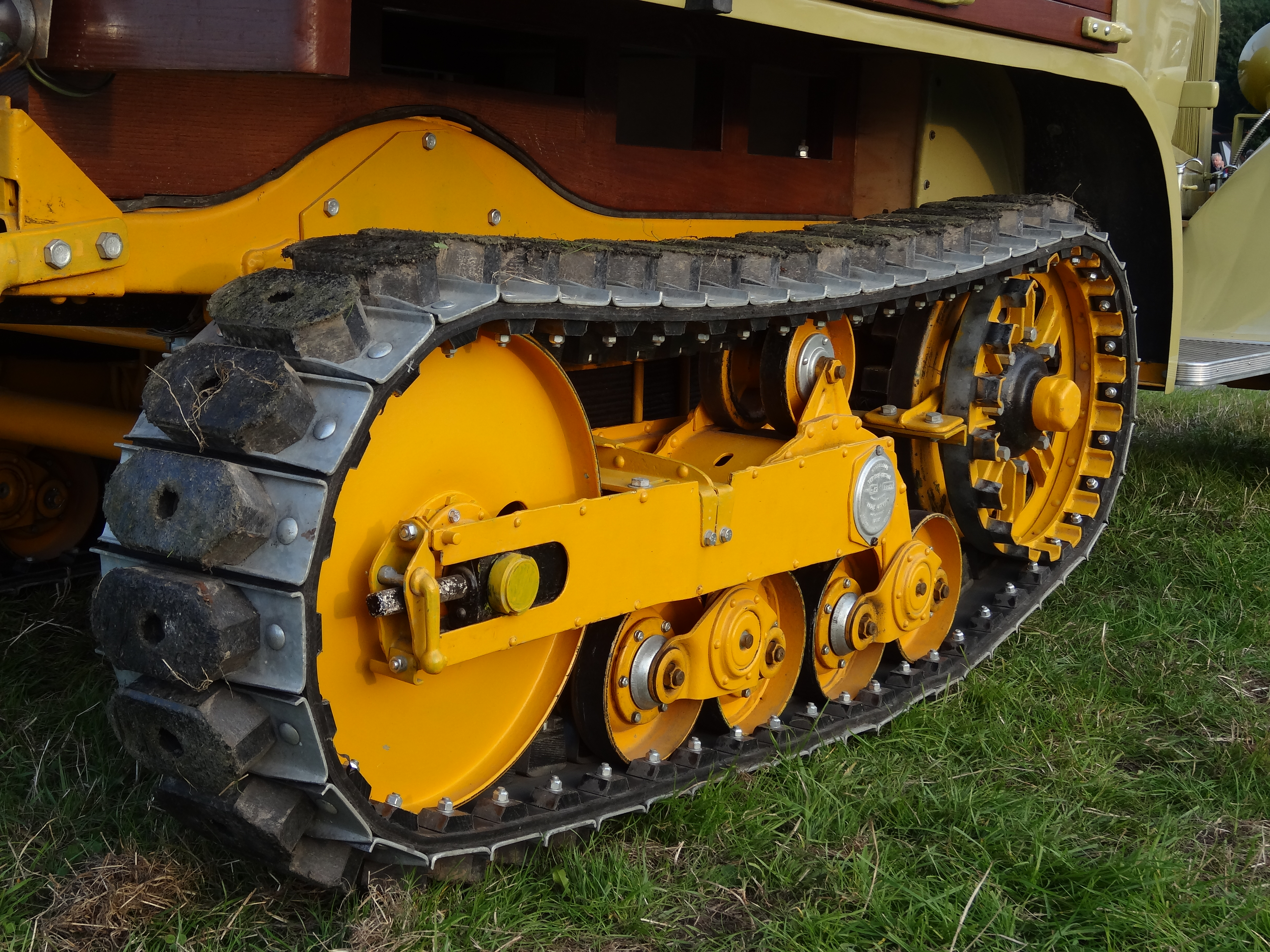
سيتروين (P17 (1933 . كيغريس

### مُلكية تراك أفان وميشلان

#### تراكسيونأفان
تعتبر تراكسيون أفان سيارة رائدة في الإنتاج الضخم لثلاث ميزات ثورية لا تزال قيد الاستخدام حتى اليوم: جسم موحد بدون إطار منفصل ‏ (شاصي واحد غير مجزء)، ونظام تعليق مستقل بأربع عجلات، ونظام دفع أمامي. في حين كانت الغالبية العظمى من السيارات على مدى عقود عديدة متشابهة في التصميم مع موديل فورد تي - جسم مثبت بمسامير على إطار سلم يحمل جميع العناصر الميكانيكية للسيارة، وهو محور خلفي صلب يربط بقوة بين العجلات الخلفية والخلفية  دفع عجلة. أثبتت مدرسة «موديل تي» لهندسة السيارات شعبيتها لأنها كانت تعتبر رخيصة الثمن، على الرغم من أنها تسبب في عيوب ديناميكية حيث أصبحت السيارات أكثر قدرة، وأسفرت عن سيارات أثقل، وهذا هو السبب في أن السيارات اليوم تشبه تراكشين أفانت أكثر من الطراز «تي» تحت الجلد.
في عام 1934، كلفت شركة سيتروين لشركة أمريكان بود ‏ بإنشاء نموذج أولي 7، والذي تطور إلى CV (حصان32) (24 كيلو واط) تراكشين أفانت.

إن تحقيق التطوير السريع لـتراكشين أفانت، وهدم المصنع وإعادة بنائه (في خمسة أشهر) والجهود التسويقية المكثفة، كانت استثمارات مكلفة للغاية بالنسبة لشركة سيتروين للقيام بكل شيء دفعة واحدة، مما تسبب في الخراب المالي للشركة. في ديسمبر 1934، على الرغم من مساعدة شركة ميشلان، قدمت شركة سيتروين طلباً للإفلاس. في غضون هذا الشهر، أصبحت ميشلان، أكبر دائن للشركة المصنعة للسيارات، والمساهم الرئيسي فيها. ومع ذلك، فقد لقيت تراكشين أفانت المتقدمة تقنياً قبولاً في السوق، واستمرت الفلسفة الأساسية للتكنولوجيا المتطورة المستخدمة كعنصر تمييز حتى أواخر التسعينيات. أصبح بيير ميشلان رئيساً لشركة (سيتروين Citroën) في أوائل عام 1935. وأصبح نائبه بيير جولس بولانجر نائب الرئيس ورئيس أقسام الهندسة والتصميم. في عام 1935، توفي المؤسس أندريه ستروين بسبب سرطان المعدة.

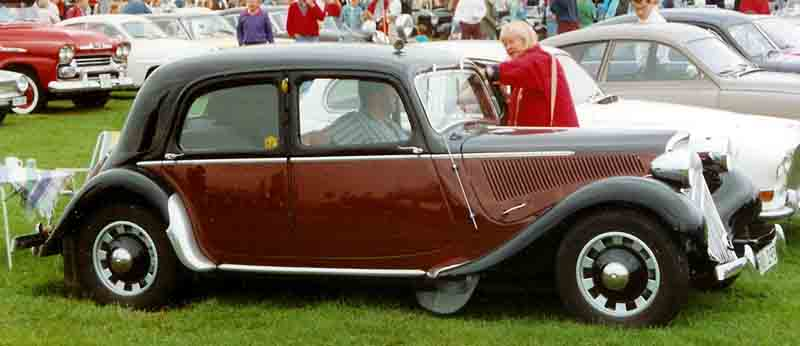
سيتروين B11 سبورت 4 أبواب
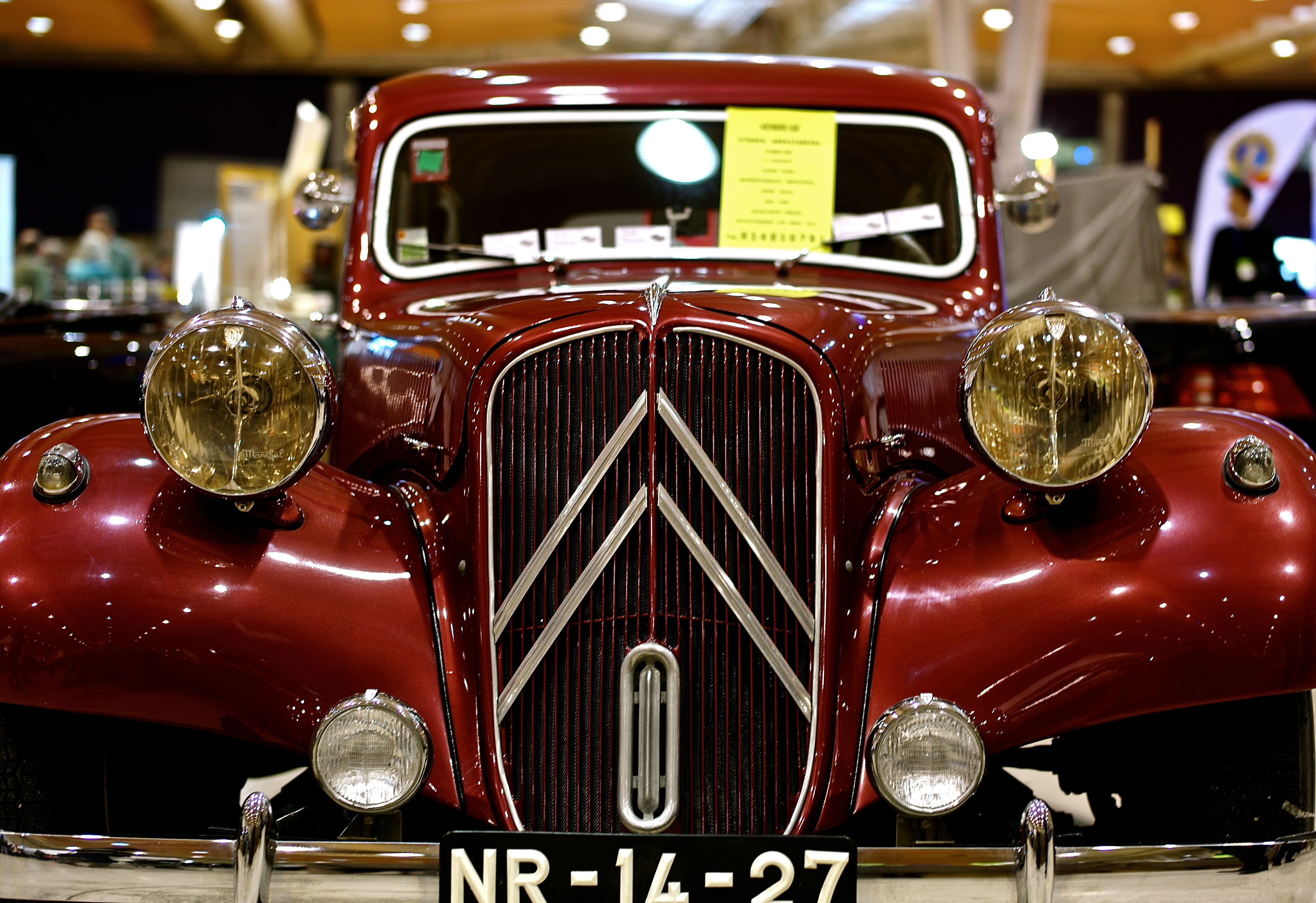
سيتروين 7 CV
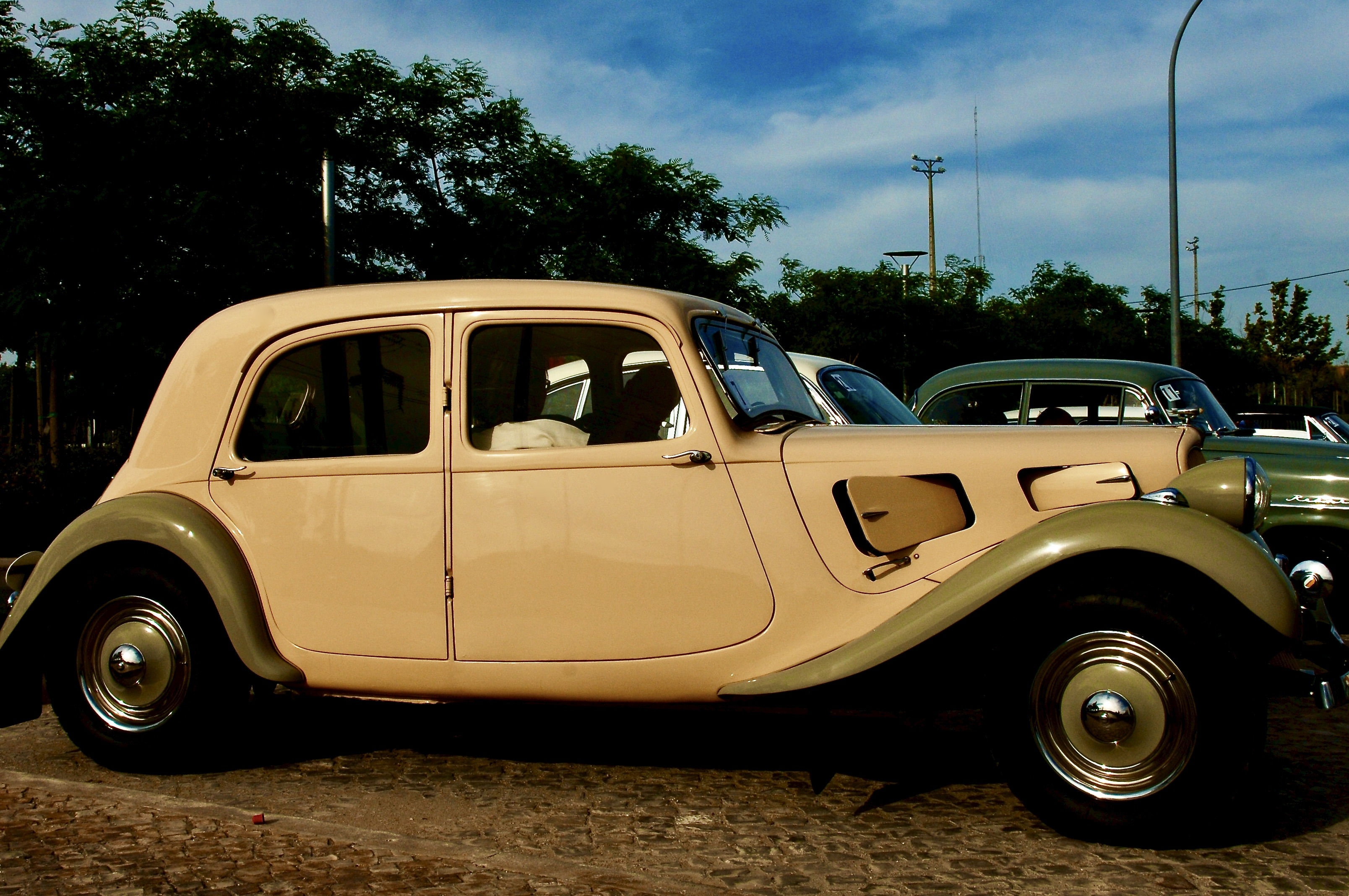
سيتروين 7 CV
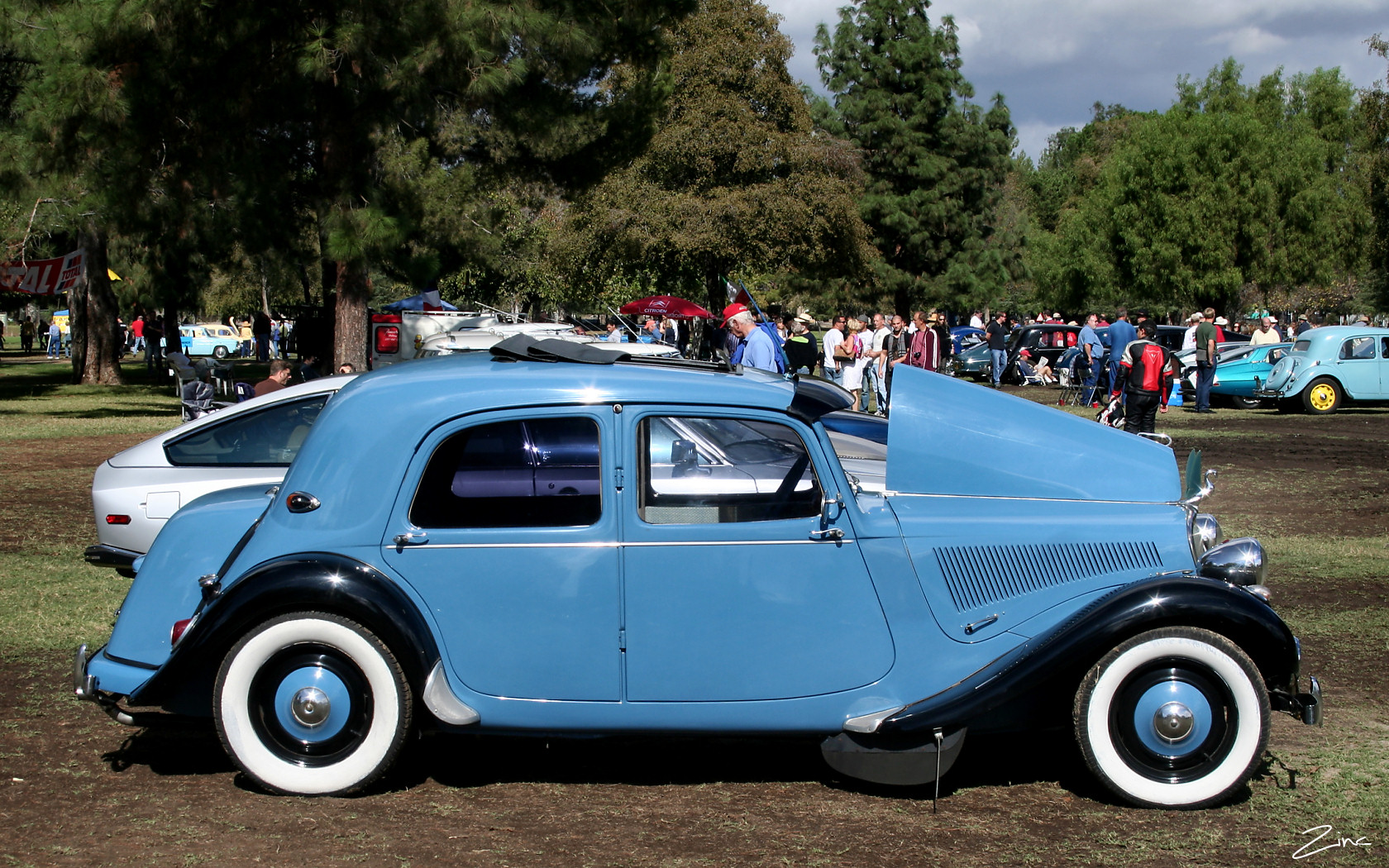
سيتروين تركشين أفانت (1956)

#### اختراقات البحث
كان بيير جول بولانجر متخصصاً في تصوير الاستطلاع الجوي في الحرب العالمية الأولى مع القوات الجوية الفرنسية؛  كان قادراً وفعالًا وأنهى الحرب برتبة نقيب. كان شجاعاً أيضاً، حيث تم تكريمه بالصليب العسكري ووسام جوقة الشرف. بدأ العمل في ميشلان في عام 1918، وقدم تقاريره مباشرة إلى إدوارد ميشلان، المدير المشارك ومؤسس الشركة. انضم بولانجر إلى مجلس إدارة ميشلان في عام 1922 وأصبح رئيساً لشركة سيتروين في يناير 1938 بعد وفاة صديقه بيير ميشلان في حادث طريق، وبقي في هذا المنصب حتى وفاته في عام 1950. وفي عام 1938، أصبح أيضاً مديراً مشتركاً لميشلان المخرج.
أثناء الاحتلال الألماني لفرنسا في الحرب العالمية الثانية، رفض بولانجر مقابلة الدكتور فرديناند بورشه أو التواصل مع السلطات الألمانية إلا من خلال وسطاء. لقد نظم عملية «بطيئة» في إنتاج شاحنات للفيرماخت، تم تخريب العديد منها في المصنع من خلال وضع الشق على مقياس الزيت في المكان الخطأ، مما أدى إلى مصادرة المحرك. في عام 1944، عندما أقالت المقاومة الفرنسية مقر الغستابو في باريس، كان اسمه بارزاً في القائمة السوداء النازية لأهم أعداء الرايخ، ليتم اعتقالهم في حالة غزو الحلفاء لفرنسا.
واصل باحثو سيتروين، بما في ذلك باول ماغيس، عملهم في الخفاء، ضد أوامر صريحة من الألمان، وطوروا المفاهيم التي تم طرحها لاحقاً في السوق في ثلاث سيارات رائعة - سيارة صغيرة (2CV)، شاحنة توصيل (النوع H)  وسيارة عائلية كبيرة وسريعة (DS). اعتبر الصحفيون المعاصرون هذه على نطاق واسع حلول رائدة، بل جذرية لتصميم السيارات. وهكذا بدأت فترة عقود طويلة من الولاء غير العادي للعلامة التجارية، والذي لا يُرى عادةً في صناعة السيارات إلا في العلامات التجارية المتخصصة مثل بورش وفيراري.

#### سيتروين سي في 2
كشفت سيتروين النقاب عن ستروين 2CV (أو ديوكس شيفاكس كما كانت تعرف) مما يدل على نظام كان يسمى حصاناً ضريبياً ‏ و9 حصانًا فقط (6.7 كيلو واط) في صالون باريس عام 1948. وأصبحت السيارة من أكثر السيارات مبيعاً، محققة هدف المصمم المتمثل في تزويد سكان الريف الفرنسيين ببدائل آلية للسيارة. كان الشراء غير مكلف بشكل غير عادي، ومع محركه الصغير المكون من أسطوانتين، كان تشغيله غير مكلف أيضاً. كانت 2CV رائدة في نظام التعليق المترابط الناعم للغاية، ولكن لم يكن لديها ميزة التسوية الذاتية الأكثر تعقيدًا. ظلت هذه السيارة قيد الإنتاج، مع تغييرات طفيفة فقط، حتى عام 1990 وكانت مشهداً مألوفاً على الطرق الفرنسية حتى وقت قريب؛ تم إنتاج 9 ملايين نوع 2CV في الفترة 1948-1990.

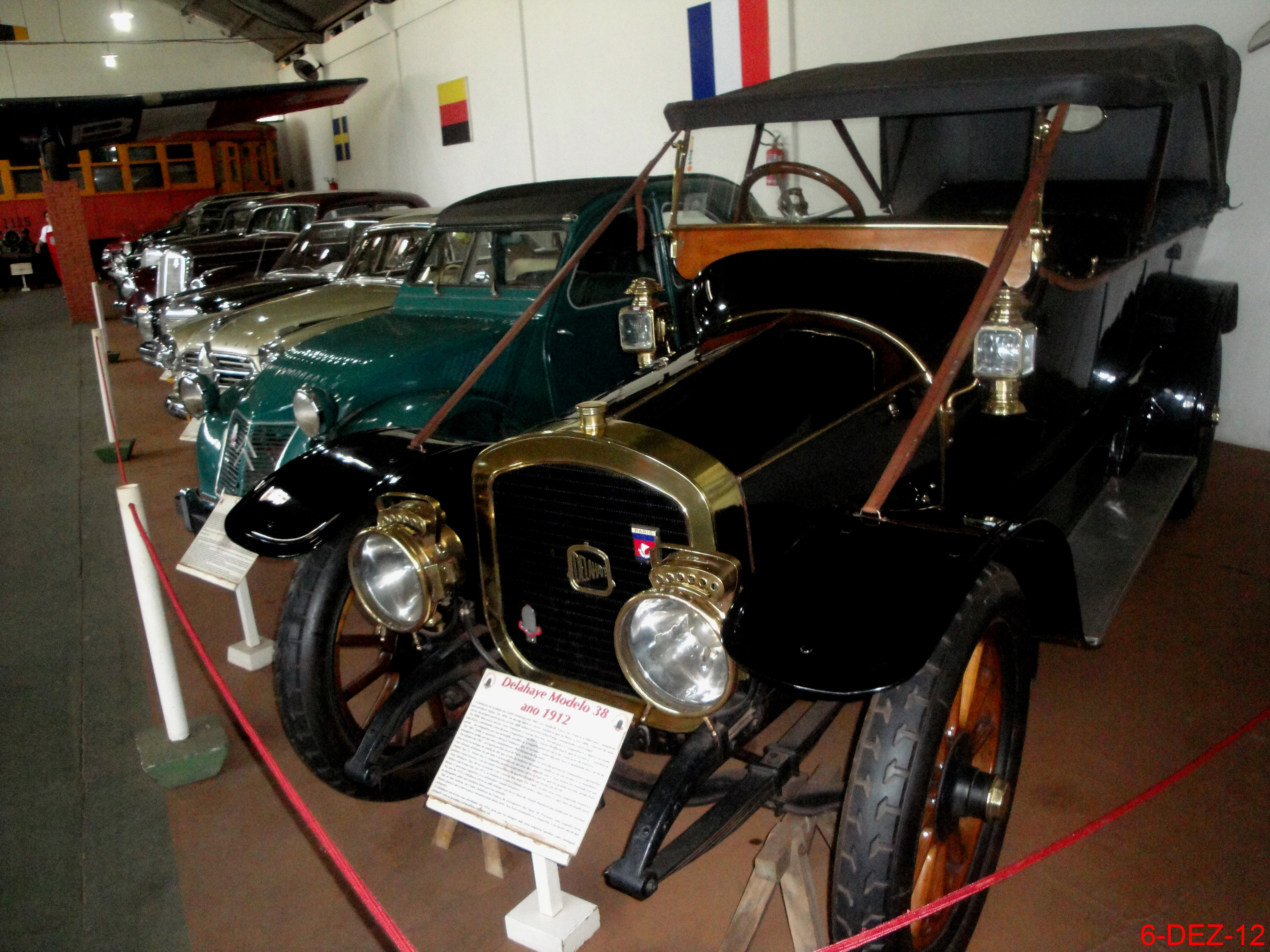
سيتروين (CV2 (1955
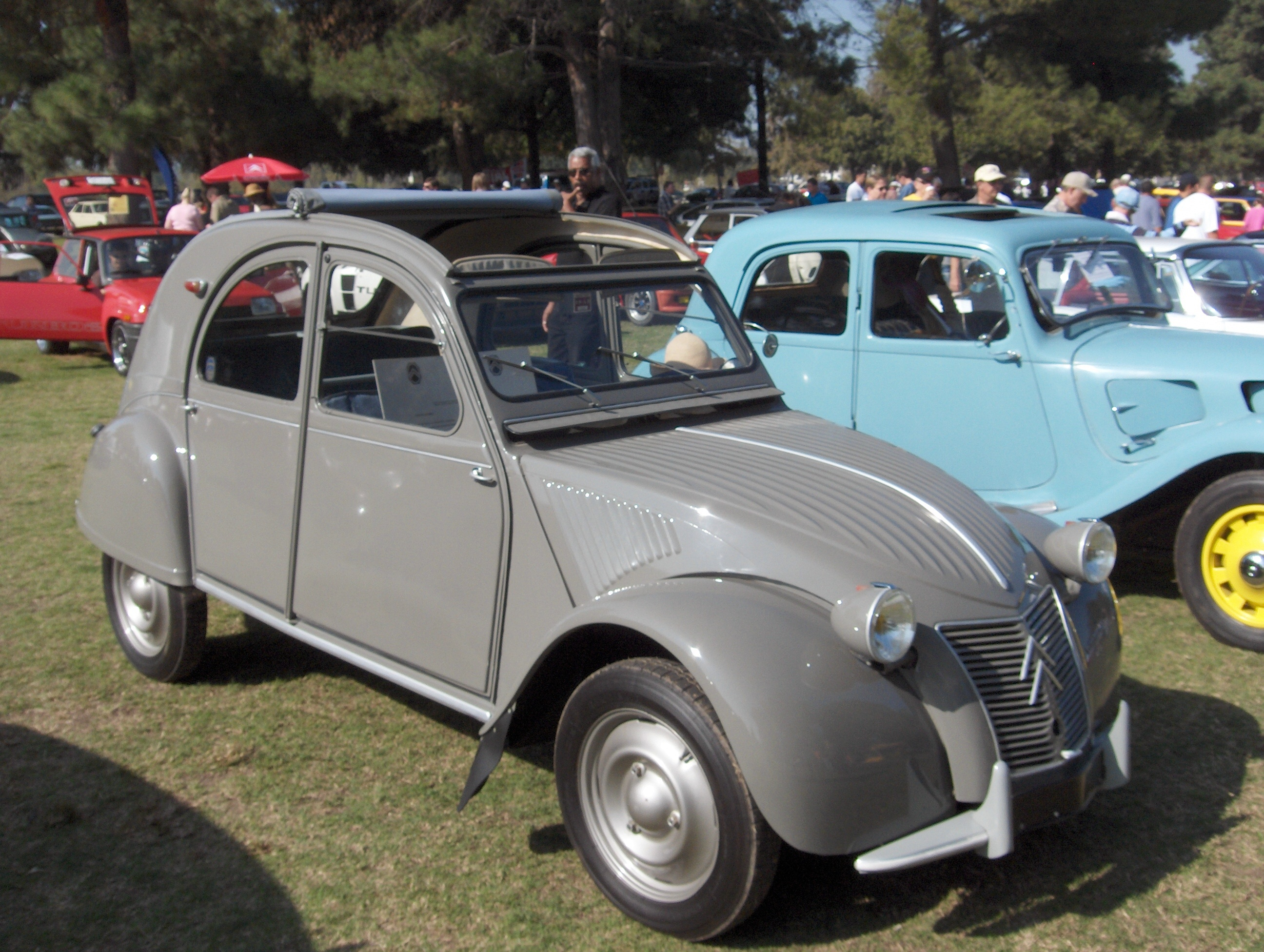
سيتروين (CV2 (1955
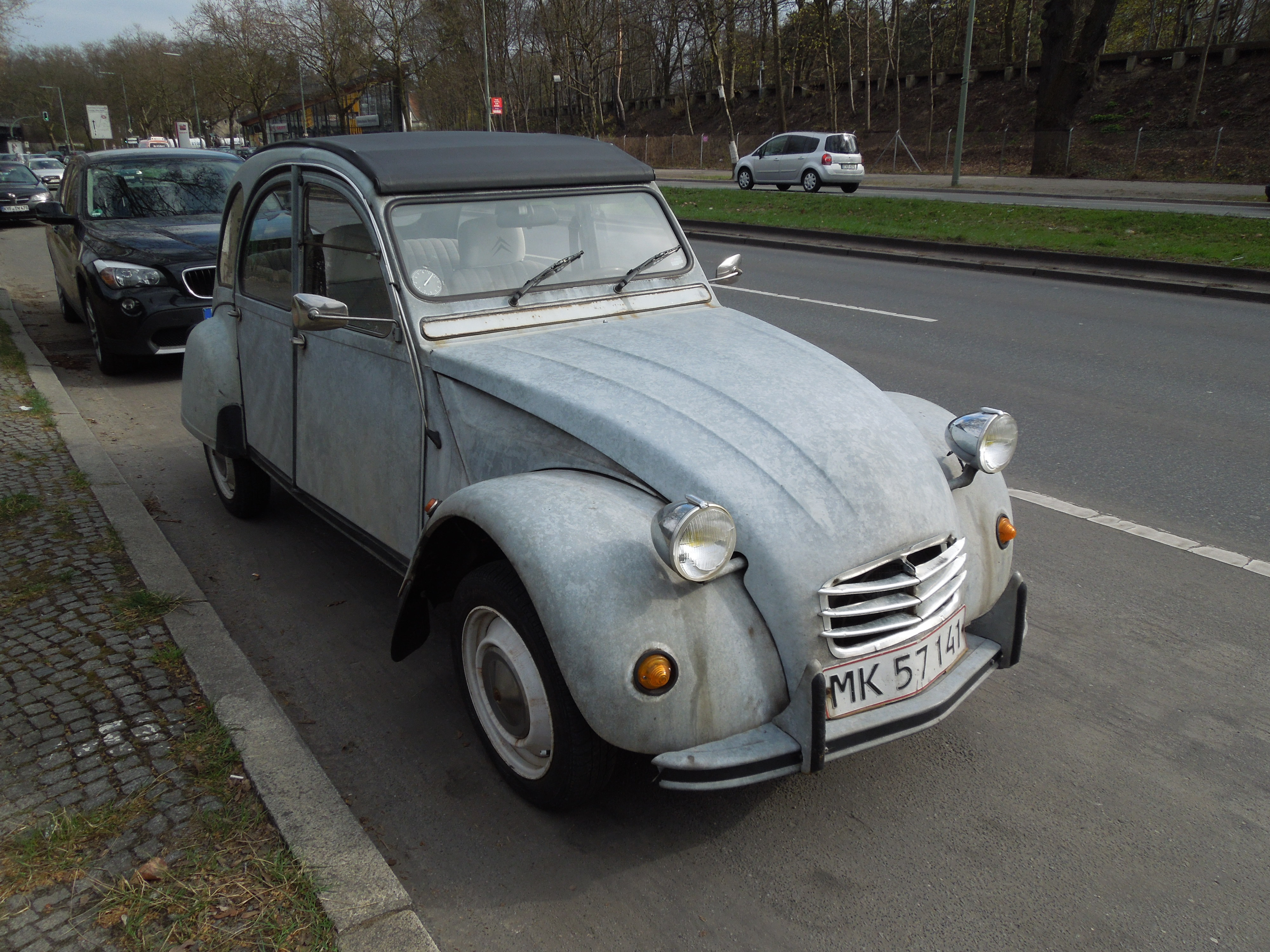
سيتروين (CV2 (1956
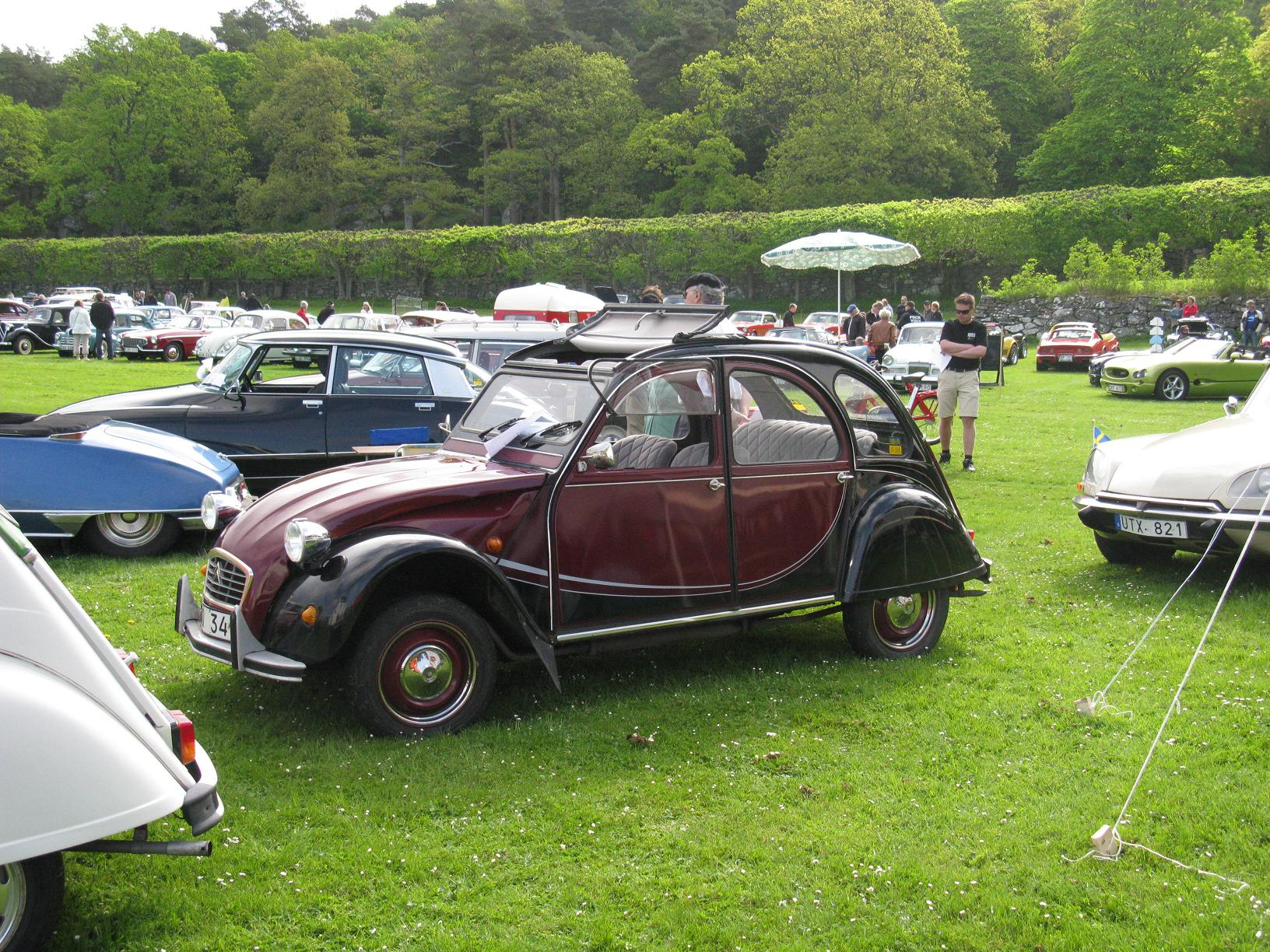
سيتروين CV2 شارليستون
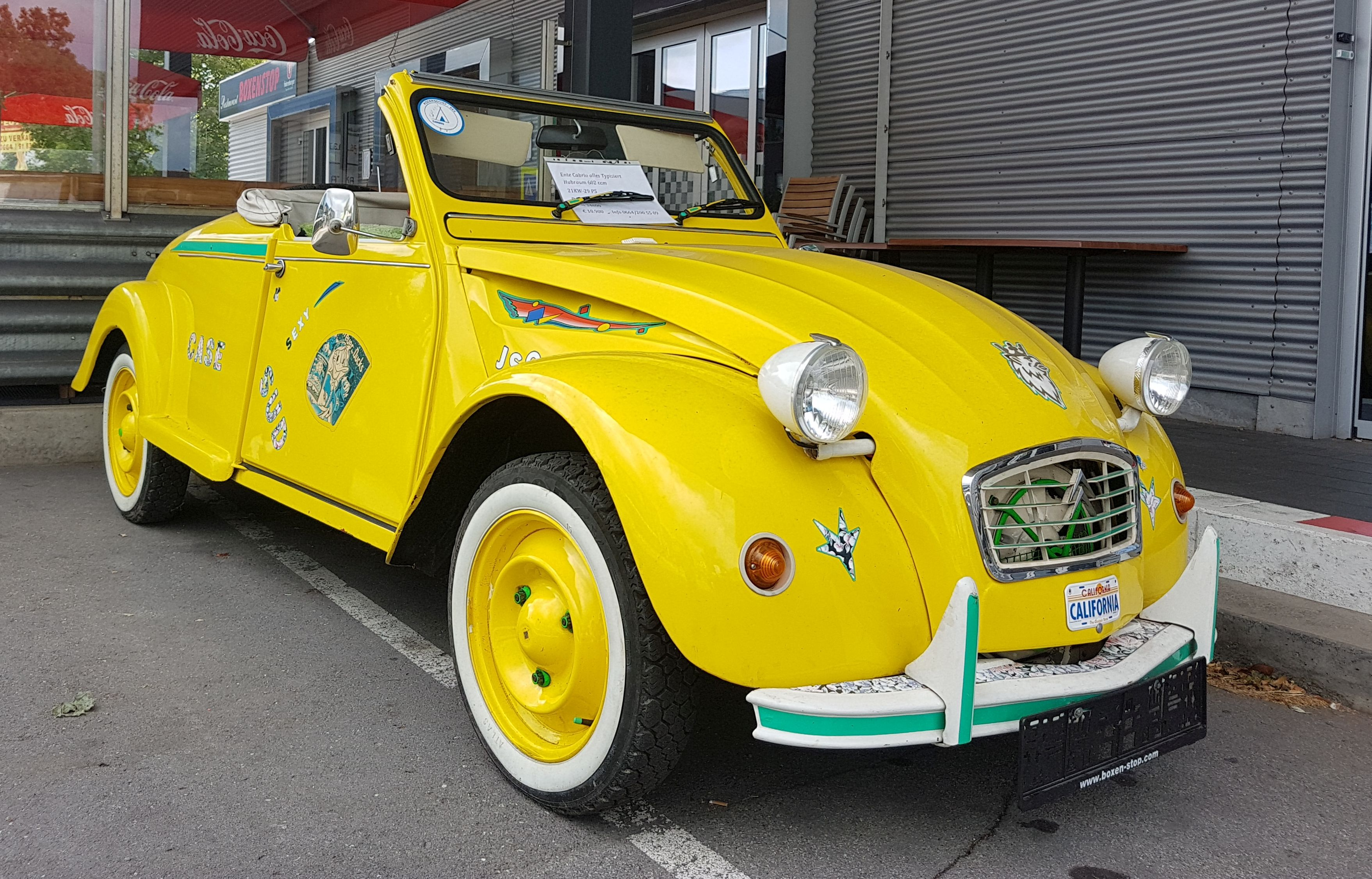
سيتروين CV2
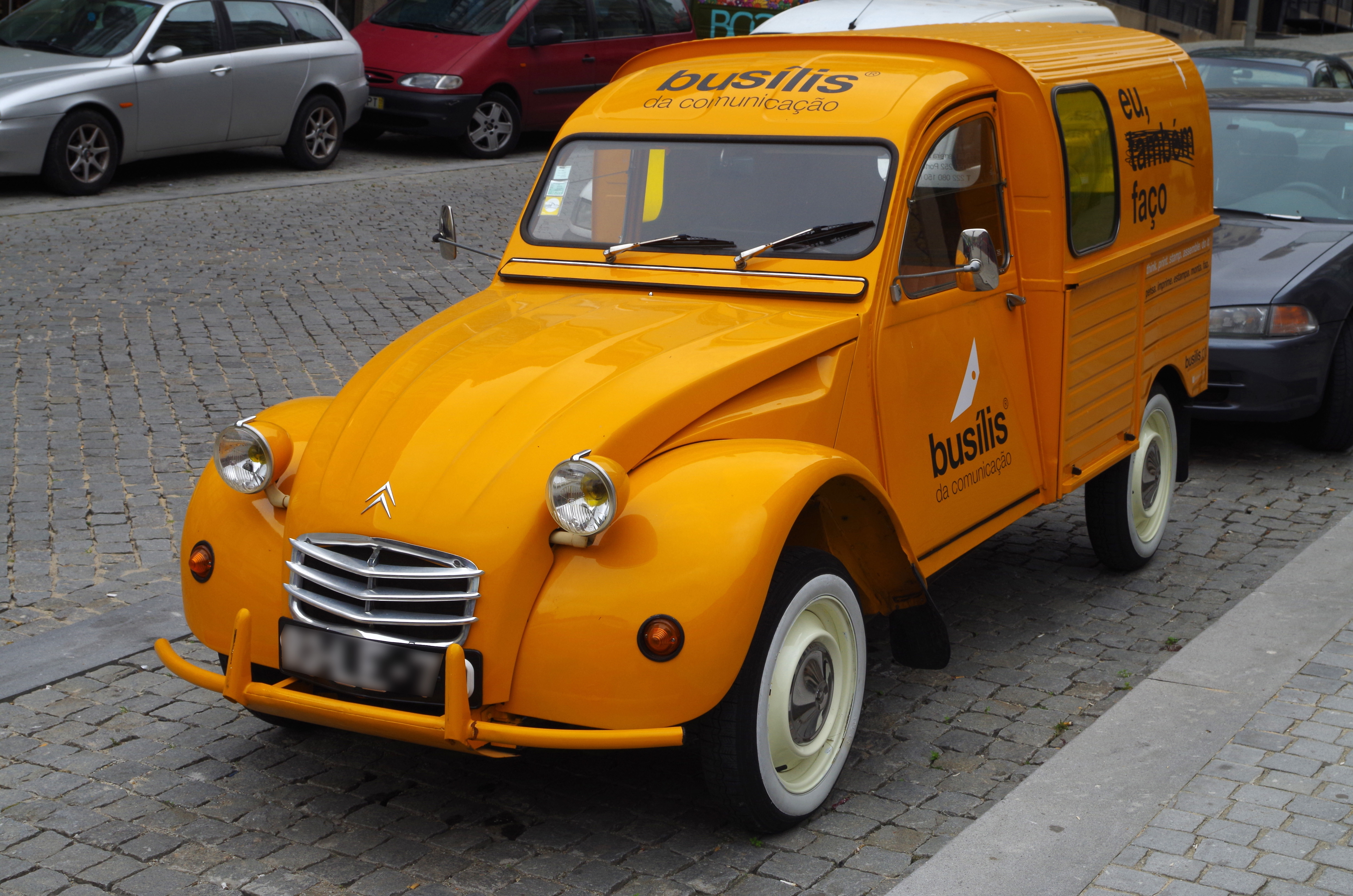
سيتروين CV2

#### سيتروين دي سي
شهد عام 1955 تقديم سيارة DS، وهو أول استخدام كامل لنظام التعليق الذاتي التسوية ‏ المائي الهوائي ‏ من سيتروين، والذي تم اختباره على ستروين التعليق الخلفي للجر في عام 1954. كانت DS أيضاً أول سيارة إنتاج مزودة ب فرامل قرصية حديثة. تم استخدام نظام هيدروليكي واحد عالي الضغط لتحفيز التوجيه المعزز والتعليق والمكابح؛ كانت الفرامل تعمل بالطاقة بالكامل، وليست مدعومة بالطاقة، حيث لم تكن قوة الدواسة أحد مكونات قوة الكبح. تم أيضاً تشغيل ذراع نقل السرعات (ناقل الحركة شبه الأوتوماتيكي) بواسطة النظام الهيدروليكي من خلال صمام تحكم، مع مكابس تشغيل في غطاء علبة التروس لتحويل التروس في ناقل الحركة، وتم تشغيل القابض تلقائياً بواسطة النظام، لذلك لم يكن هناك دواسة القابض. منذ عام 1957، قدم طراز ID19 نظاماً هيدروليكياً مبسطاً، مع توجيه يدوي وتروس يدوي تقليدي، وخفض كبير في السعر. منذ عام 1968، مع نمط الواجهة الأمامية المنقح، قدمت DS أيضاً مصابيح قيادة مساعدة، والتي تحركت مع التوجيه، مما أدى إلى تحسين الرؤية في الليل. بلغ الإنتاج من 1956 إلى 1975 ما يقرب من 1.5 مليون سيارة. كانت السيارة الانسيابية رائعة بالنسبة لعصرها وكان لها اسم صوتي رائع DS باللغة الفرنسية، تُنطق (de.ɛs)، والتي تبدو مثل déesse، مما يعني آلهة. احتلت المركز الثالث في مسابقة سيارة القرن لعام 1999.

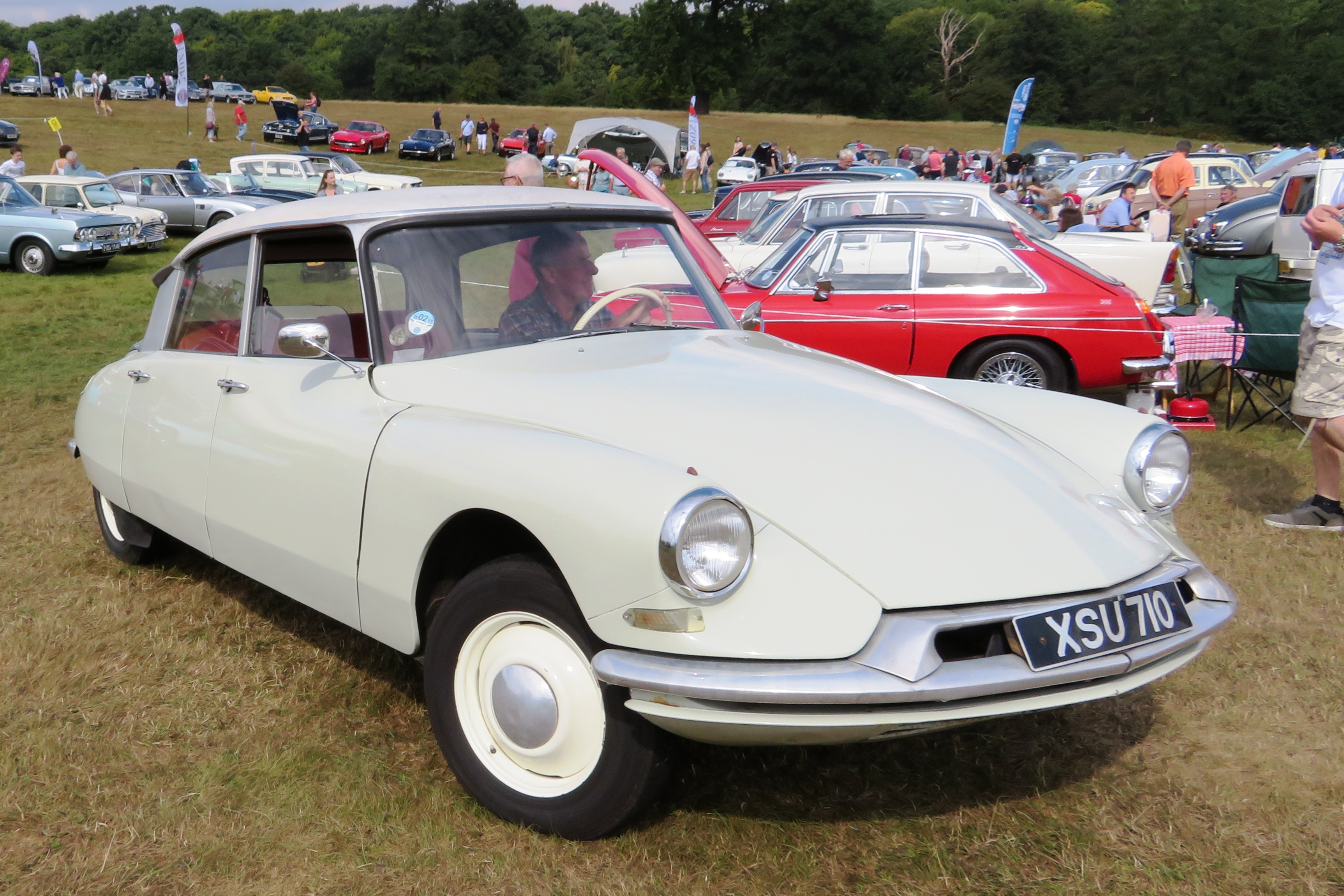
سيتروين (DS 19 (1962
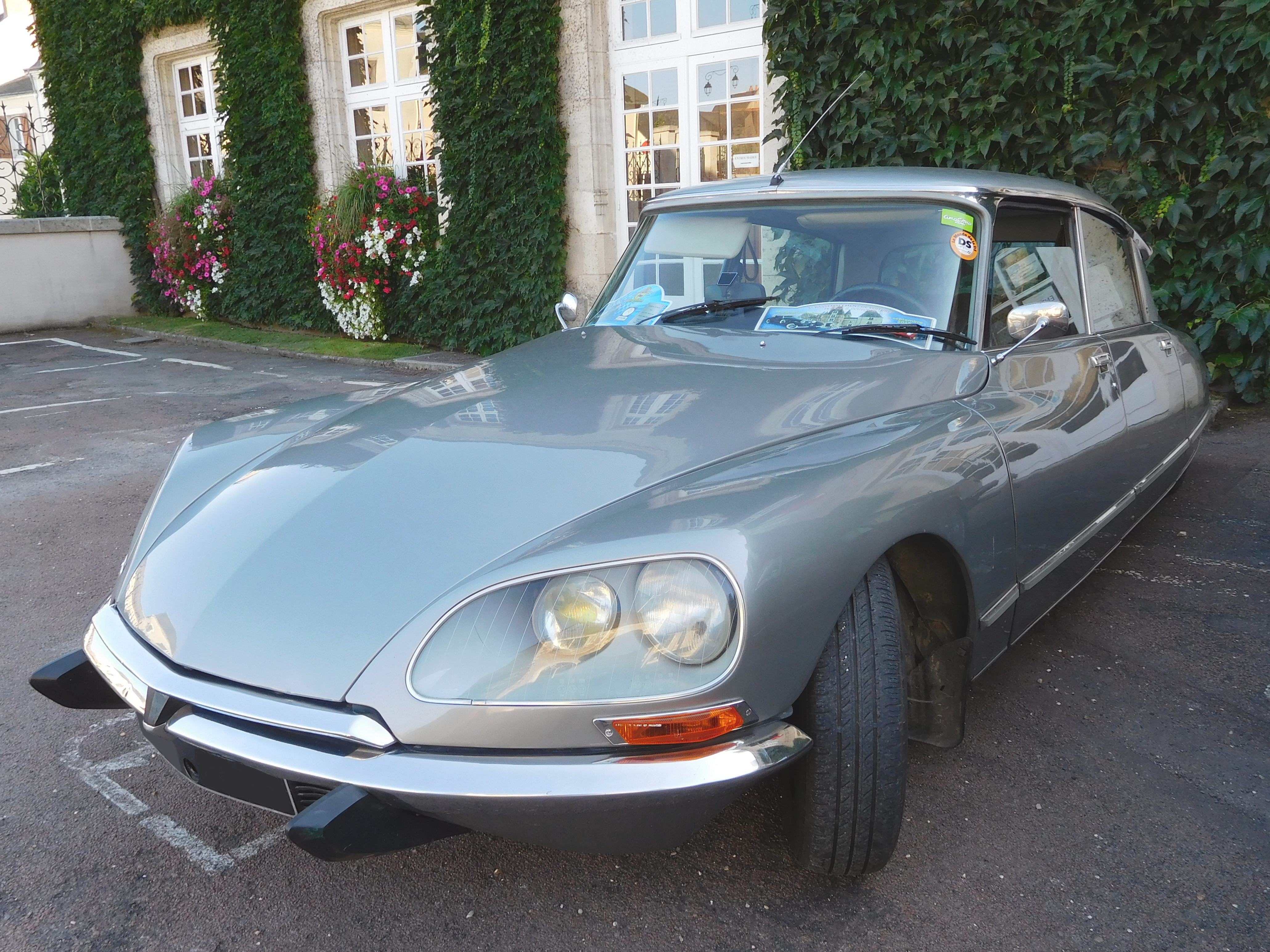
سيتروين DS 20 بالاس (1972)
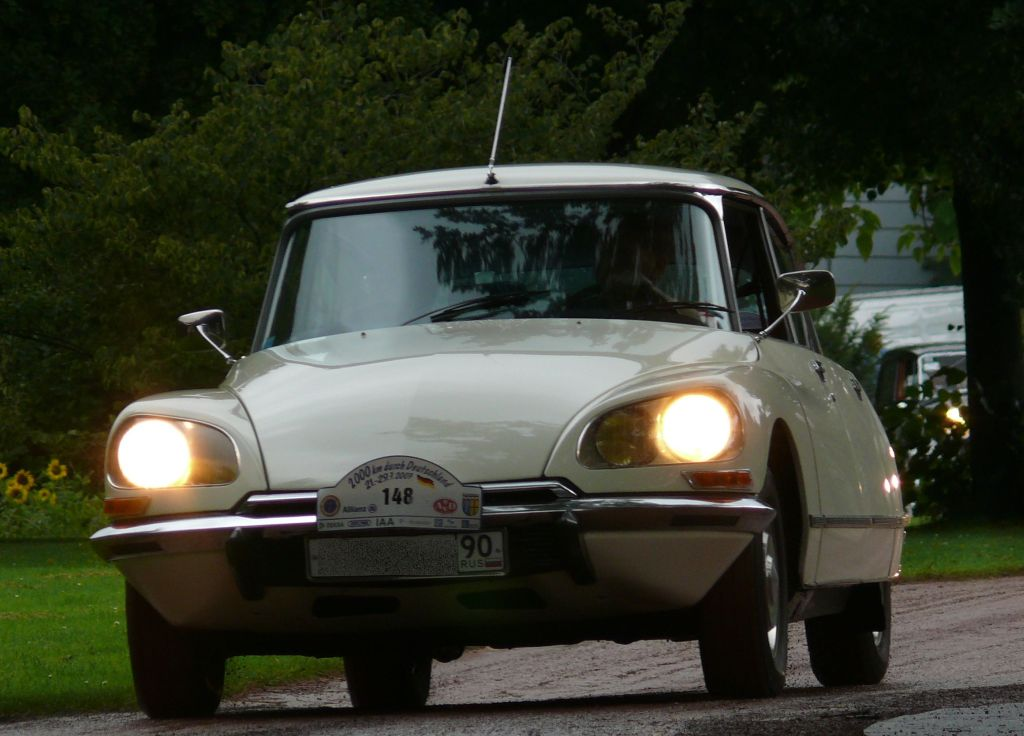
سيتروين DS 23 بالاس
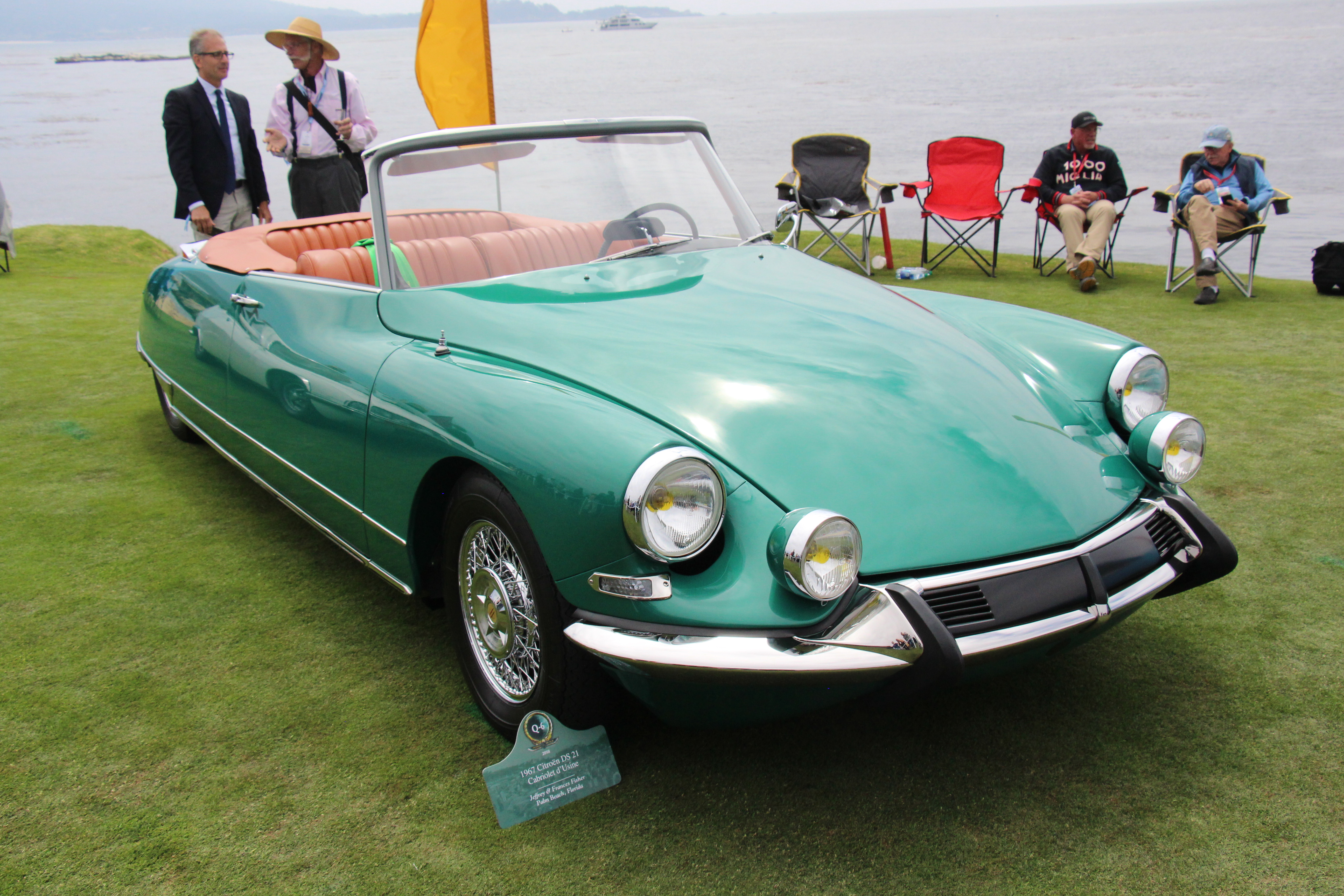
سيتروين السلسلة الثانية (DS 21 (1967
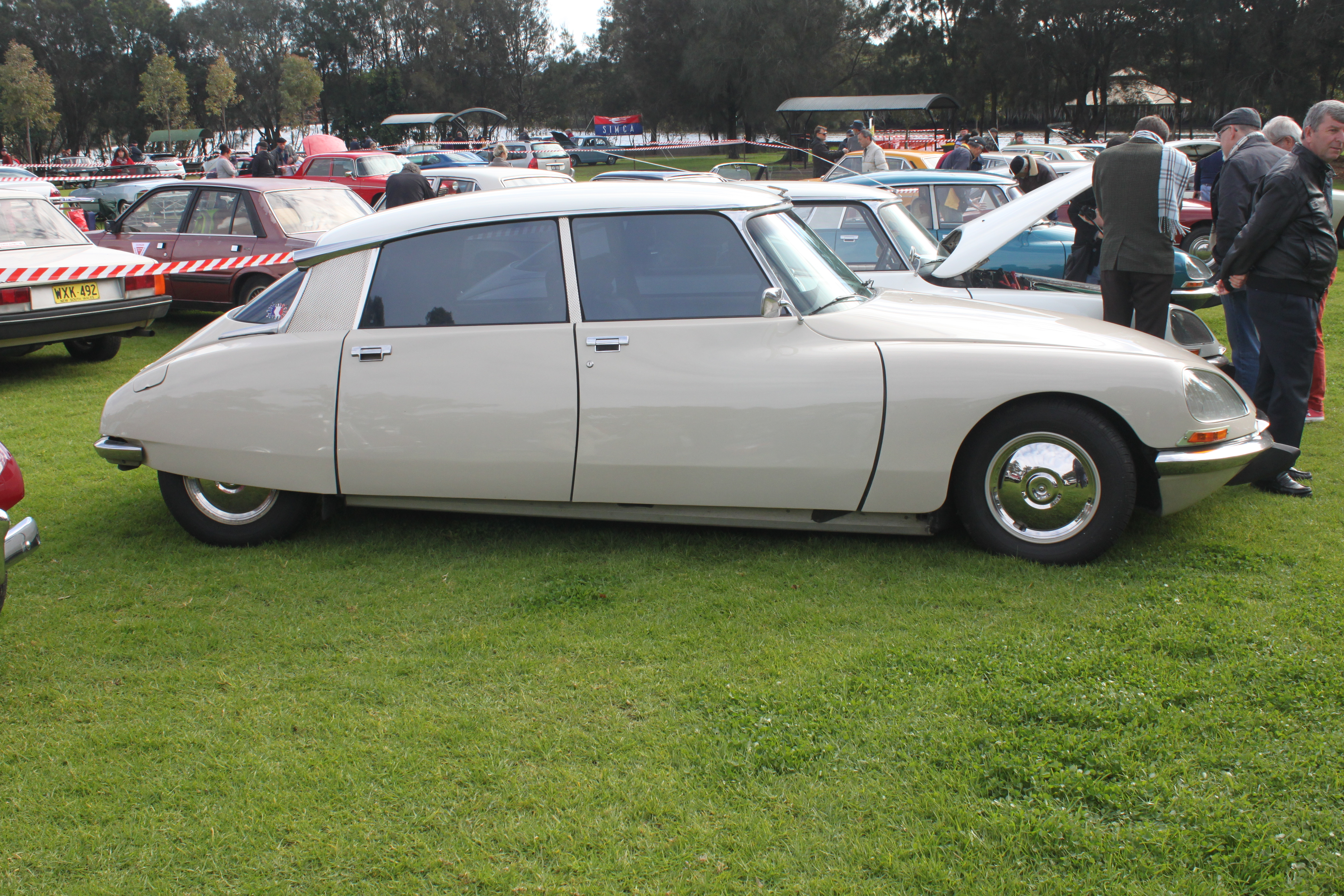
سيتروين سيدان (DS 21 (1971
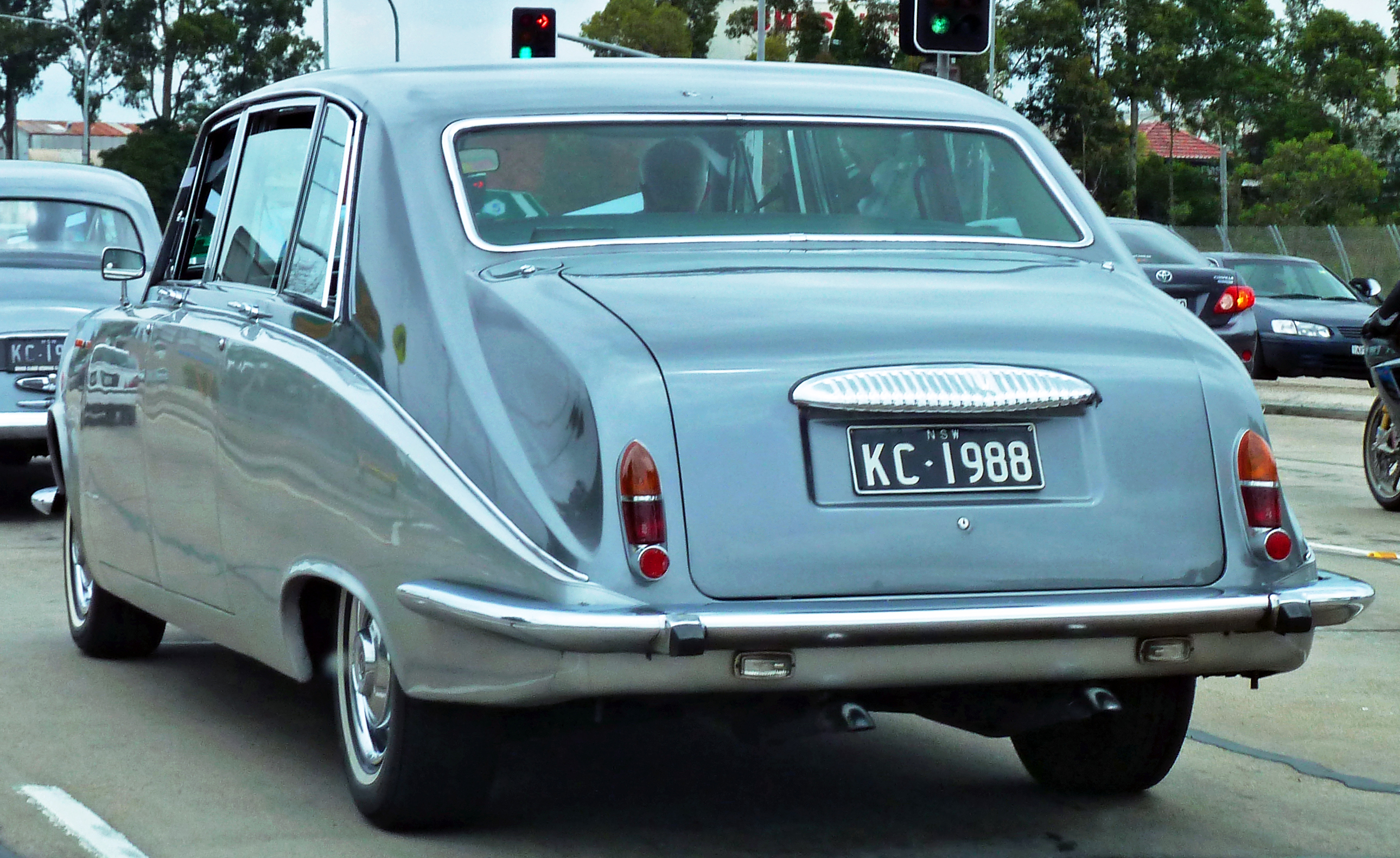
سيتروين سيدان (DS420 (1981

#### هيدروليكيات الضغط العالي
سيشكل هذا النظام الهيدروليكي عالي الضغط أساساً لأكثر من 9 ملايين سيارة ستروين، بما في ذلك DS و SM و GS و CX و BX و XM و Xantia و C5 و C6.
يعد التعليق الذاتي التسوية ‏ هو الفائدة الرئيسية للمستخدم: تحافظ السيارة على ارتفاع ثابت فوق الطريق، بغض النظر عن حمولة الركاب والبضائع وعلى الرغم من التعليق الناعم للغاية. التعليق المائي الهوائي قادر بشكل فريد على امتصاص مخالفات الطريق دون إزعاج الركاب وغالباً ما يُقارن بالركوب على سجادة سحرية لهذا السبب. تشترك هذه المركبات في السمة المميزة للارتفاع إلى ارتفاع الركوب أثناء تشغيل المحرك، مثل «الجمل الميكانيكي» (حسب مجلة كار آند درايف). سمح ذراع (تم استبداله لاحقاً بمفتاح إلكتروني) بجانب مقعد السائق للسائق بضبط ارتفاع السيارة؛ تسمح قابلية ضبط الارتفاع هذه بإزالة العوائق وتجاوز التدفقات الضحلة (بطيئة الحركة) وتغيير الإطارات.
نظراً لأن ستروين كانت تعاني من نقص التمويل، كانت مركباتها تميل إلى التخلف عند الإطلاق، مع محدودية شبكات التوزيع والخدمات خارج فرنسا. وبناءً على ذلك، واجهت نماذج DS المبكرة مشكلات في التسنين مع النظام الهيدروليكي المعقد، وفي النهاية، تم فرز موانع التسرب الهيدروليكية وتصميم مكونات النظام، لتصبح موثوقة. تمت متابعة الترخيص لمثل هذه القفزة التكنولوجية إلى حدٍ ما: في عام 1965، استخدمت رولز رويس سيلفر شادو هذا النوع من التعليق، في حين حاولت مرسيدس-بنز 600 و مرسيدس بنز 300 SEL 6.3 في عام 1963 تكرار مزاياها مع مركبة مكلفة ومعقدة ومكلف الصيانة، نظام التعليق الهوائي ‏ الذي تجنب تكنولوجيا ستروين الحاصلة على براءة اختراع. بحلول عام 1975، تم إنتاج مرسيدس-بنز 450 SEL 6.9 أخيراً بهذا النظام المثبت وتواصل مرسيدس-بنز تقديم اختلافات في هذه التكنولوجيا اليوم. خلال مشروع ستروين بين 1968-1975 مع مازيراتي، تم استخدام نظام ستروين الهيدروليكي عالي الضغط في العديد من طرازات مازيراتي: لتشغيل القابض الكهربائي (بورا)؛ وتعديل دواسة الطاقة (بورا)؛ والمصابيح الأمامية المنبثقة (بورا-ميراك)؛ والمكابح (بورا-ميراك، خمسين) والتوجيه (خمسين) ونموذج كواتروبورتي الثاني بالكامل، والذي كان سيتروين SM بأربعة أبواب تحت الجلد.

#### رائد الديناميكا الهوائية
كانت سيتروين واحدة من أوائل الرواد في الاتجاه السائد الآن لتصميم السيارات الديناميكية الهوائية، مما يساعد على تقليل استهلاك الوقود وتحسين الأداء عالي السرعة، عن طريق تقليل مقاومة الرياح. يمكن لـ DS الإبحار بسرعة 160 كم / ساعة (100 ميل في الساعة) دون أي إزعاج للركاب. بدأت الشركة في استخدام نفق الرياح في الخمسينيات من القرن الماضي، مما ساعدها على إنشاء سيارات شديدة الانسيابية - مثل DS - كانت تسبق منافسيها بسنوات، وكانت الديناميكيات الهوائية لطراز CX جيدة جداً، حيث أخذت اسمها - { أسلوب العرضc أسلوب العرضx«» من المصطلح الرياضي المستخدم لقياس معامل السحب.

### التوسع والتحديات المالية
في الستينيات، اتخذت ستروين سلسلة من القرارات المالية والإنمائية، بهدف البناء على قوتها في الخمسينيات من خلال نماذج 2CV ونوع H و DS الناجحة. أفلست ستروين في عام 1974، لذا كان فإن فعالية هذه المناورات مشكوك فيها إلى حد ما.

#### المناورات
كانت هذه المناورات التالية لمعالجة ثغرتين رئيسيتين تواجهان الشركة:
- الأول هو عدم وجود سيارة متوسطة الحجم، بين مجموعتها الخاصة من سيارات الركاب الصغيرة جداً والرخيصة (2CV / Ami) والموديلات الكبيرة باهظة الثمن (DS / ID).[20] في شروط اليوم، سيكون هذا مشابهاً لعلامة تجارية تتكون فقط من تاتا نانو وجاغورا XJ. نظراً لحجمه المحتمل، كان الجزء المتوسط الحجم هو الجزء الأكثر ربحية في سوق السيارات، وفي عام 1965، تدخلت سيترويندو رينولت 16 لملئه.
- كانت القضية الرئيسية الثانية هي عدم وجود محرك قوي مناسب لأسواق التصدير. كان نظام القدرة الحصانية بعد الحرب العالمية الثانية في فرنسا تقدمياً بشكل حاد، وتعرضت المركبات التي يزيد حجمها عن 2.0 لتر (لاحقاً 2.8) إلى ضريبة سنوية باهظة، مما أدى إلى اعتبار السيارات المصنوعة في فرنسا ضعيفة القوة خارج البلاد. بالنسبة لكل من طرازي 1955 DS و1974 CX، فإن تطوير المحرك الأصلي الذي تم التخطيط للتصميم حوله أثبت أنه مكلف للغاية بالنسبة للأموال المتاحة، لذلك كان المحرك الفعلي المستخدم في كلتا الحالتين تصميماً متواضعاً وعفا عليه الزمن بأربع أسطوانات.[21]

#### الخطوات
تتضمن هذه الخطوات:
1. 1963 - فتح مفاوضات مع بيجو للتعاون في شراء المواد الخام والمعدات، لكن المحادثات توقفت في عام 1965.
2. 1964 - دخلت في شراكة مع موتورن ورك NSU  [لغات أخرى]‏ لتطوير محرك فانكل عبر شركة كوموبيل (ًلاحقا كوموتور). بالنسبة لستروين، كان هذا يمثل فرصة للتجول التكنولوجي حول نظام «هورس بور الضرائب  [لغات أخرى]‏» الفرنسي من خلال إنتاج محطة طاقة أكثر قوة ولكنها لا تزال صغيرة. طورت أول سيارة إنتاجية 106 حصان من محرك سعة 1 لتر، بينما قدمت GS القياسية 55 حصاناً بمحرك 1 لتر.[22][23]
3. 1965 - استحوذ على شركة بانهارد الفرنسية على أمل استخدام خبرتها في السيارات متوسطة الحجم؛ كان التعاون بين الشركتين قد بدأ قبل اثني عشر عاماً ووافقتا على الاندماج الجزئي لشبكات مبيعاتهما، في عام 1953 توقف تصنيع بانهارد في عام 1967.[20]
4. 1965 - اشترت الشركة المصنعة للشاحنات بيرليت.[20]
5. 1968 - اشترت شركة مازيراتي الإيطالية لصناعة السيارات الرياضية مرة أخرى بهدف إنتاج سيارة أكثر قوة، مع الحفاظ على محرك صغير يتماشى مع نظام هورس بور الضريبي  [لغات أخرى]‏ الفرنسي. طورت أول سيارة إنتاج بقوة 170 حصاناً بمحرك سعة 2.7 لتر [24]، كان هذا هو طراز 1970 SM، والذي تميز بمحطة مازيراتي لتوليد الطاقة V6، ونظام تعليق هيدروليكي ونظام توجيه ذاتي القدرة بالكامل يسمى DIRAVI؛ صُممت SM كما لو كانت تحل محل سيارة عائلة DS، وهو مستوى من الاستثمار لن يتمكن قطاع السيارات الفاخرة الصغيرة ذات جراند تورينج وحده من دعمه، حتى في أفضل الظروف.
6. 1968 - تمت إعادة هيكلة العمليات في جميع أنحاء العالم في ظل شركة قابضة جديدة، ستروين إس إي. باع ميشلان، المساهم المسيطر منذ فترة طويلة في ستروين، حصة 49٪ لشركة فيات فيما يشار إليه باتفاقية PARDEVI (المشاركة والتطوير الصناعي).[20]

بدأت فرق تشارلز ماركيتي وستروين العمل معاً على تطوير مروحية RE-2.
من منظور نطاق الطراز، بدأت السبعينيات بشكل جيد، مدعوماً بالإطلاق الناجح لسيارة ستروين جي إس متوسطة الحجم التي طال انتظارها، وسد أخيراً الفجوة الهائلة بين 2CV وDS - مع سيارة معلقة هيدروليكياً بسعة 1 لتر. ذهب GS لبيع 2.5 مليون وحدة. تم إنتاج 601,918 سيارة في عام 1972 وحده - ارتفاعاً من 526,443 لعام 1971- وهو ما يكفي لرفع الشركة إلى المرتبة الثانية بين شركات صناعة السيارات الفرنسية عند تصنيفها حسب حجم المبيعات. استمرت الموديلات القديمة في البيع بشكل جيد - كانت فترة ذروة الإنتاج لـ DS هي 1970، و 2CV كانت في 1974.
مع تقدم السبعينيات، أصبحت الظروف غير مواتية. في عام 1973، باعت شركة فيات إلى ميشلان حصتها البالغة 49٪ في شركة PARDEVI القابضة التي تمتلك ستروين، وأشار إعلان ستروين وفيات المشترك إلى أن الفوائد المتوقعة لاتحادهم في عام 1968 لم تتحقق. لم يتماشى ذلك مع إستراتيجية شركة الإطارات طويلة المدى لإنهاء المشاركة في أعمال تصنيع السيارات وخلق حالة ملكية غير مستقرة للغاية. تعرضت الشركة لضربة مالية أخرى مع أزمة الطاقة عام 1973- أظهرت المقامرة على كوموتور ومازيراتي أن هناك عيباً خطيراً في الخطة خاصة للشركات المنتجة لمحركات ذات استهلاك وقود مرتفع.
في عام 1974، انسحبت شركة صناعة السيارات من أمريكا الشمالية بسبب لوائح التصميم الأمريكية التي تحظر الميزات الأساسية لسيارات ستروين (انظر إلى ستروين إس إم).

نتجت الخسائر الفادحة في سيتروين عن فشل مشروع محرك كوموتور الدوار الذي أضاف إلى خطأ الإدارة الإستراتيجية المتمثل في الاستمرار في 15 عاماً من 1955 إلى 1970 بدون نموذج في النطاق المتوسط المربح للسوق الأوروبية، بالإضافة إلى تكاليف التطوير الهائلة سلسلة من الموديلات الجديدة: (GS وGS بيروتور و CX و SM ومازيراتي بورا ومازيراتي ميراكا و مازيراتي كواتروبورتيه 2 ومازيراتي خمسين) كل من هذه النماذج هو أعجوبة تكنولوجية في حد ذاته. وهكذا، بعد أربعين عاماً من إفلاس شركة تراكشين أفانت، أفلست سيتروين مرة أخرى، وفقدت وجودها ككيان مستقل؛ تم بيع بيرليت ومازيراتي وإغلاق كوموتور.

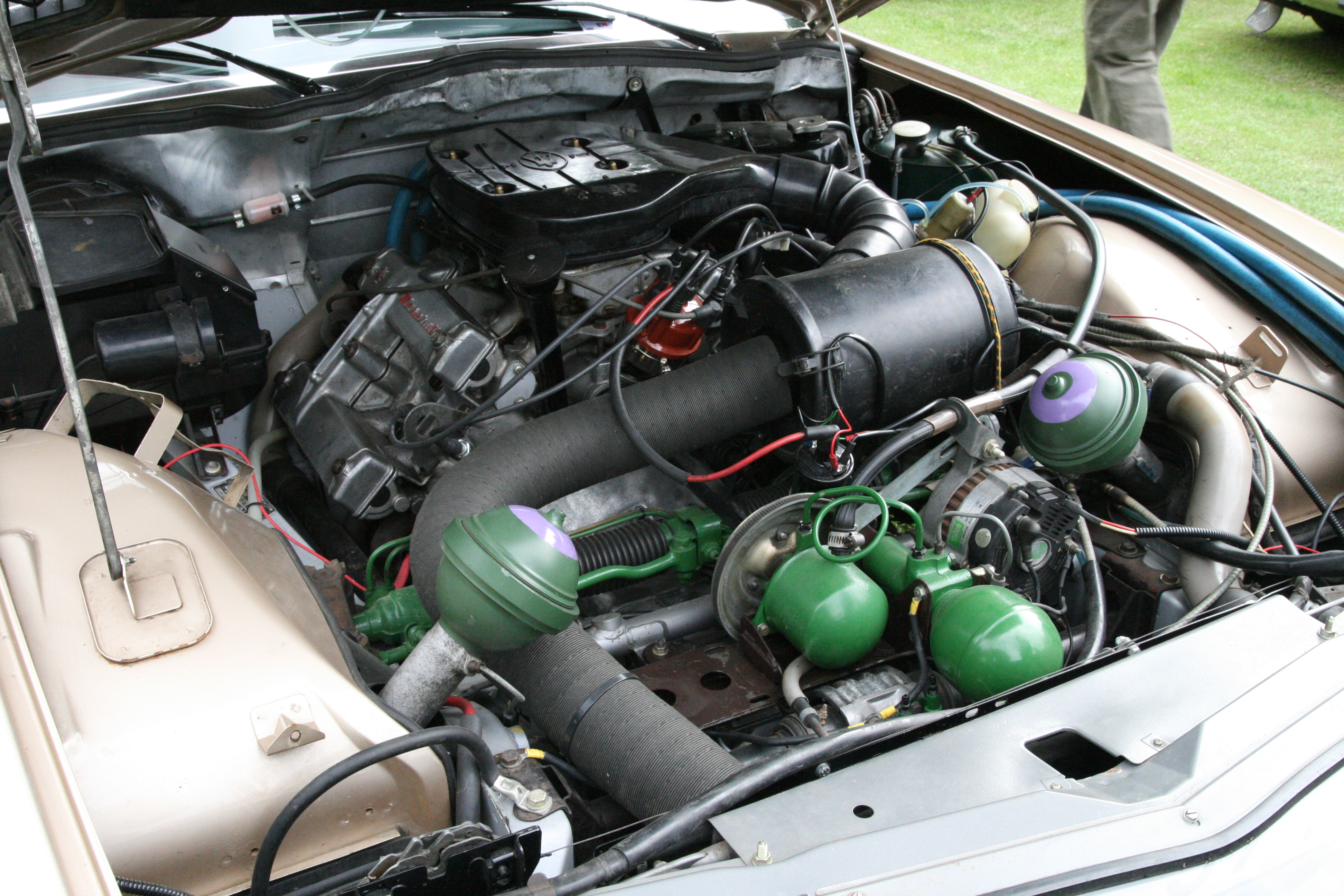
محرك سيتروين SM
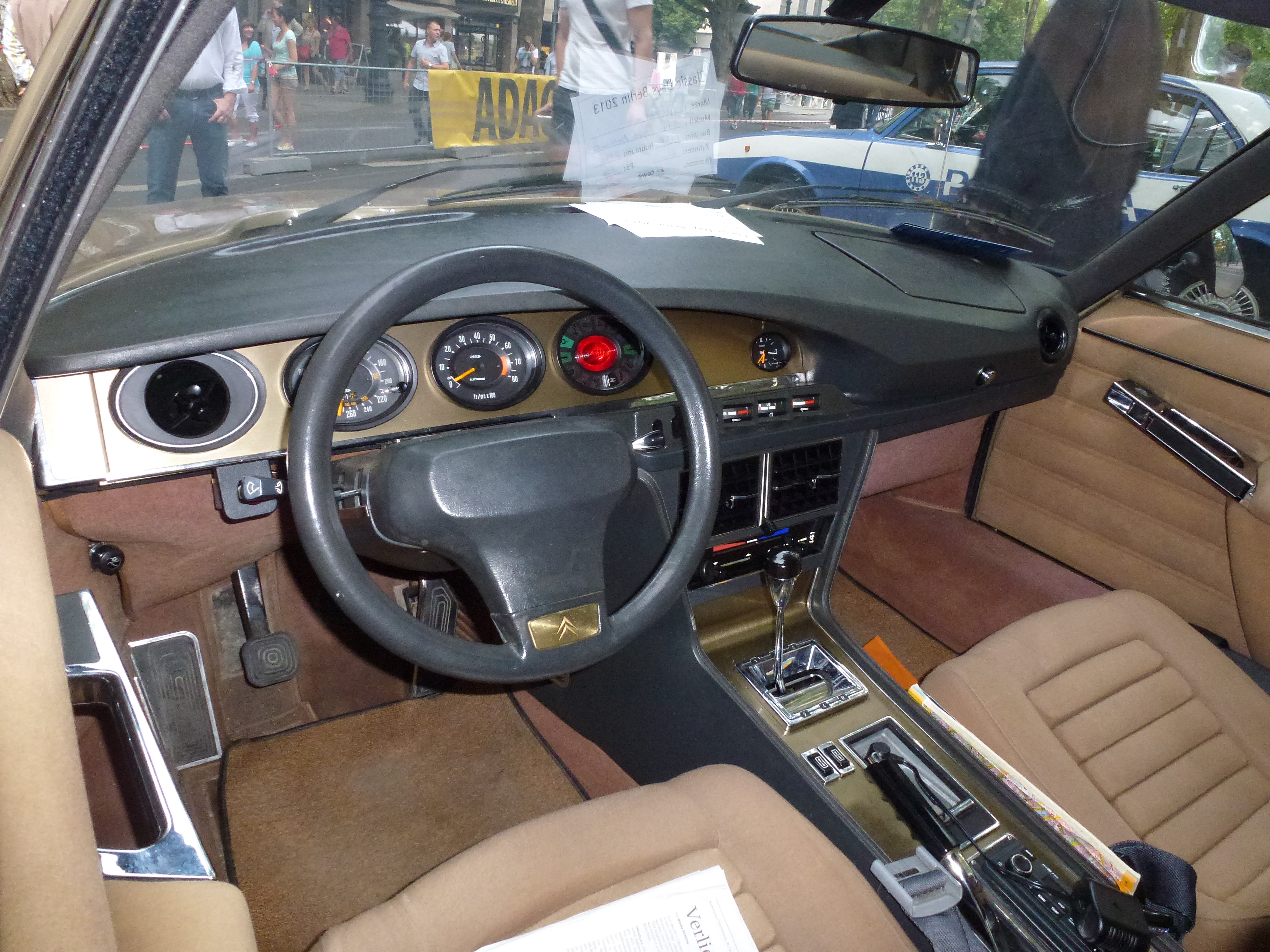
مقصورة سيتروين (SM (1972
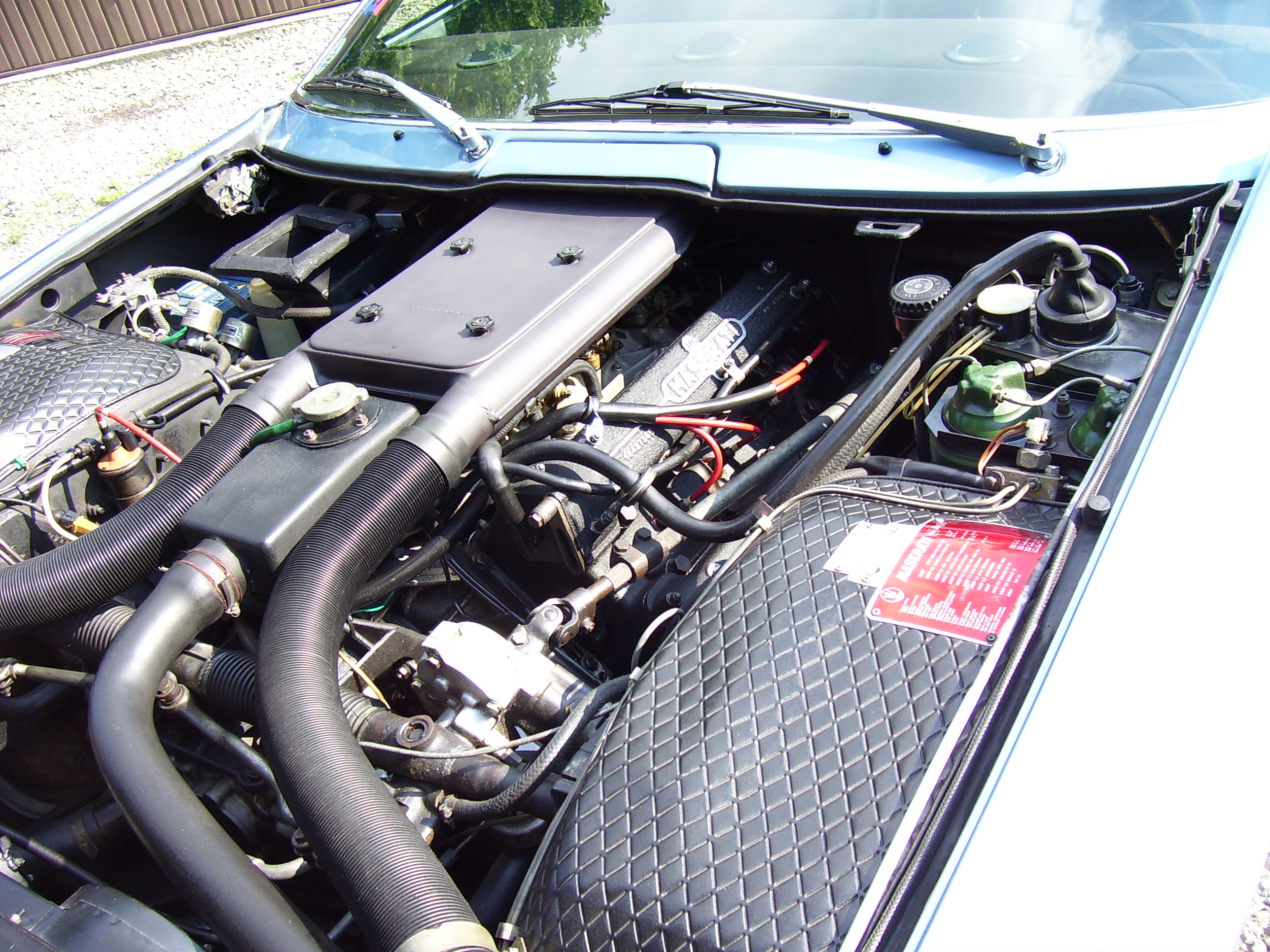
محرك مازاراتي خمسين (1974)
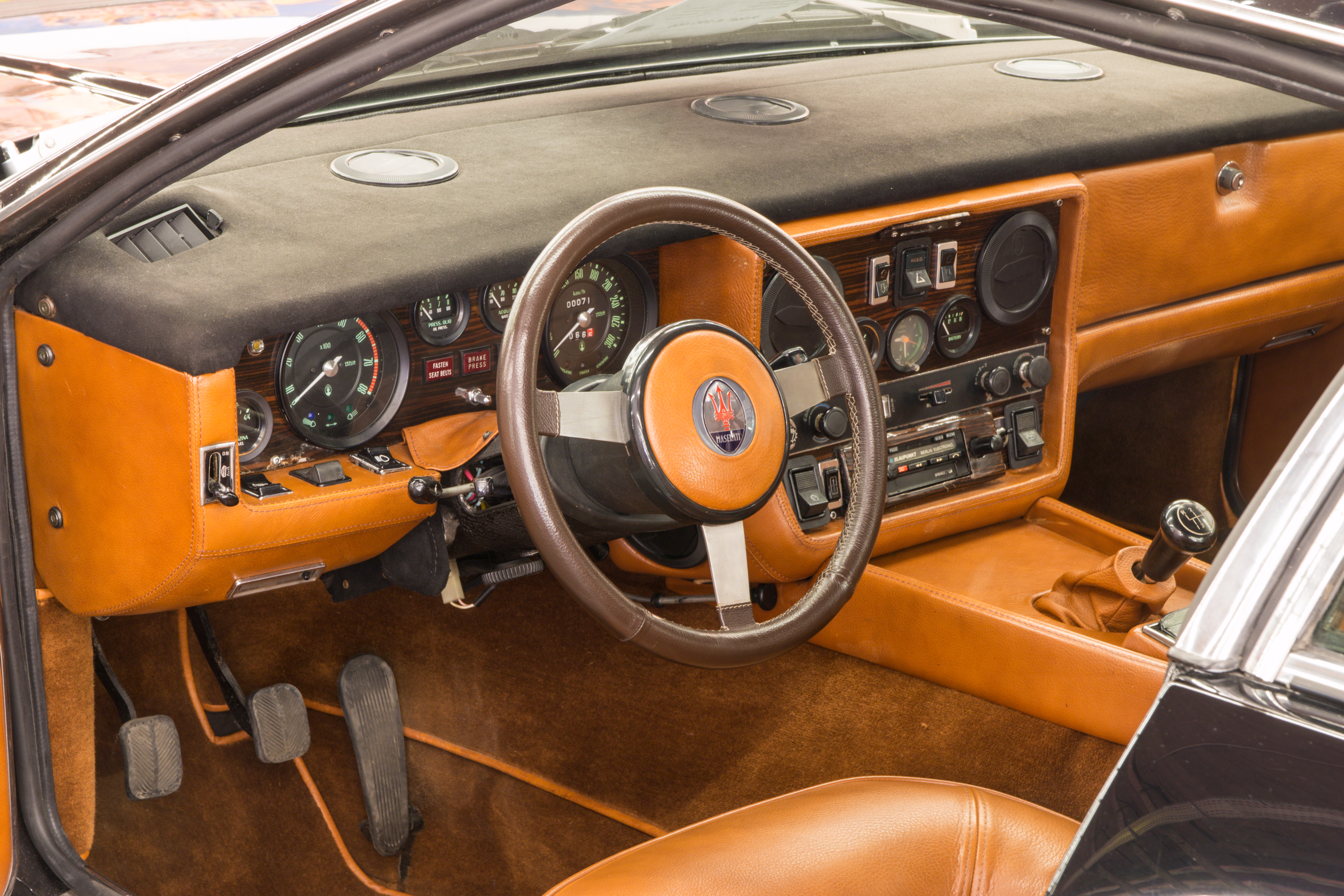
المقصورة مازاراتي خمسين (1974)
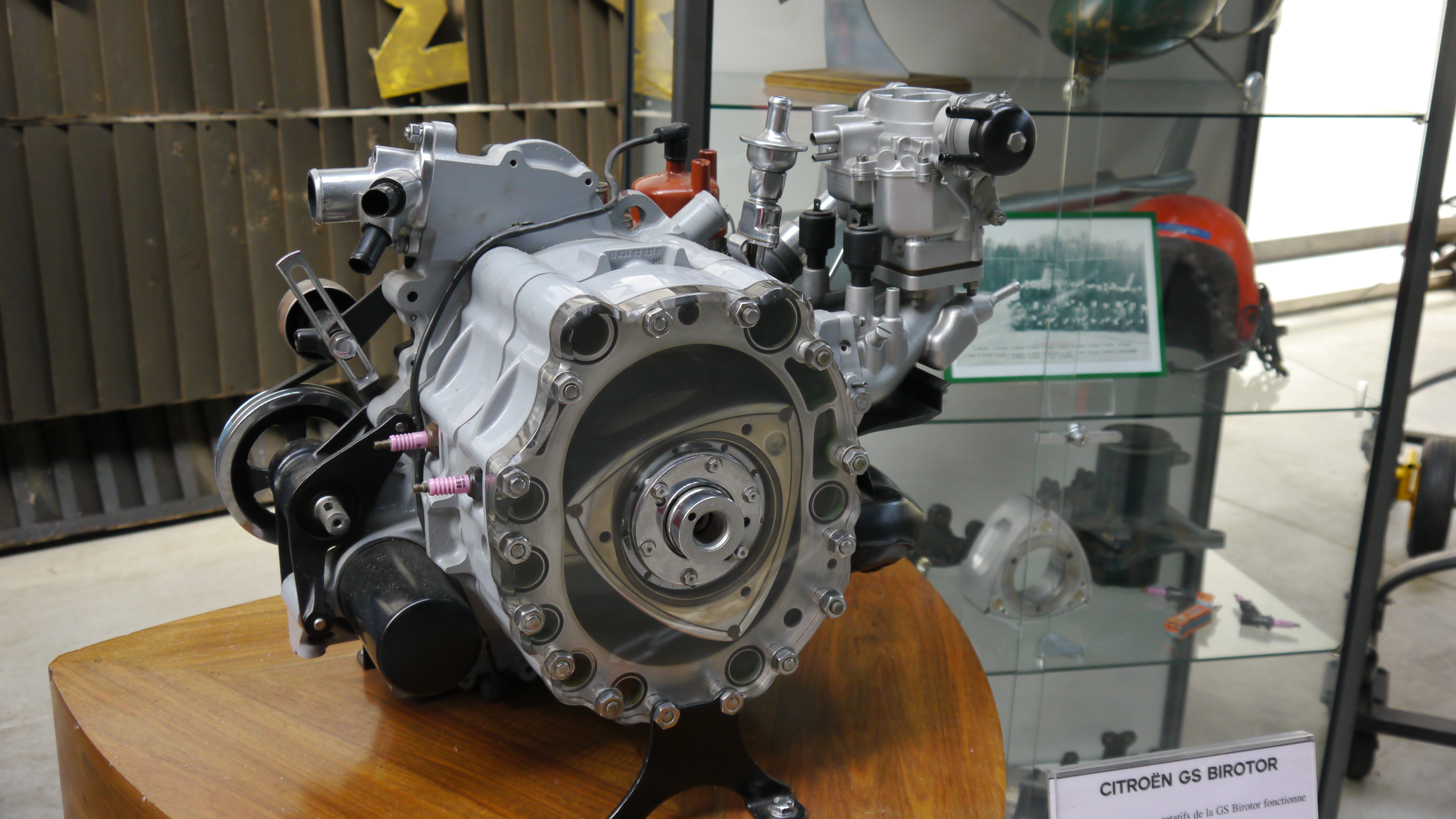
محرك سيتروين بيروتور 210
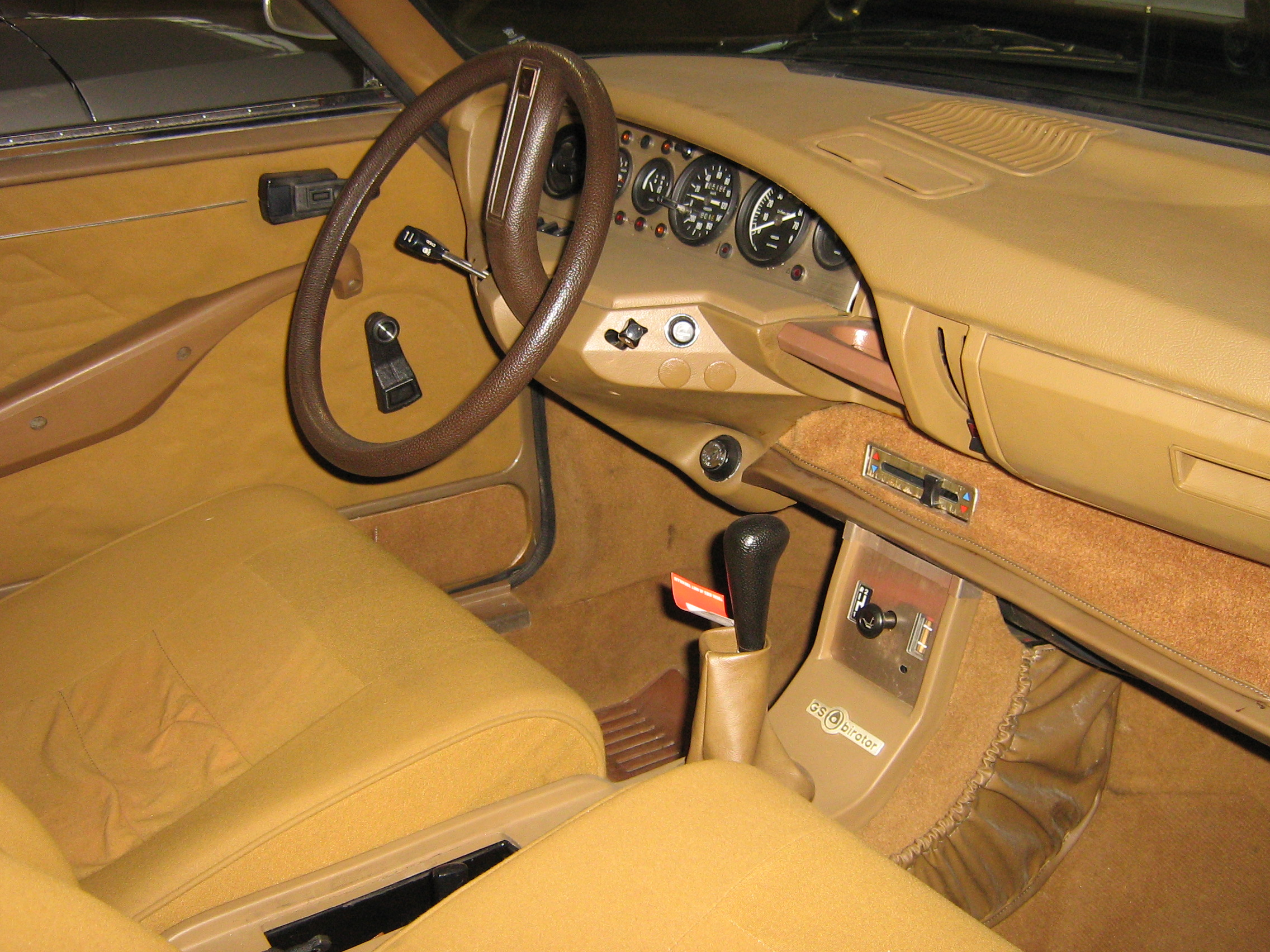
مقصورة سيتروين (1975) GS

### عصر بيجو سيتروين
عصر بيجوت سيتروين (PSA)
خوفاً من خسائر كبيرة في الوظائف بسبب سوء حالة التدفق النقدي وهيكل الملكية غير المستقر، رتبت الحكومة الفرنسية محادثات بين سيتروين وميشلان بلغت ذروتها في اندماج شركة ستروين للسيارات وسيارات بيجو في شركة واحدة.  وهكذا، بعد عام واحد من الانفصال عن شركة فيات، في 24 يونيو 1974، أعلنت سيتروين عن الشراكة الجديدة، هذه المرة مع بيجو. الذي وافقت ميشلان على نقل السيطرة على الأعمال إليه. في ديسمبر 1974، استحوذت شركة بيجو على 38.2٪ من حصة ستروين وفي 9 أبريل 1976 قاموا بزيادة حصتهم في الشركة المفلسة في ذلك الوقت إلى 89.95٪، مما أدى إلى إنشاء مجموعة PSA (حيث تختصر PSA لشركة بيجوت سوسيتي أنونيم بيجو سيتروين).
في مايو 1975، تم بيع مازيراتي لشركة دي توماسو وتمكن المالك الإيطالي الجديد من استغلال إمكانات المبيعات المحتملة للنماذج والتكنولوجيا التي طورتها سيتروين، وكذلك الاستفادة من صورة علامة مازيراتي في امتداد العلامة التجارية إلى أسفل لبيع 40,000 من طرازات بي تيربو المصممة حديثاً. تم بيع شركة تصنيع الشاحنات بيرليت لشركة رينولت.
كان مشروع PSA الجديد هذا نجاحاً مالياً من 1976 إلى 1979. كان لدى سيتروين تصميمان جديدان ناجحان في السوق، GS و CX. في أعقاب أزمة النفط، عادت العلامة التجارية أيضاً لمبيعات 2CV و ديان، وقريباً سيارتا ستروين فيزا و ستروين إل إن إي وبيجو 104. كانت بيجوعادة حكيمة مع مواردها المالية الخاصة. بعد ذلك، اشترت PSA الأصول القديمة والالتزامات الكبيرة لشركة كرايسلر الأوروبية ‏ مقابل دولار واحد، مما أدى إلى خسائر من 1980 إلى 1985. أعادت PSA إحياء اسم تالبوت لسيارات كرايسلر، لكنها توقفت عن إنتاج السيارات بشارة 1987 حيث اعتبرت السيارات غير موثوقة وسيئة  المصنوع.

### الصراع مع النقابات العمالية
في أوائل الثمانينيات، تم استهداف سيتروين من خلال العمل النقابي. في 25 مايو 1982، أدت الأحداث إلى مظاهرة حاشدة في شوارع باريس، عندما أكد ما يقرب من 27000 عامل رغبتهم في العمل في شركة، والتي كان يتم اعتصامها من قبل العمال المضربين الذين كانوا يمنعون الوصول إلى المصانع لأربعة  أسابيع. كانت المظاهرة ناجحة وبعد ستة أيام استؤنف العمل في المصانع. وكان جاك لومبارد، أحد كبار مديري الشركة، قد أعلن عن مخاوفه وانتقد الإضرابات.

### تغيير لغة التصميم
خففت PSA تدريجياً نهج سيتروين الطموح والمميز في الهندسة والتصميم. طوال الثمانينيات، أصبحت طرازات سيتروين تشبه بيجو بشكل متزايد. استخدم موديل 1982 BX نظام التعليق المائي ‏ المضغوط وكان له مظهر سيتروينيسك النموذجي، بينما كان مدعوماً بمحركات مشتقة من بيجو وباستخدام الأرضية التي شوهدت لاحقاً في بيجو 405. في هذا الصدد، اتبعت PSA الاتجاه العالمي لصناعة المحركات في مشاركة المنصة وهو طريقة منطقية لخفض التكاليف أثناء بيع نماذج مختلفة على ما يبدو. بحلول أواخر الثمانينيات من القرن الماضي، تمت إزالة أو تغيير العديد من السمات المميزة للعلامة التجارية - حيث حلت مجموعة المفاتيح الكهربائية التقليدية من بيجو محل تصميمات ستروين الملتوية لونول المريحة مع مؤشرات الإلغاء الذاتي التي رفضت ستروين اعتمادها. كانت السيارات أكثر اعتدالاً وتقليدية، ولكنها أيضاً قادرة على اقتحام أسواق جديدة، مثل أسطول المركبات في المملكة المتحدة.

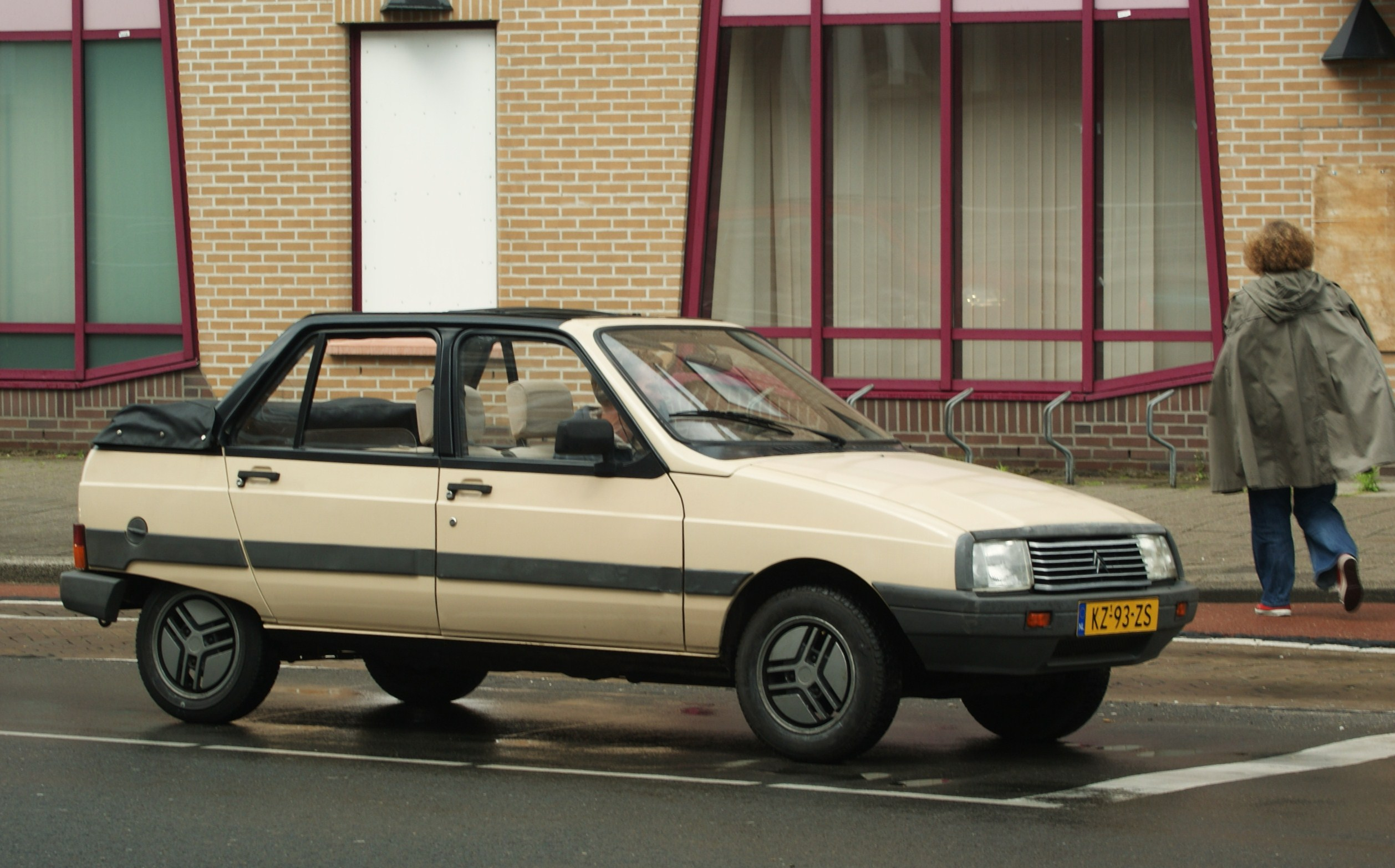
سيتروين فيزا 11 (RE (1984
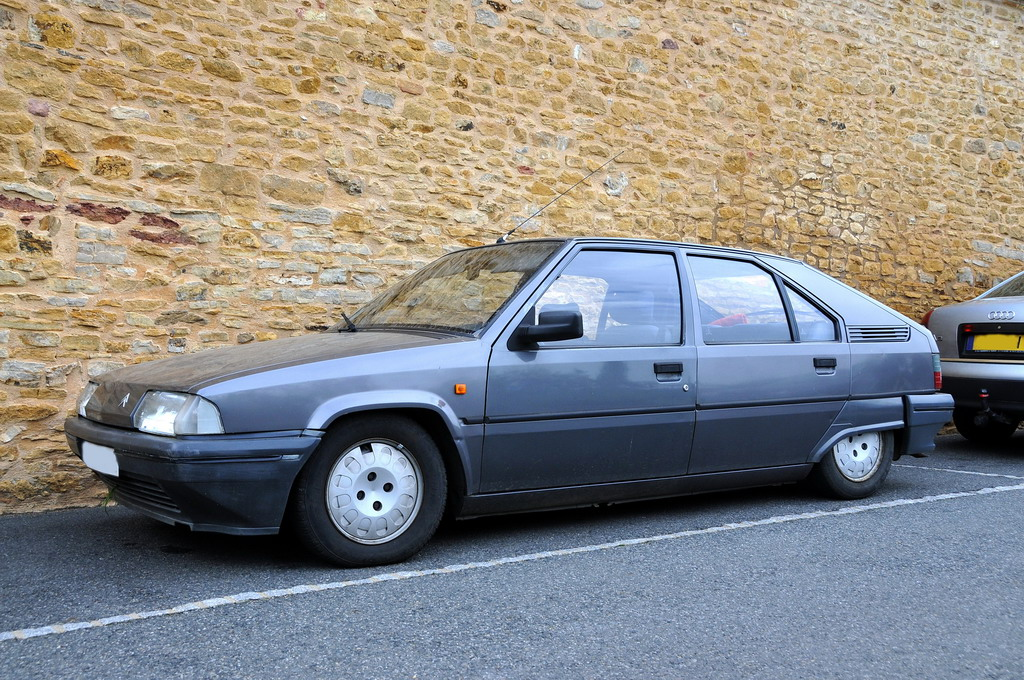
سيتروين BX 19D
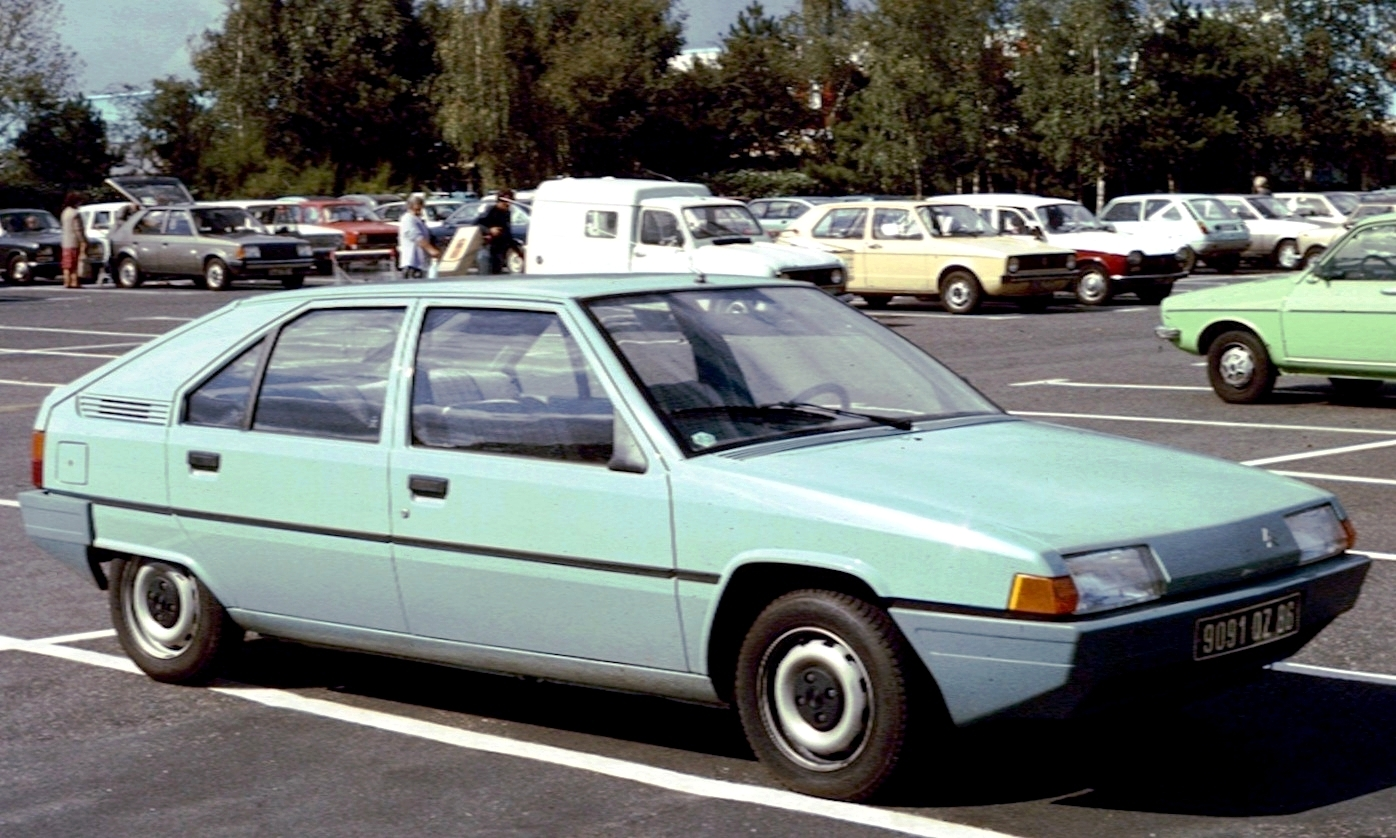
سيتروين BX ميدي (1982)
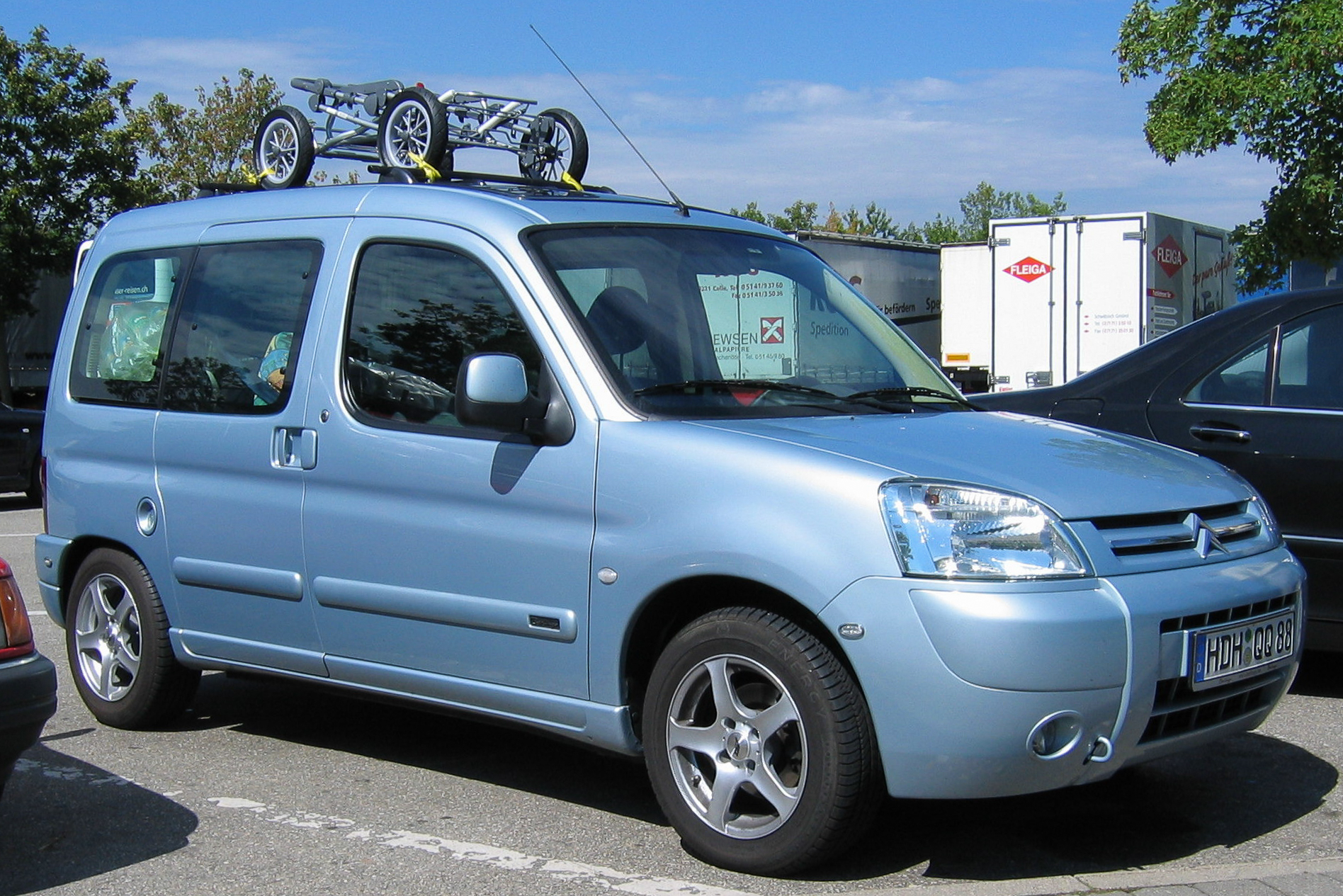
سيتروين بيرلينغو 1,6 (2003)
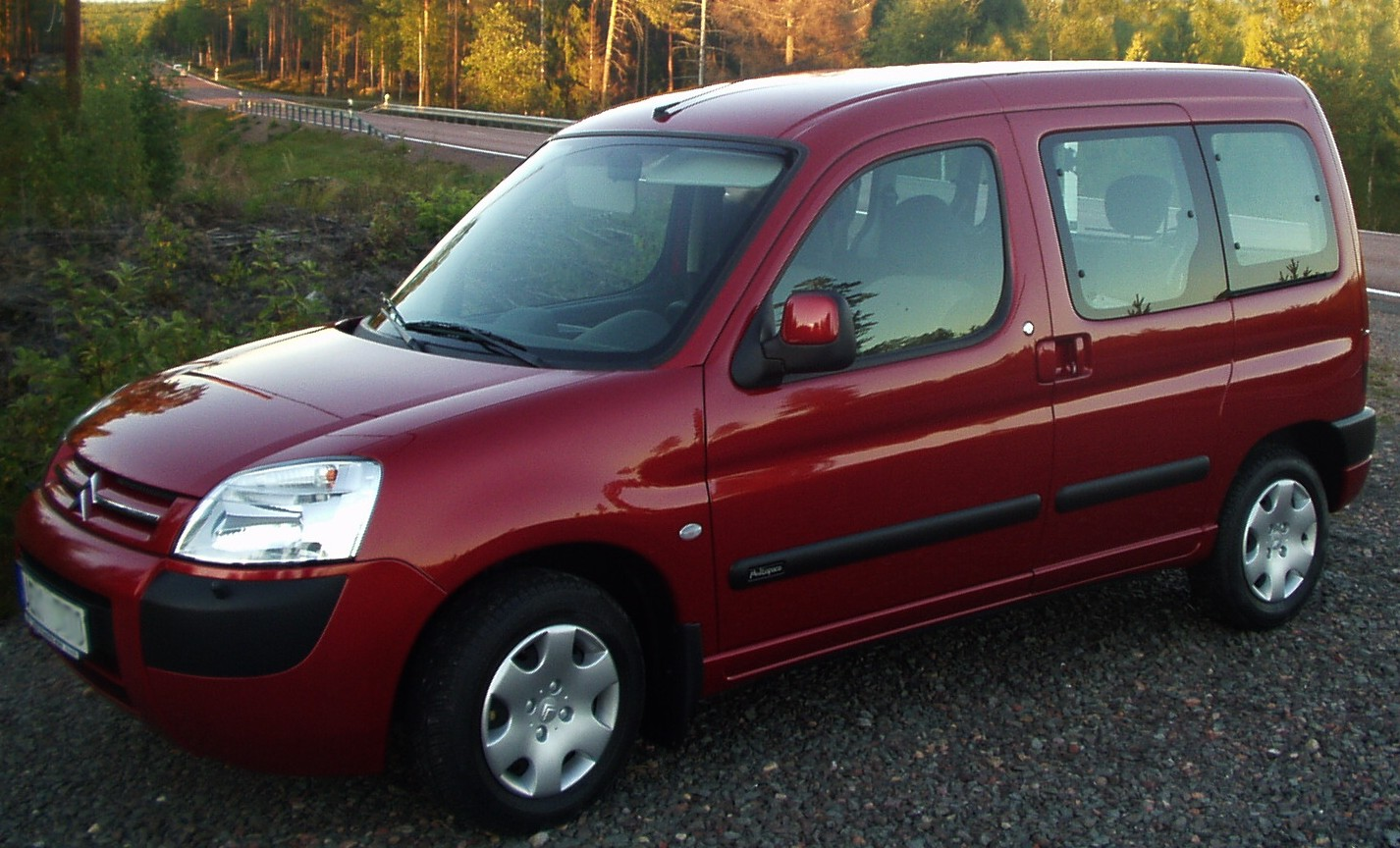
سيتروين بيراينغو
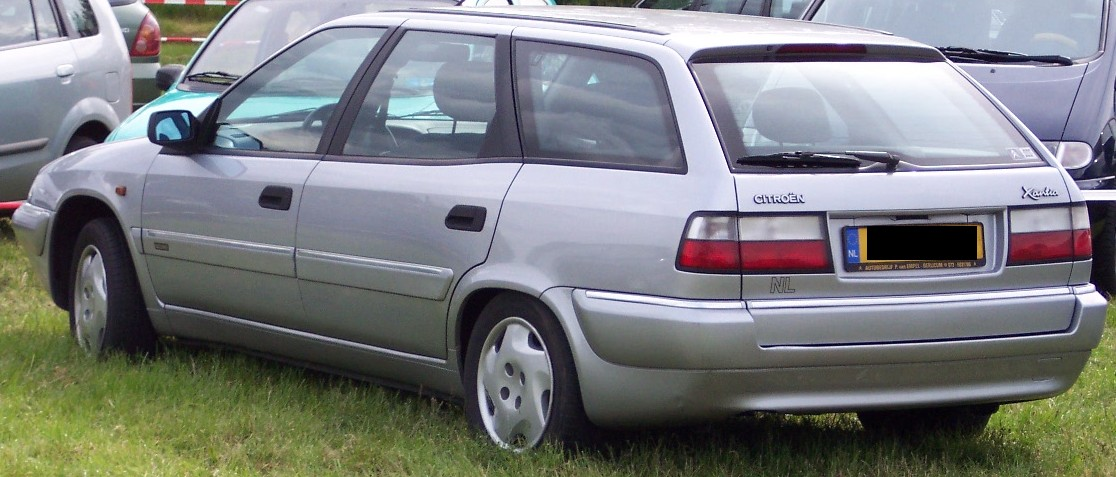
سيتروين اكستانيا (2007)

### التوسع الجغرافي
في غضون ذلك، توسعت سيتروين في العديد من الأسواق العالمية الجديدة. إلى جانب المصانع القائمة في الأرجنتين وتشيلي وفيتنام ويوغوسلافيا، أضافة إلى إيران واليونان ورومانيا والصين.
في أواخر السبعينيات، طورت الشركة سيارة صغيرة للإنتاج في رومانيا تُعرف باسم أولتسيت، والتي باعتها في أوروبا الغربية باسم ستروين أكسل. انتهى هذا المشروع المشترك الآن، لكن مشروعاً جديداً بين PSA وتويوتا ينتج الآن سيارات مثل ستروين C1 في جمهورية التشيك.
بدأ المشروع الصيني المشترك بيع السيارات في عام 1984 وبناءها في عام 1994. تشمل المجموعة الحالية من السيارات العائلية هناك C3 و إكس سارا والسيارات المصممة محلياً مثل طرازات فوكنغ و إليسي. زادت العلامة التجارية مؤخراً مبيعاتها الصينية بنسبة 30٪ - في نمو إجمالي للسوق بنسبة 11٪ - وتحتل المرتبة الأولى في استطلاع رضا العملاء لعام 2014 الذي أجرته شركة JD Power في الصين.
ستروين هي علامة تجارية عالمية، باستثناء أمريكا الشمالية، حيث لم تعد الشركة منذ أن تم حظر SM فعلياً في عام 1974 لعدم تلبية لوائح ارتفاع المصد من الإدارة الوطنية الأمريكية لسلامة المرور على الطرق السريعة (NHTSA). في عام 2016، أعلنت شركة بيجوت سيتروين جنوب أفريقيا (إختصار PCSA) أنها ستتوقف عن استيراد طرازات ستروين الجديدة إلى جنوب إفريقيا من أجل التركيز على زيادة مبيعات بيجو في البلاد. في مايو 2019، أفيد أن PCSA ستعيد تقديم علامة سيتروين التجارية إلى جنوب إفريقيا، تم تأكيد ذلك لاحقاً بواسطة PCSA، في أغسطس 2019، أن طرازات سيتروين الجديدة ستطرح للبيع في منتصف أكتوبر 2019.

### العقد الأخير
من عام 2003 إلى عام 2010، أنتجت سيتروين بلوريل C3، وهي سيارة مكشوفة غير عادية مع تلميحات إلى طراز 1948-1990 2CV، سواء في نمط الهيكل (مثل غطاء المحرك) أو من حيث التطبيق العملي الشامل. في عام 2001، احتفلت بتاريخ الابتكار عندما افتتحت متحفاً يضم العديد من المركبات المهمة: معهد الكونسرفتوار الذي يضم 300 سيارة. تماشياً مع الانخفاض الحاد في مبيعات السيارات الأوروبية بعد عام 2009، انخفضت المبيعات العالمية للمركبات من 1,460,373 في عام 2010 إلى 1,435,688 في عام 2011، مع بيع 961,156 منها في أوروبا.
في عام 2011، كانت مجموعة PSA على وشك تكوين شراكة مع بي إم دبليو، لتطوير السيارات الكهربائية والهجينة، لكن المحادثات فشلت، بعد فترة وجيزة من إعلان مجموعة PSA، الشركة الأم لستروين، عن شراكة مع جنرال موتورز، والتي فشلت أيضاً في وقت لاحق.
تستمر دونغفنغ بيجو سيتروين في النمو، وقد طورت ثمانية تصاميم جديدة للسيارات حصرياً للسوق الصيني. حالياً في الصين، تواجه (ستروين وبيجو) نفس التحدي الذي تواجهه فولكس فاجن: هناك عدد كبير جداً من سيارات السيدان والهاتشباك، ولكن ليس هناك طرازات كافية في فئات سيارات الدفع الرباعي القوية والميني فان MPV.
احتلت العلامة التجارية المرتبة الأعلى في استطلاع رضا العملاء لعام 2014 الذي أجرته شركة بور جي دي في الصين، فوق العلامات التجارية الفاخرة مثل بي إم دبليو ومرسيدس بنز، وفوق العلامات التجارية في السوق الشامل، مثل فولكس فاجن، حيث احتلت المرتبة الثالثة عشرة والسابعة عشر فقط على التوالي. في الأشهر العشرة الأولى من عام 2014 في الصين، زادت مبيعات سيارات ستروين دونفنغ بنسبة 30٪ في نمو إجمالي للسوق بنسبة 11٪. على الرغم من التجربة المالية الوشيكة على الموت لشركة (دونفنغ ستروين PSA) في عام 2014 والإنقاذ المالي من قبل دونفنغ موتورز، تعمل علامتا ستروين وDS على تطوير تقنيات جديدة ويأمل كلاهما في النمو بنسبة 15٪ بحلول عام 2020، وفقاً لما قالته ليندا جاكسون، الرئيس التنفيذي لشركة ستروين والرئيس التنفيذي لشركة DS يفيس بونفونت ‏.
في كانون الثاني (يناير) 2020، خلف نائب الرئيس التنفيذي فينسينت كوبي ليندا جاكسون كرئيس تنفيذي لشركة ستروين، وكانت بدلاً من ذلك «تقود دراسة لتوضيح ودعم تمايز العلامة التجارية ضمن محفظة العلامات التجارية».

ستدخل سيتروين السوق الهندية في أوائل عام 2021 بإطلاق C5 إيركروس SUV. سيتم تصنيع سيارات ستروين في مصنع ستروين في ثيروفالور في تاميل نادو، في الهند.

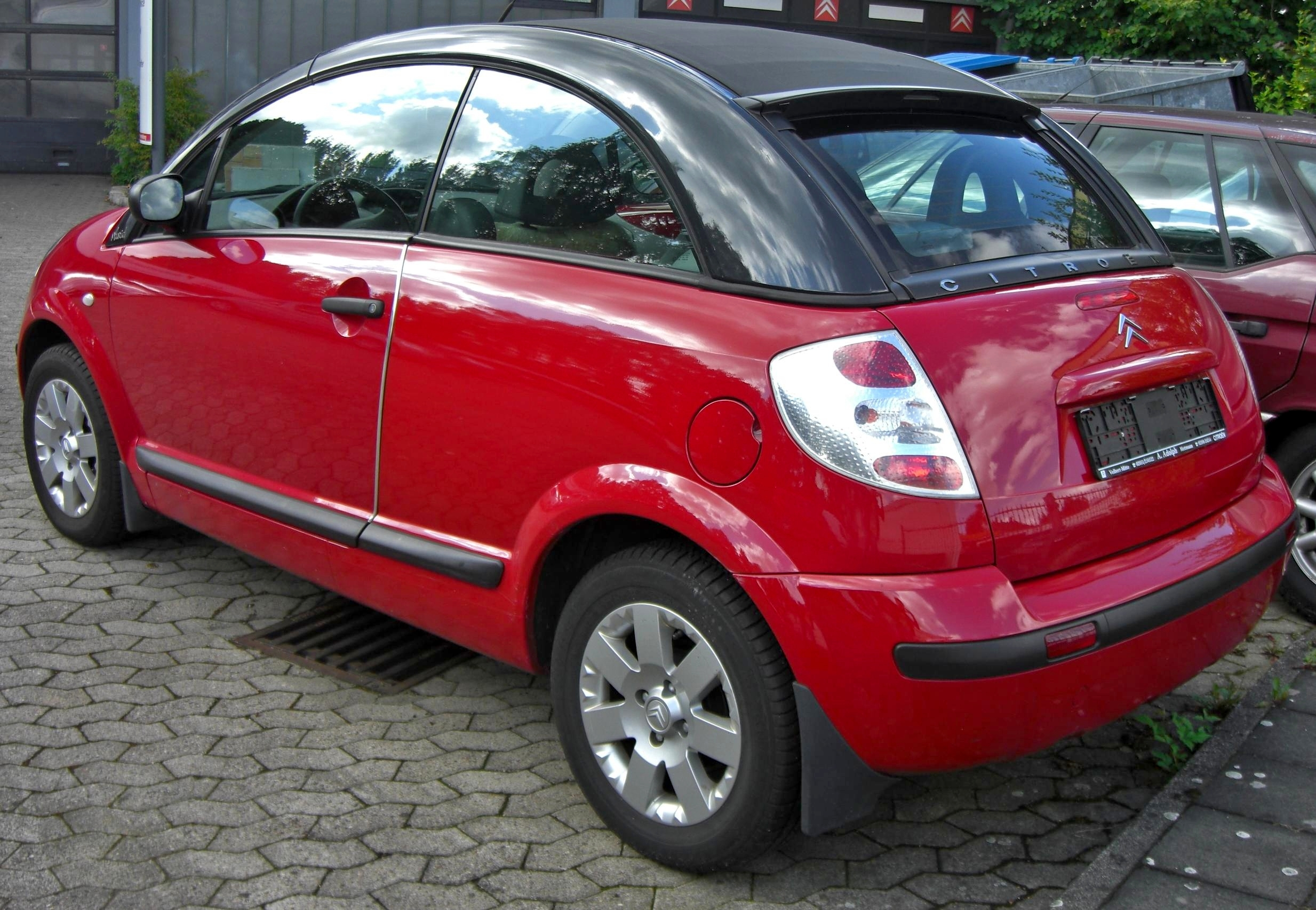
سيتروين C3
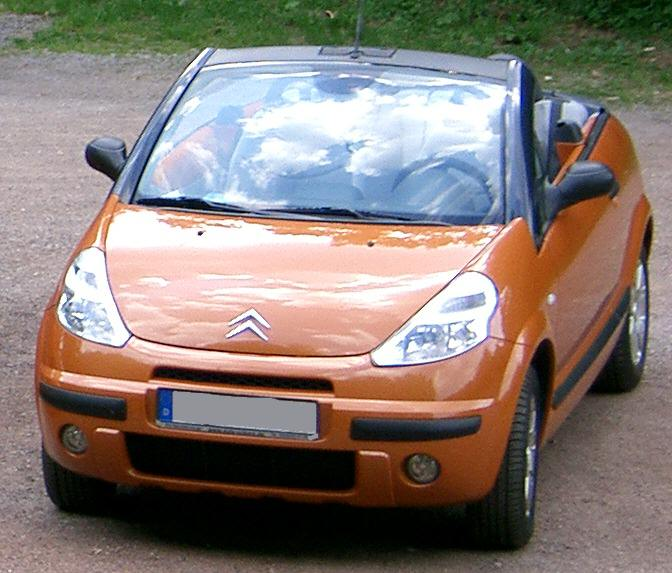
سيتروين C3 سبايدر
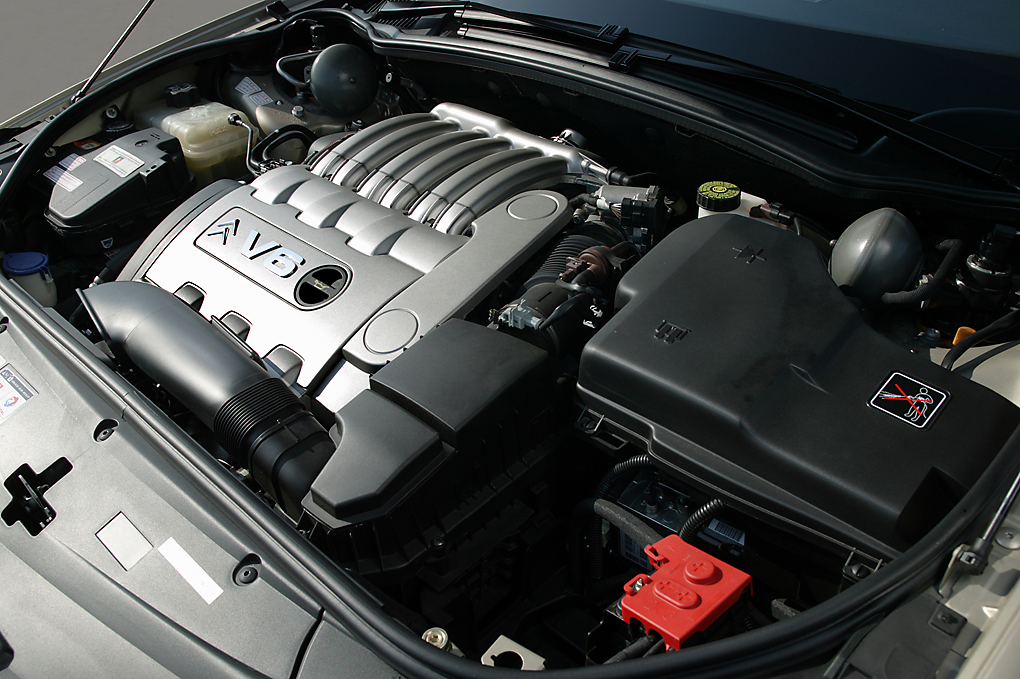
محرك سيتروين C6 - V6
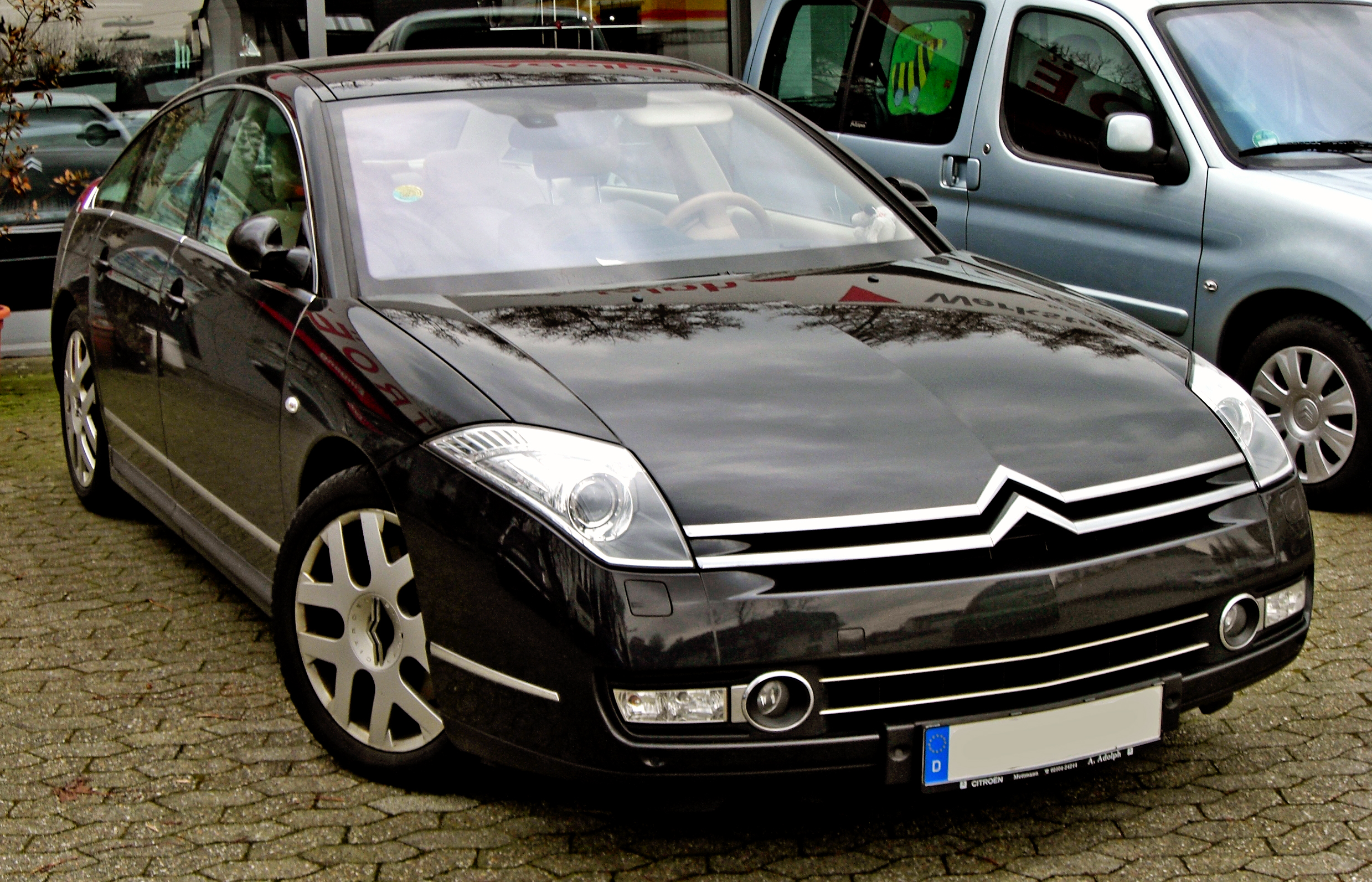
سيتروين (C6 (2009
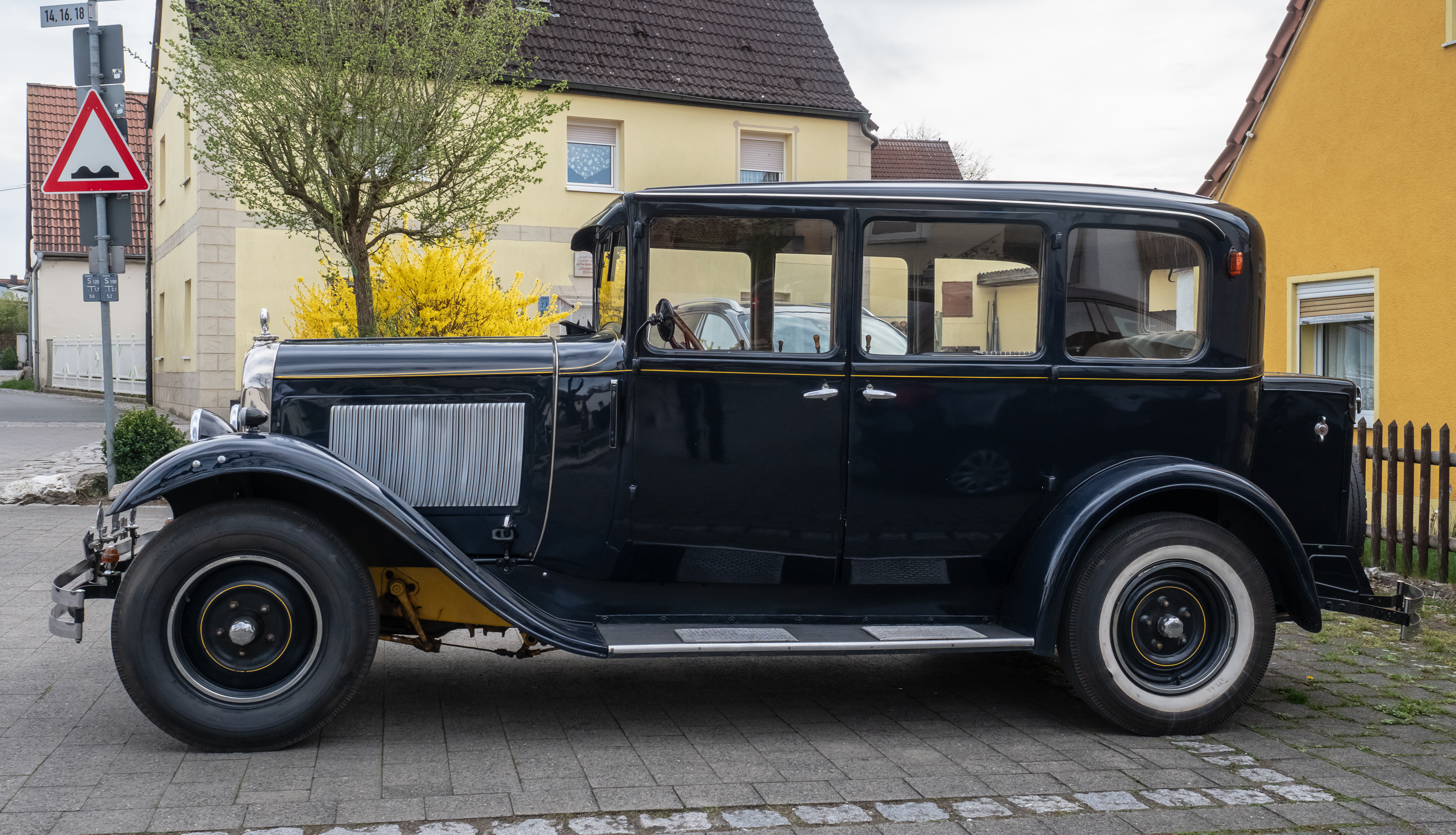
سيتروين (C4 (1930
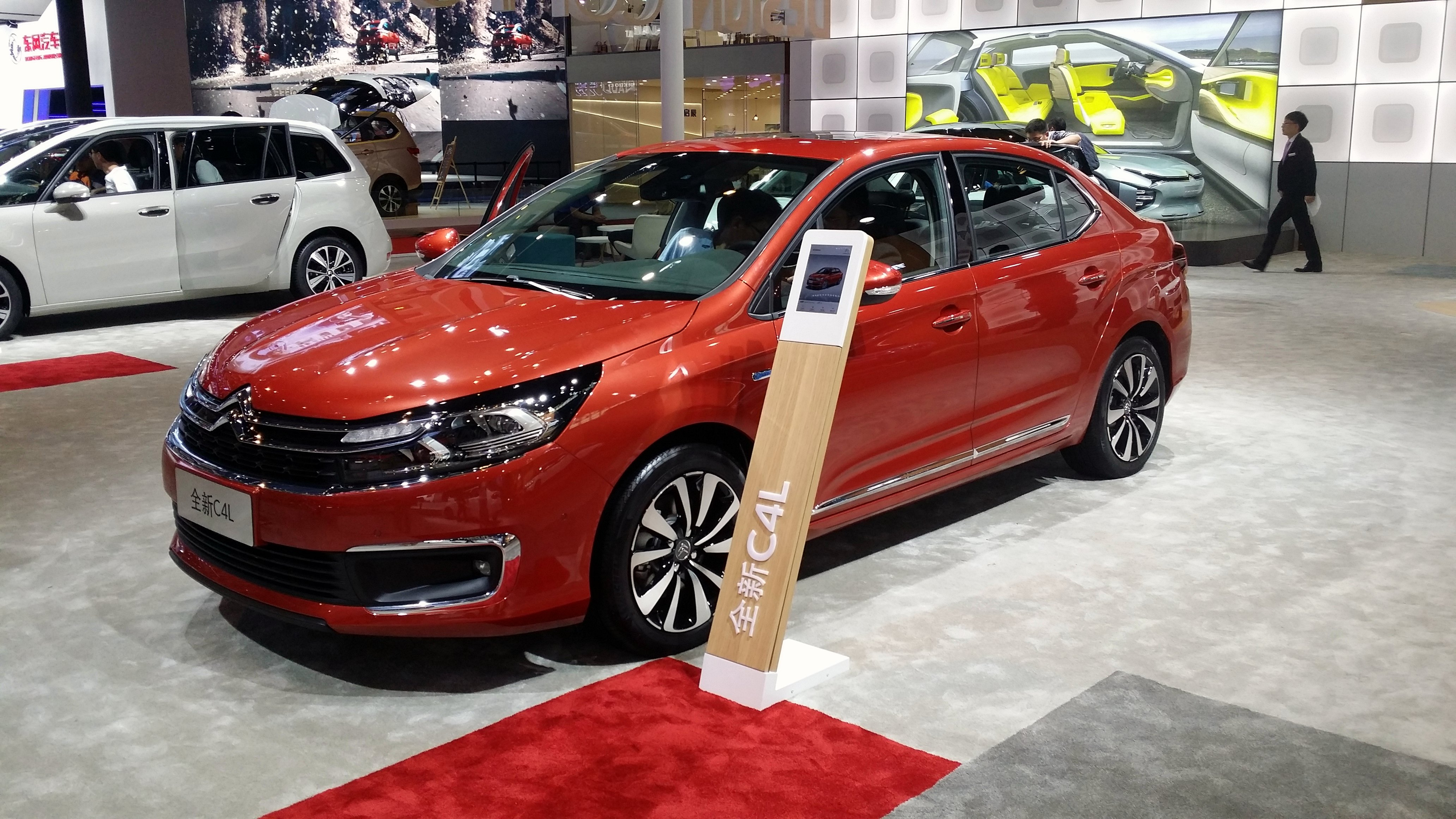
سيتروين (C4L (2019

### العلامة التجارية دي سي
العنوان الرئيسي: سيارات دي سي
في أوائل عام 2009، أعلنت ستروين عن تطوير العلامة التجارية المتميزة DS، لسلسلة مختلفة أو سلسلة مميزة - على الرغم من أن الإشارة إلى سيتروين دي إس Citroën DS التاريخية واضحة - لتعمل بالتوازي مع سياراتها الرئيسية. شعار علامة DS للسيارة هو «روح الطليعة».
بدأت هذه السلسلة الجديدة من السيارات في أوائل عام 2010، مع DS3، وهي سيارة صغيرة تعتمد على أرضية C3 الجديدة. يعتمد DS3 على المفهوم الذي سبق نموذج الإنتاج بلوريل C3 وسيارة DS إنسايد الاختبارية. يمكن تخصيص DS3 بألوان مختلفة للسقف تتناقض مع ألواح الهيكل؛ حازت على لقب سيارة العام 2010 من قبل مجلة توب جير ‏، وحصلت على جائزة أفضل سيارة صغيرة أربع مرات على التوالي من قبل «جي دي بور» وتقرير «مسح الرضا عن الطاقة» البريطاني وثاني أكثر السيارات الصغيرة كفاءة خلف C3. في عام 2013، كانت DS3 مرة أخرى هي السيارة الممتازة ذات الحجم الصغير الأكثر مبيعاً، مع 40 ٪ من حصة السوق الأوروبية، مما يؤكد صحة نموذج الأعمال لتطوير هذا المنتج.
ترتبط سلسلة DS بعمق بسيارة سيتروين، حيث أن DS4 التي تم إطلاقها في عام 2010، تعتمد على سيارة مفهوم ستروين هيبنوس لعام 2008 و DS5 ، والتي تبعها في عام 2015 على أساس سيارة سي سبورت لونغ
2005.
الشارة الخلفية هي شعار DS جديد بدلاً من الشارة المزدوجة سيتروين المألوفة وكلها سيكون لها تصميم مختلف بشكل ملحوظ عن السيارات الشقيقة المماثلة. أنتجت سيتروين العديد من السيارات الرياضية ذات المفهوم الدرامي في الآونة الأخيرة، مع شارة ستروين سورفولت التي تعمل بكامل طاقتها باعتبارها DS. في الواقع، طورت سيارة دي إس ديفين الاختبارية لعام 2014 نموذج ستروين سورفولت الأولي ليكون السيارة الكوبيه الرياضية المستقبلية لمجموعة DS.

في الصين، تمتلك سيتروين صالات عرض DS مستقلة، بالإضافة إلى مصانع كاملة مبنية خصيصاً لإنتاج هذه المركبات. منذ عام 2014، باعت سيتروين DS 5LS و DS 6WR الصينية الصنع في الصين.

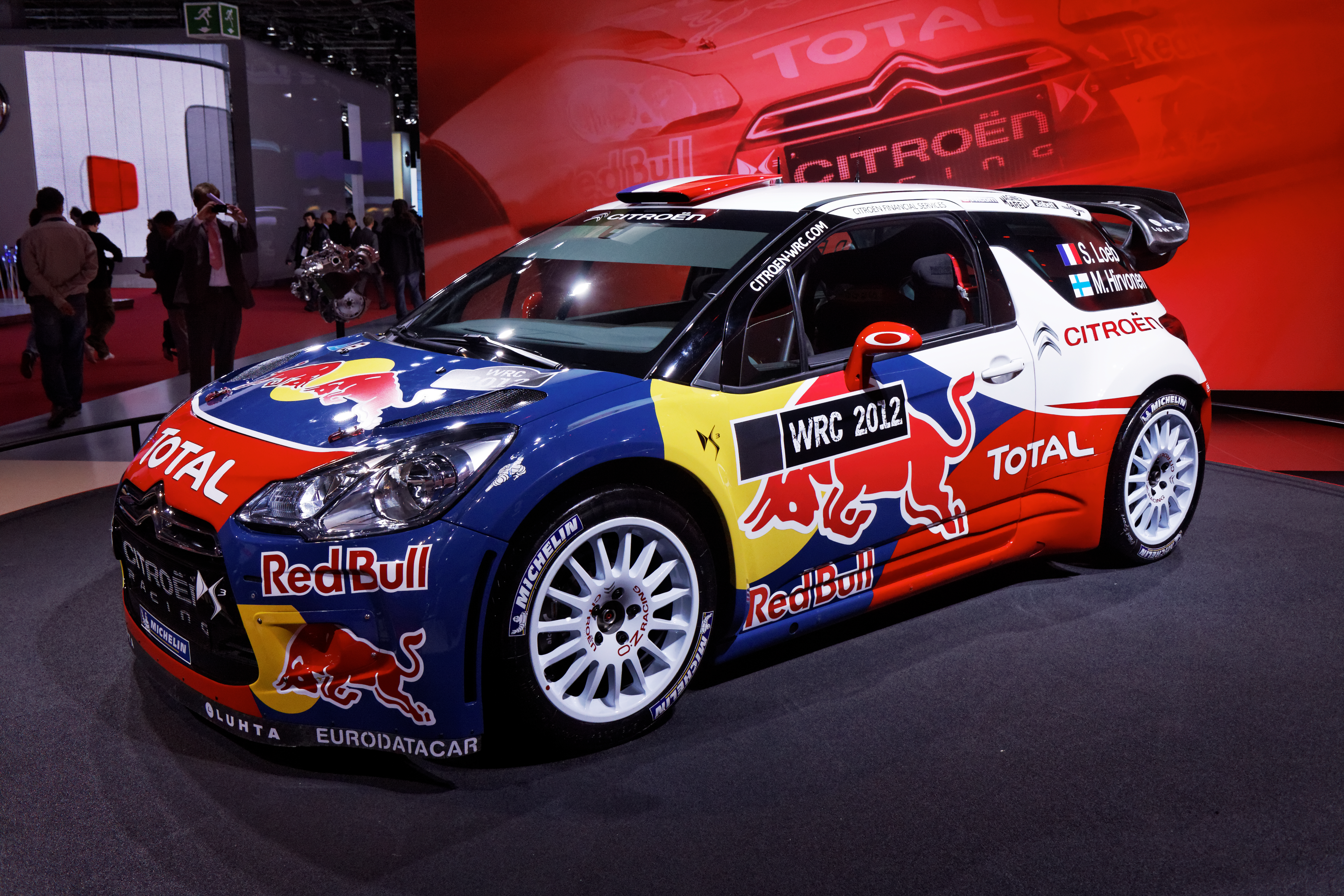
سيتروين DS3 للسباق , معرض باريس 2012
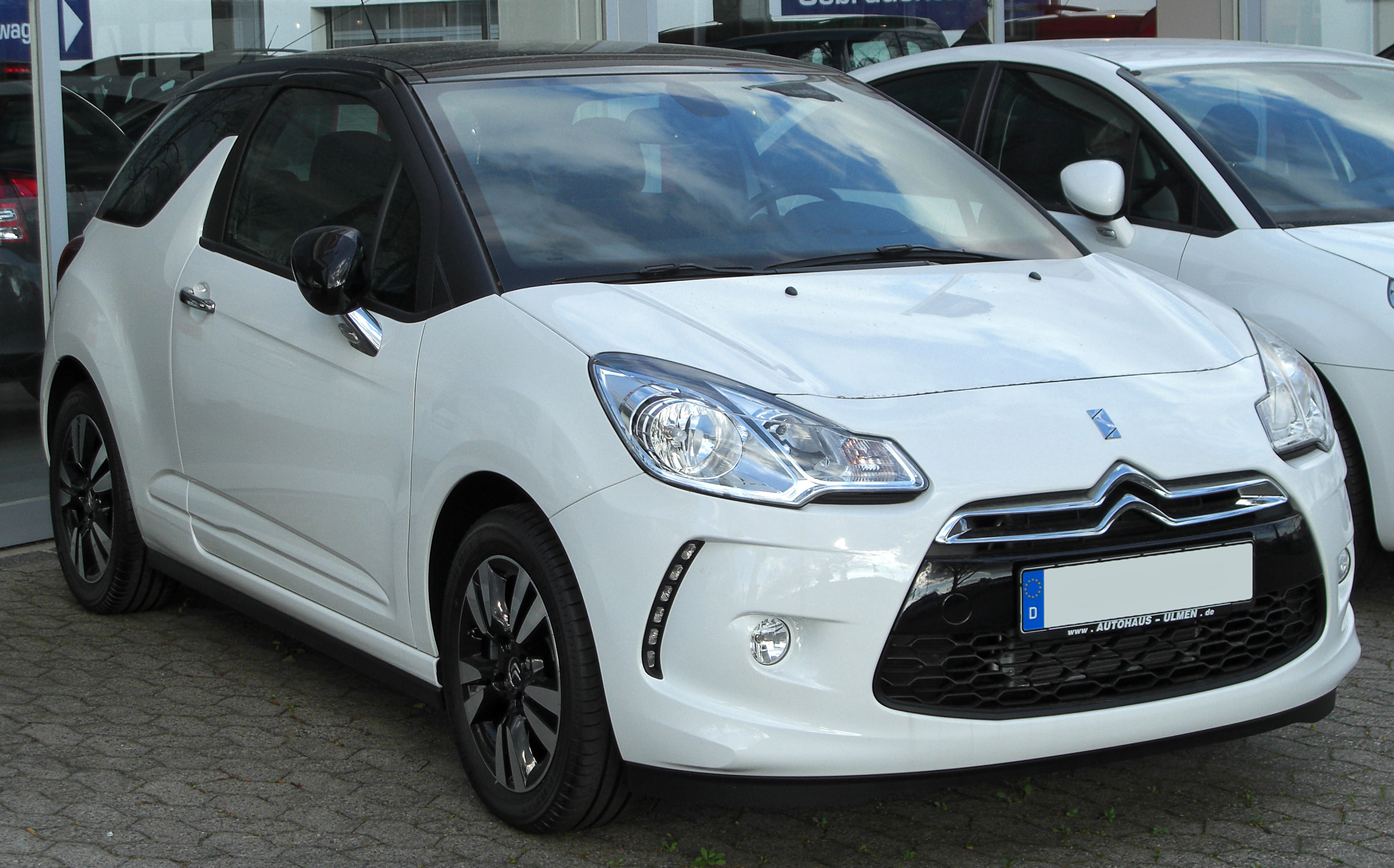
سيتروين (DS3 (2010
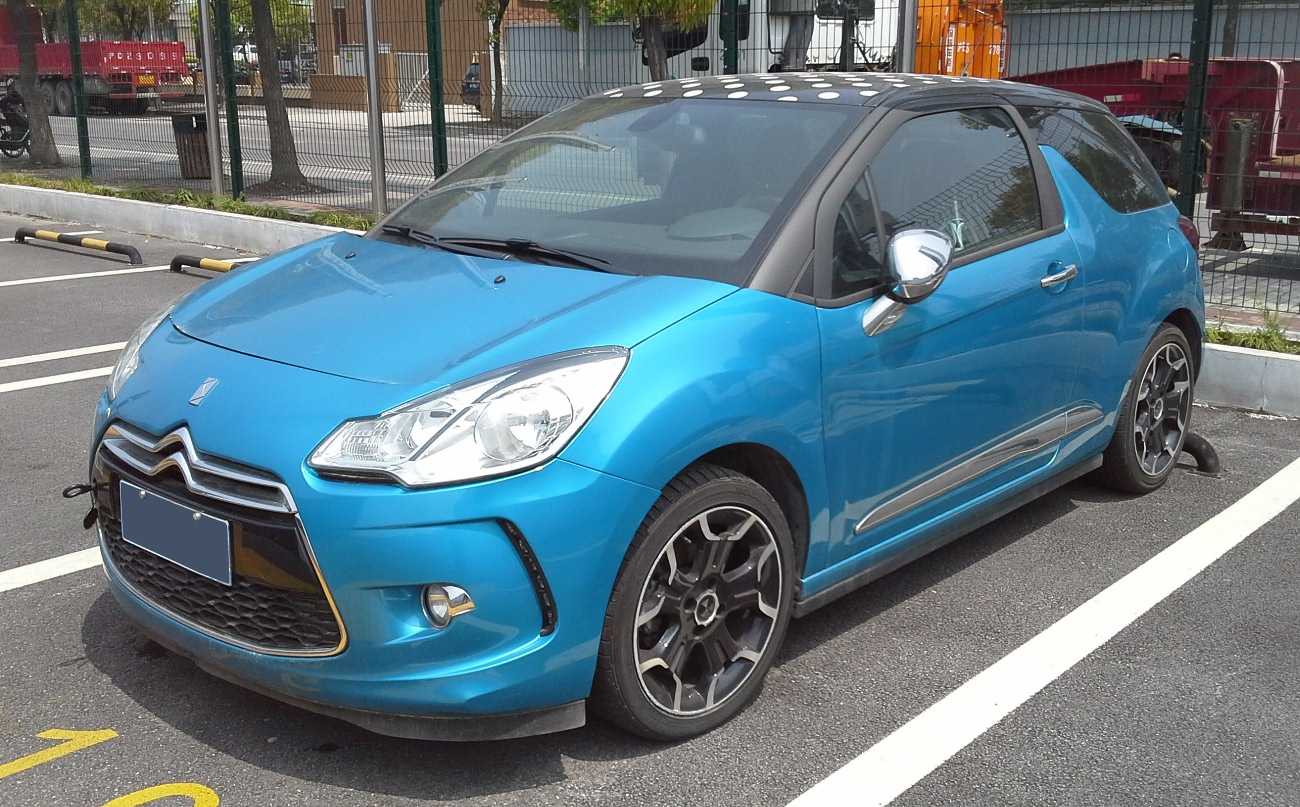
سيتروين DS3 الصينية (2014)
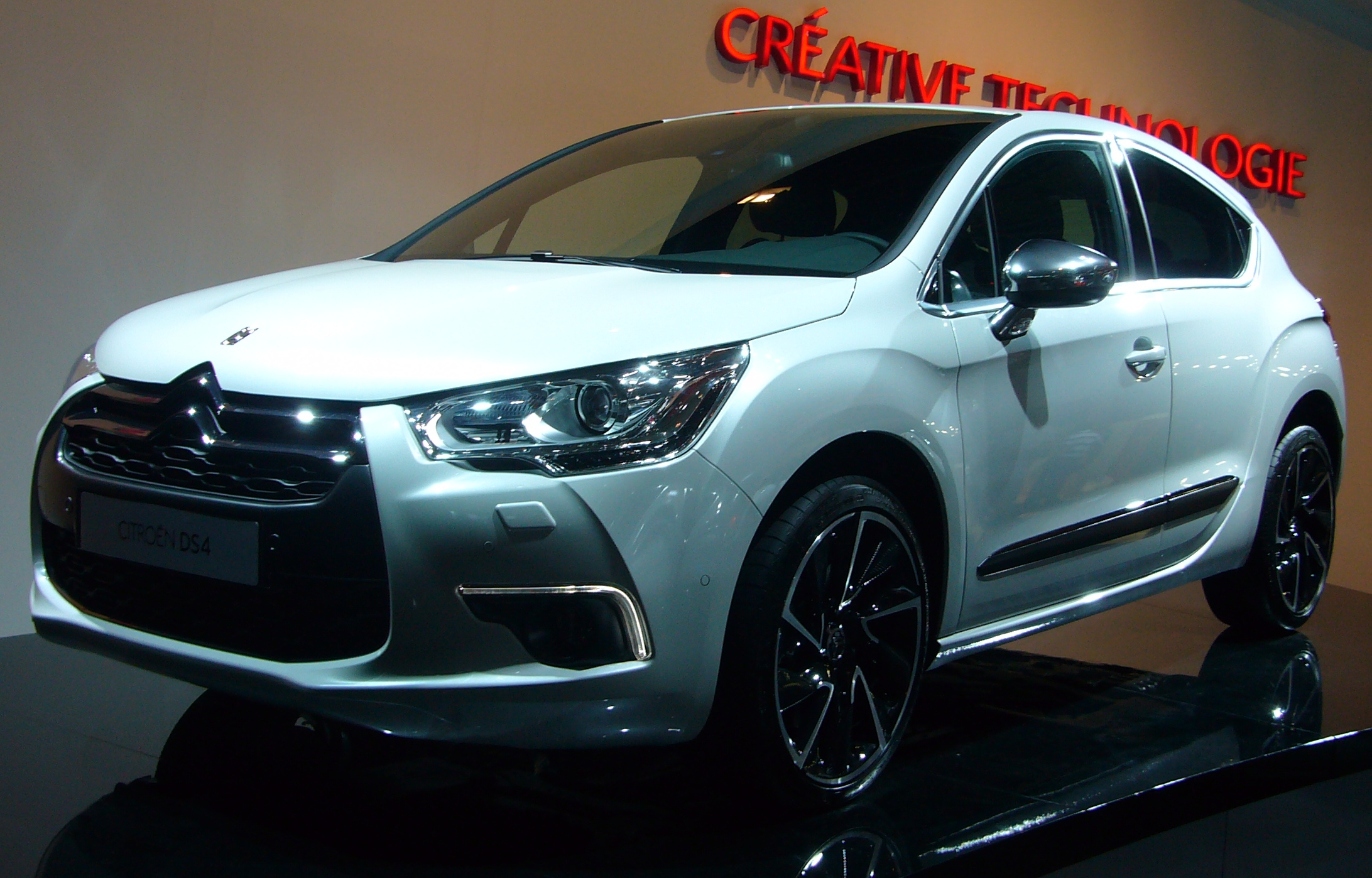
سيتروين DS4
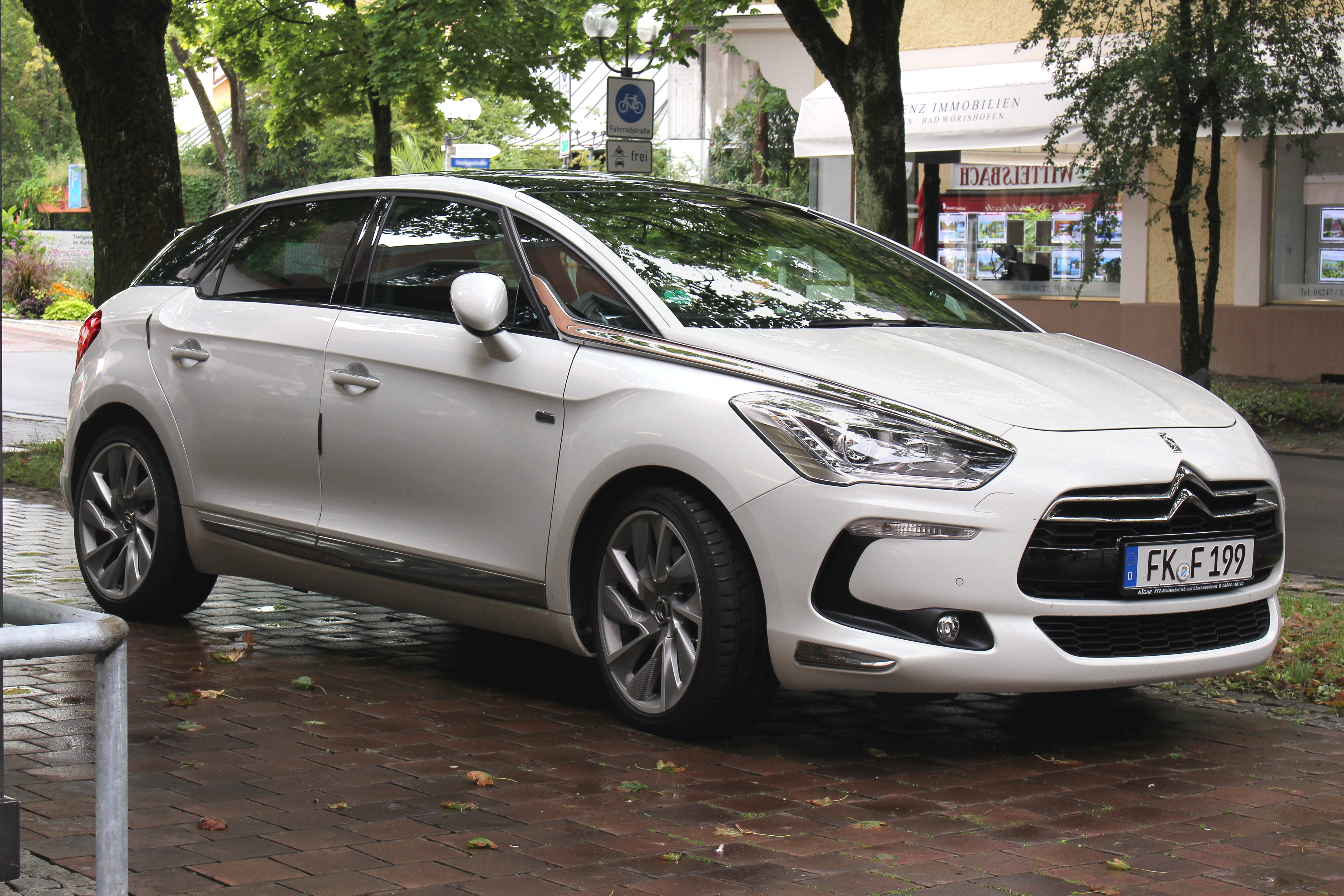
سيتروين (DS5 (2017
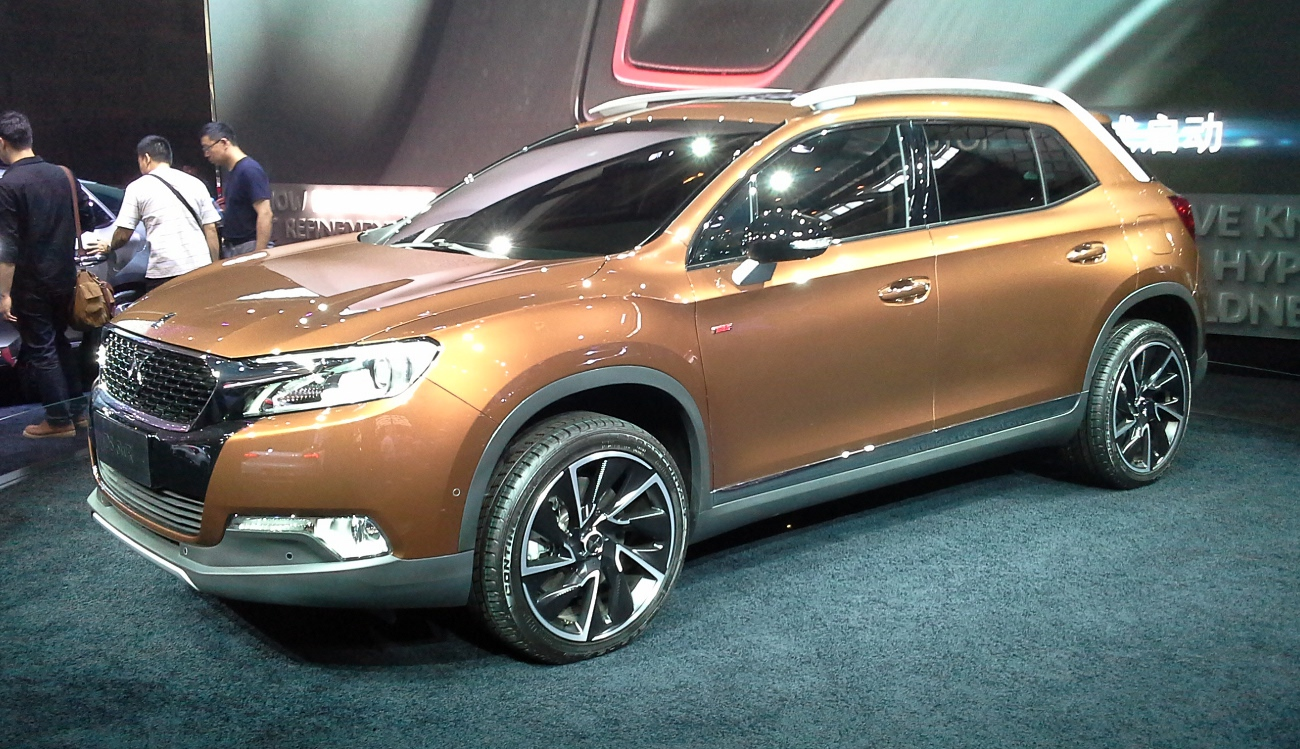
سيتروين (DS 6 (2014

## الجوائز
تم التعرف على سيتروين في سيارة القرن لعام 1999 باعتبارها ثالث أكثر السيارات نفوذاً في القرن العشرين، ستروين دي إس، خلف فورد موديل تي وميني بي إم سي.
أنتجت سيتروين ثلاثة فائزين بجائزة سيارة العام الأوروبية البالغة من العمر 50 عاماً، والعديد منهم حصلوا على المركز الثاني أو الثالث.
- 1971- سيتروين GS
- 1975 - سيتروين CX
- 1990 - سيتروين XM

أنتجت سيتروين فائزاً واحداً بجائزة الولايات المتحدة موتور ترند (سيارة العام) ‏- جائزة سيارة العام الأصلية، والتي بدأت في عام 1949. كان هذا مهماً بشكل خاص لأن هذه الجائزة كانت تُمنح فقط للسيارات المصممة والمصنعة في الولايات المتحدة.
- 1972 - ستروين SM

أنتجت ستروين ثمانية فائزين في أوروبا للسيارات في 28 عاماً، منذ عام 1987. «أوروبا للسيارات هي الجائزة الممنوحة من قبل لجنة تحكيم الاتحاد الإيطالي لصحفيي السيارات (UIGA)»، والتي تحتفل سنوياً بأفضل سيارة تم إنتاجها على الأقل 10000 وحدة في 27 دولة من الاتحاد الأوروبي:
سيتروين (XM 1990)، سيتروين (ZX 1992)، سيتروين (إ كسانتيا 1994)، سيتروين (إكسارا بيكاسو 2001)، سيتروين (C5 2002)، سيتروين (C3 2003)، سيتروين (C4 2005)، سيتروين (DS4 2012).

## سيتروين السباقات
انظر أيضاً: فريق سيتروين ورلد رالي و فريق  سيارة سيتروين العالمية السياحية
 سيتروين السباقات المعروف سابقاً باسم سيتروين الرياضية وقبل ذلك باسم سيتروين المسابقات، هو الفريق المسؤول عن الأنشطة الرياضية في سيتروين. إنه منافس فائز ناجح في بطولة العالم للراليات وفي بطولة العالم للسيارات السياحية. لديهم أيضاً محركات إمداد لـ دي سي فيرجن للسباق ‏ في فورمولا إي.

### انتصار الحشد المبكر لسيارات سيتروين
تم إدخال سيارات سيتروين في أحداث قيادة رالي التحمل التي بدأت في عام 1956، مع تقديم DS. كانت العلامة التجارية ناجحة وفازت بالعديد من الأحداث الرئيسية على مدى عقود طويلة، مع ما كان في الأساس نفس تصميم إنتاج السيارة.
| السنة | الرالي                                       | السيارة الفائزة |
| ----- | -------------------------------------------- | --------------- |
| 1959  | رالي مونتي كارلو (موناكو)                    | سيتروين DS      |
| 1961  | سباق السيارات السياحية [الإنجليزية] (فرنسا)  | سيتروين DS      |
| 1962  | رالي فنلندا (فنلندا)                         | سيتروين DS      |
| 1963  | سباق السيارات السياحية [الإنجليزية] (فرنسا)  | سيتروين DS      |
| 1966  | رالي مونتي كارلو (موناكو)                    | سيتروين DS      |
| 1969  | رالي دي البرتغال (البرتغال)                  | سيتروين DS      |
| 1969  | رالي دو المغرب ‏ (المغرب)                     | سيتروين DS      |
| 1970  | رالي دو المغرب ‏ (المغرب)                     | سيتروين DS      |
| 1971  | رالي دو المغرب ‏ (المغرب)                     | سيتروين SM      |
| 1974  | بطولة العالم للراليات - لندن 1974 (بريطانيا) | سيتروين DS      |

### سباق سي في 2
اكتشف سيتروين أنه في حين أن سباق 2CV البطيء بشكل فريد ضد السيارات الأخرى لا معنى له، فقد يكون من المثير للاهتمام مشاهدة السباق ضد بعضهم البعض. رعت مسابقات ستروين ثلاث مسابقات للمسافات الطويلة (باريس كابول - باريس عام 1970) (باريس - برسيبوليس - باريس عام 1972) ورايد أفريكو في عام 1973.
واصل المتحمسون التقليد مع 2CV كروس - مجموعة من سباقات 2CV حول مضمار ترابي - وهي رياضة مستمرة حتى اليوم.

### إعادة بناء مجموعة المنافسة
تأثر قسم المنافسة في ستروين سلباً بإفلاس الشركة في عام 1974.
كان الرالي التنافسي يتغير أيضاً - بعيداً عن سيارات الإنتاج القياسية إلى الموديلات منخفضة الحجم المطورة خصيصاً. استجابة لدخول المجموعة B ‏ ذات الدفع الرباعي التنافسي أودي كواترو في السباق، طورت ستروين المجموعة B ‏ ستروين BX 4TC المعدلة بشكل كبير في عام 1986.
عاد الفريق بنجاح مع ستروين ZX رالي رايد للفوز ببطولة رالي رايد ‏ للمصنعين خمس مرات (1993، 1994، 1995، 1996، 1997) مع بيير لارتيجو ‏ وآري فاتانين. فاز سيتروين للسباق بسباق داكار أربع مرات، في عام 1991، واستمر في سلسلة انتصارات بيجو الرياضية الأربعة، ثم مرة أخرى في 1994 و1995 و1996.
منذ عام 2001، عاد فريق ستروين للسباق بنجاح إلى بطولة العالم للراليات، وفاز ثماني مرات بلقب الشركة المصنعة، واستمر في سلسلة انتصارات بطولة WRC الثلاثة لرياضة بيجو، في أعوام (2003 و2004 و2005 و2008 و2009 و2010 و2011 و2012) كما فاز سيباستيان لوب قائد فريق سيتروين WRC بتسع بطولات للسائقين. في (2004 و 2005 و 2006) فاز البطال الفرنسي ببطولة السائقين، حيث قاد ستروين إكسارا WRC في أعوام (2007 و2008 و2009 و2010) مع ستروين C4 WRC، وفي 2011 و 2012 بسيارة ستروين DS3 WRC الجديدة.
حقق فريق سيتروين ورلد رالي رقماً قياسياً في 97 انتصاراً في بطولة العالم للراليات.

### قسم المنافسة الجديد للسيارات السياحية
في عام 2012، أعلنت ستروين عن خطط لدخول بطولة العالم للسيارات السياحية. قام الفريق بتحويل DS3 WRC إلى مركبة معملية للمساعدة في التطوير المبكر، بينما كان المحرك تطوراً لمحرك WRC الذي تم استخدامه في WRC منذ عام 2011. بدأت ستروين في تطوير السيارة للوائح TC1 الجديدة، والتي تم تقديمها قبل عام في أوائل عام 2014 للإسراع بدخول سيتروين في البطولة. أعطى إدخال اللوائح الجديدة قبل عام من المخطط له بداية تطوير لمدة سبعة أشهر لستروين على الشركات المصنعة الأخرى. هذه الميزة التطويرية الكبيرة جنباً إلى جنب مع ميزانية كبيرة وتشكيلة قوية من السائقين جعلت من سيتروين المفضلة الواضحة في الموسم الأول من اللوائح الجديدة في عام 2014. ستستمر سيتروين في الفوز بمعظم السباقات في ذلك الموسم بالإضافة إلى لقب الشركات المصنعة، بينما فاز جوس ماريا لوبيز بلقب السائقين. كرر الفريق هذا العمل الفذ في عامي 2015 و 2016، قبل أن يغادر فريق المصنع السلسلة في نهاية عام 2016. كان عدد من ستروين لا يزال يتسابق من قبل فرق أخرى في عام 2017، ولكن تفوقت عليهم هوندا وفولفو.

## مفهوم السيارات
المقال الرئيسي: مفهوم سيارات ستروين
أنتجت سيتروين العديد من السيارات النموذجية على مدار العقود، مع معاينة اتجاهات التصميم أو التقنيات المستقبلية، تشمل المفاهيم البارزة:
سيتروين كارين (1980)
سيتروين أكتيف  (1988)
سيتروين سي متسي  (2006)
سيتروين جي تي  (2008)
سيروين سورفولت (2010)

## الشعار

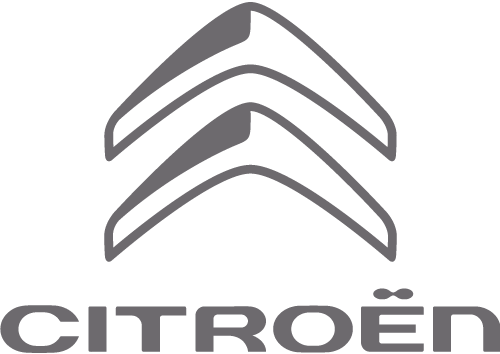
2016

يمكن إرجاع أصل الشعار إلى رحلة قام بها أندريه ستروين البالغ من العمر 22 عاماً إلى مدينة لودز، بولندا، حيث اكتشف تصميماً مبتكراً لمعدات على شكل شيفرون تستخدم في الطحن. اشترى براءة الاختراع لتطبيقها في الفولاذ. ميكانيكياً، ينتج الترس ذو الأسنان الحلزونية قوة محورية. من خلال إضافة ترس حلزوني ثان في الاتجاه المعاكس، يتم إلغاء هذه القوة. يمثل علامتا الرتبة في الشعار جهة الاتصال المتشابكة بين الاثنين. استخدمت سيارات سيتروين المبكرة محركاً نهائياً ذو ترس مخروطي متعرج في المحور الخلفي.
تطور عرض الشعار بمرور الوقت. قبل الحرب، كانت تُظهر باللون الأصفر على خلفية زرقاء. بعد الحرب، أصبحت الشيفرون أكثر دقة عادة على خلفية بيضاء. مع بحث الشركة عن صورة جديدة خلال الثمانينيات، أصبح الشعار أبيض على أحمر لإعطاء انطباع بالديناميكية.

في فبراير 2009، أطلقت سيتروين هوية جديدة للعلامة التجارية للاحتفال بالذكرى التسعين لتأسيسها، لتحل محل تصميم 1977. تم تصميم الشعار الجديد من قبل شركة لاندور أسوشيتس، وهو تباين معدني ثلاثي الأبعاد لشعار شيفرون مزدوج مصحوب بخط جديد لاسم سيتروين والشعار الجديد «التكنولوجيا الخلاقة». تم تكليف حملة تلفزيونية تذكرنا بأكثر من 90 عاماً من سيتروين للإعلان عن الهوية الجديدة للجمهور.

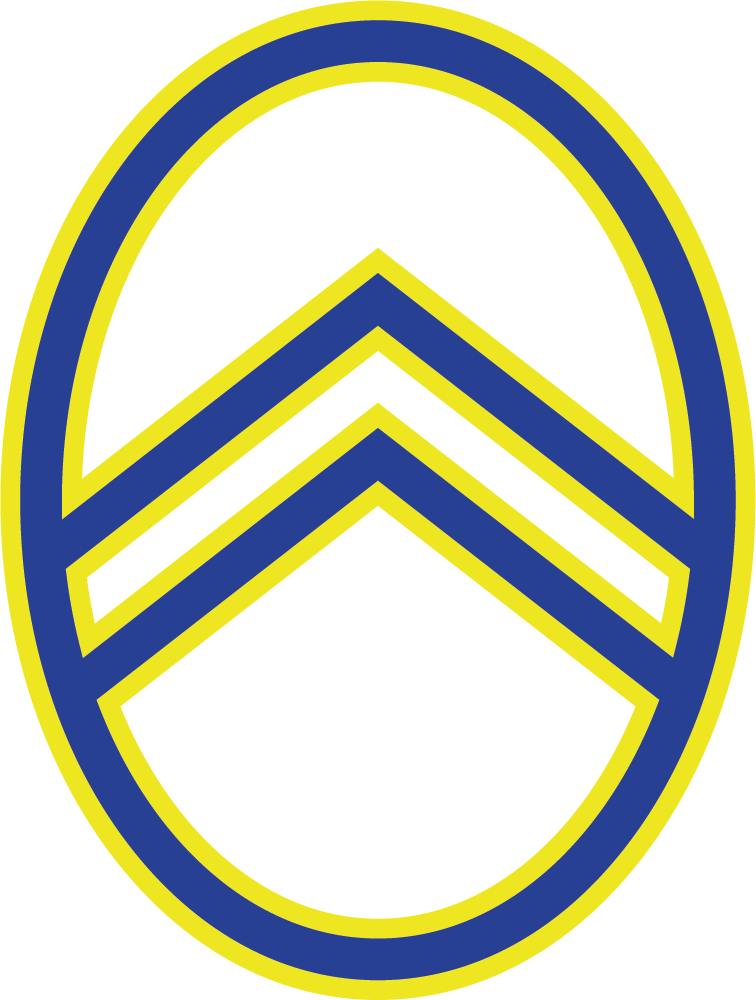
1919 - 1936
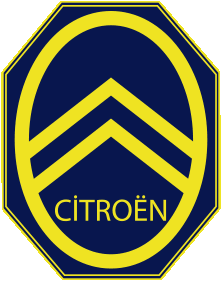
1936 - 1959
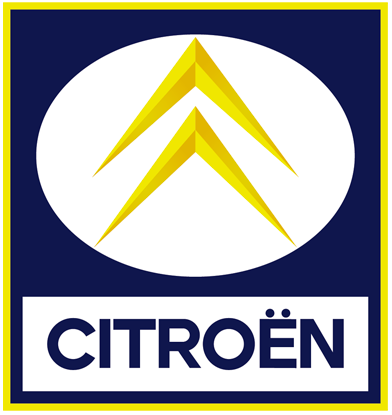
1959 - 1960
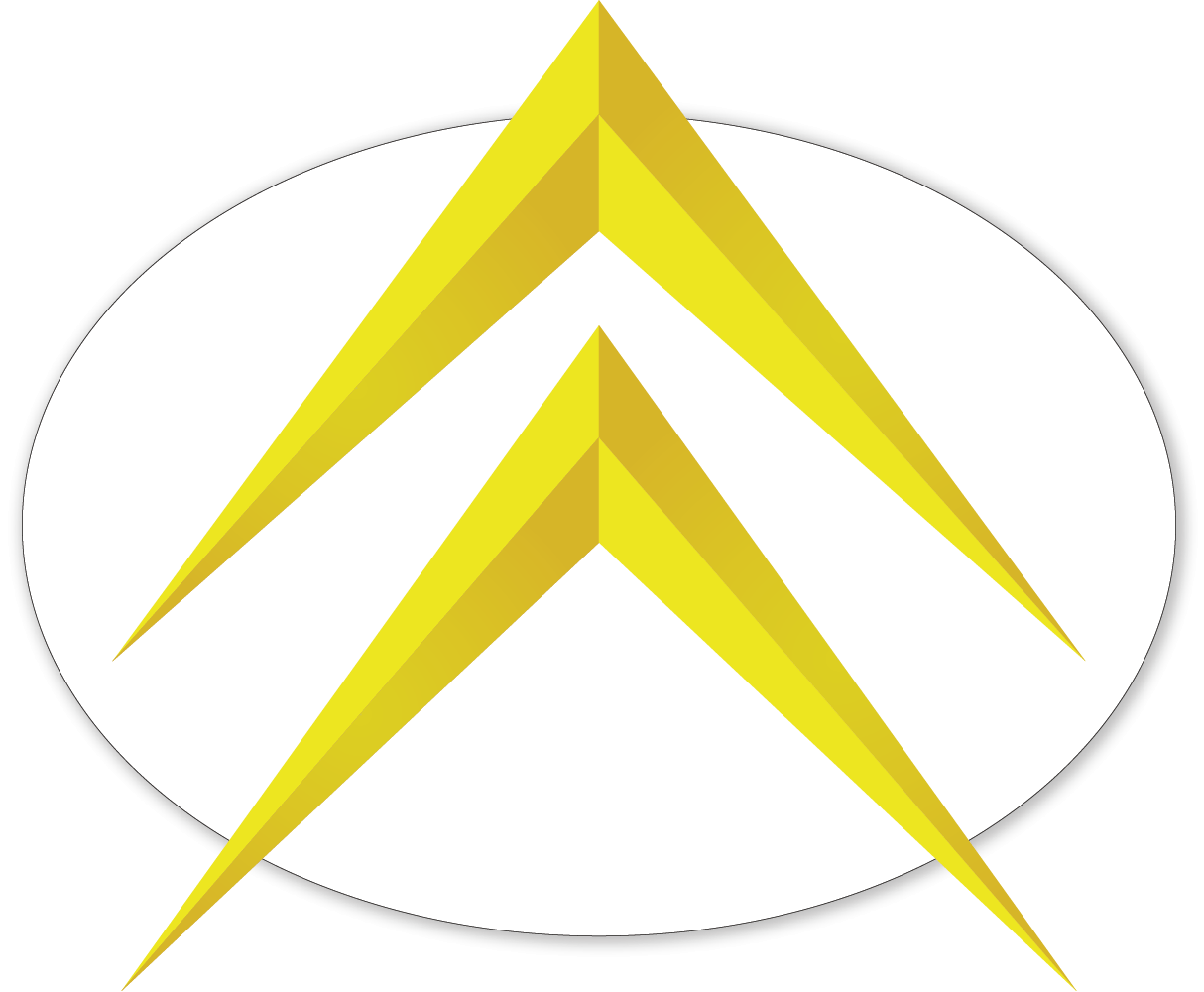
1960 - 1977
1977 - 2009
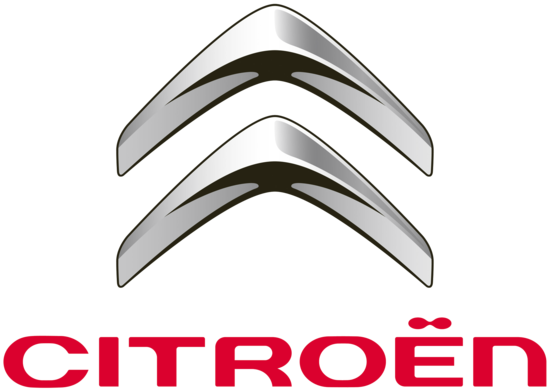
2009 - 2016

## المصانع
- الأرجنتين
  - بوينس آيرس: بيرلينجو أولا
  - فيلا بوش  [لغات أخرى]‏: C4، C4 L
- البرازيل (بورتو ريال): C3 ، C3 بيكاسو ، C4 كاكتوس
- فرنسا
  - ميلوز):  كروس باكDS4 ، DS7
  - بويسي: DS3
  - رين: C5 إير كروس[69]
  - (سوشاو  [لغات أخرى]‏): DS5
- البرتغال (مانغوالدي) بيرلينجو
- سلوفاكيا (ترنافا): C3
- إسبانيا
  - مدريد: كاكتوسC4
  - أوبل سرقسطة: C3 إيركروس
  - فيغو: بيرلينجو أولا، C4 بيكاسو / C4 Grandبيكاسو، C-Elysee
- تركيا (بورصة): نيمو

يتم تصنيع بعض نماذج المشاريع المشتركة في طرف ثالث أو مصانع مشتركة بما في ذلك ما يلي:
- الصين (شنتجن) مشروع شان غان PSA المشترك: DS 5LS و DS 6WR
- الصين (ووهان) المشروع المشترك دونغفنغ سيارات بيجوت سيتروين: C-Elysee، C3 L، C4 L، C5
- جمهورية التشيك (كولين) مشروع مشترك بين تويوتا / PSA: C1
- فرنسا (فالنسيان) مشروع مشترك بين (PSA فيات) (ستروين جمبر ديسباتش)
- الهند (تشيناي) PSA: C5 أيركروس، C5
- إيطاليا (فال دي سانغرو  [لغات أخرى]‏) مشروع مشترك بين (PS فيات سفل سود  [لغات أخرى]‏: جمبر ريلي)
- اليابان (ميزوشيما) مصنع ميتسوبيشي موتورز لسيارة C-Zero
- روسيا (كالوجا) مشروع مشترك بين PSA\ ميتسوبيشي لسيارة (C4 كروسر C)
- إيران (كاشان) سايبا سيتروين كشروع مشترك لسيارات C3 ، C3xr ، C4
- تركيا مصنع كارسان: بيرلينجو

## تشكيلة المنتجات الحالية

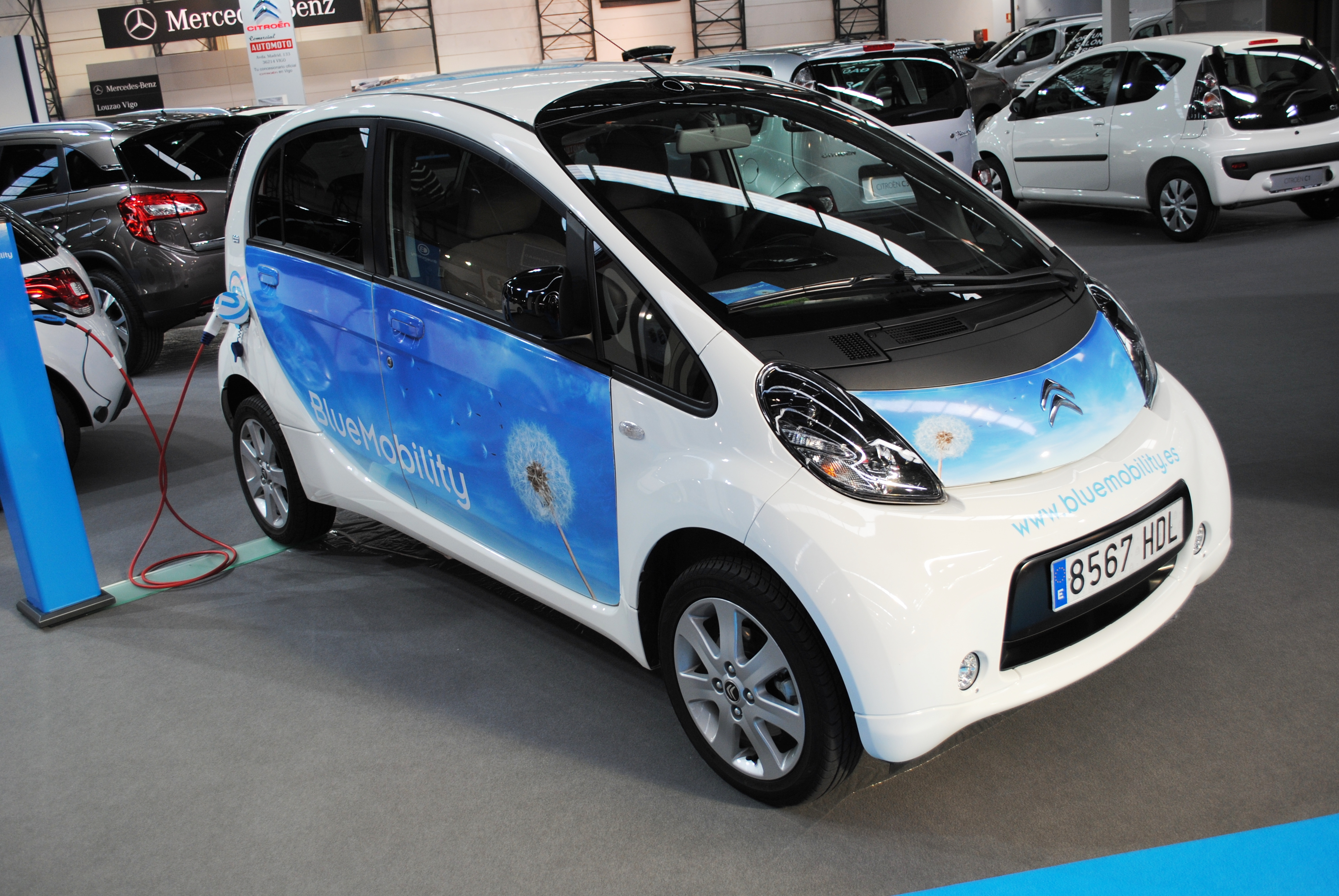
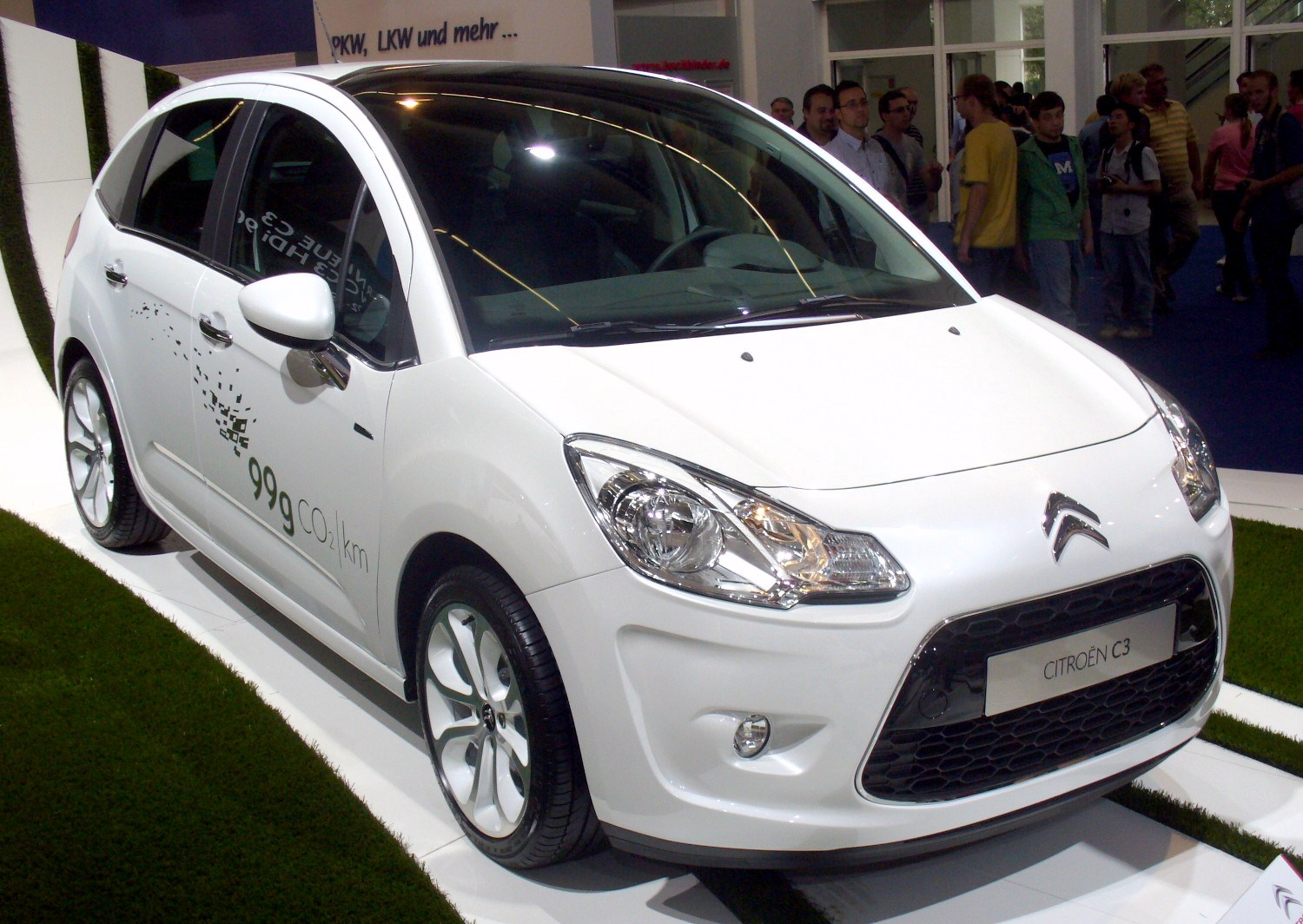
سيتروين C3
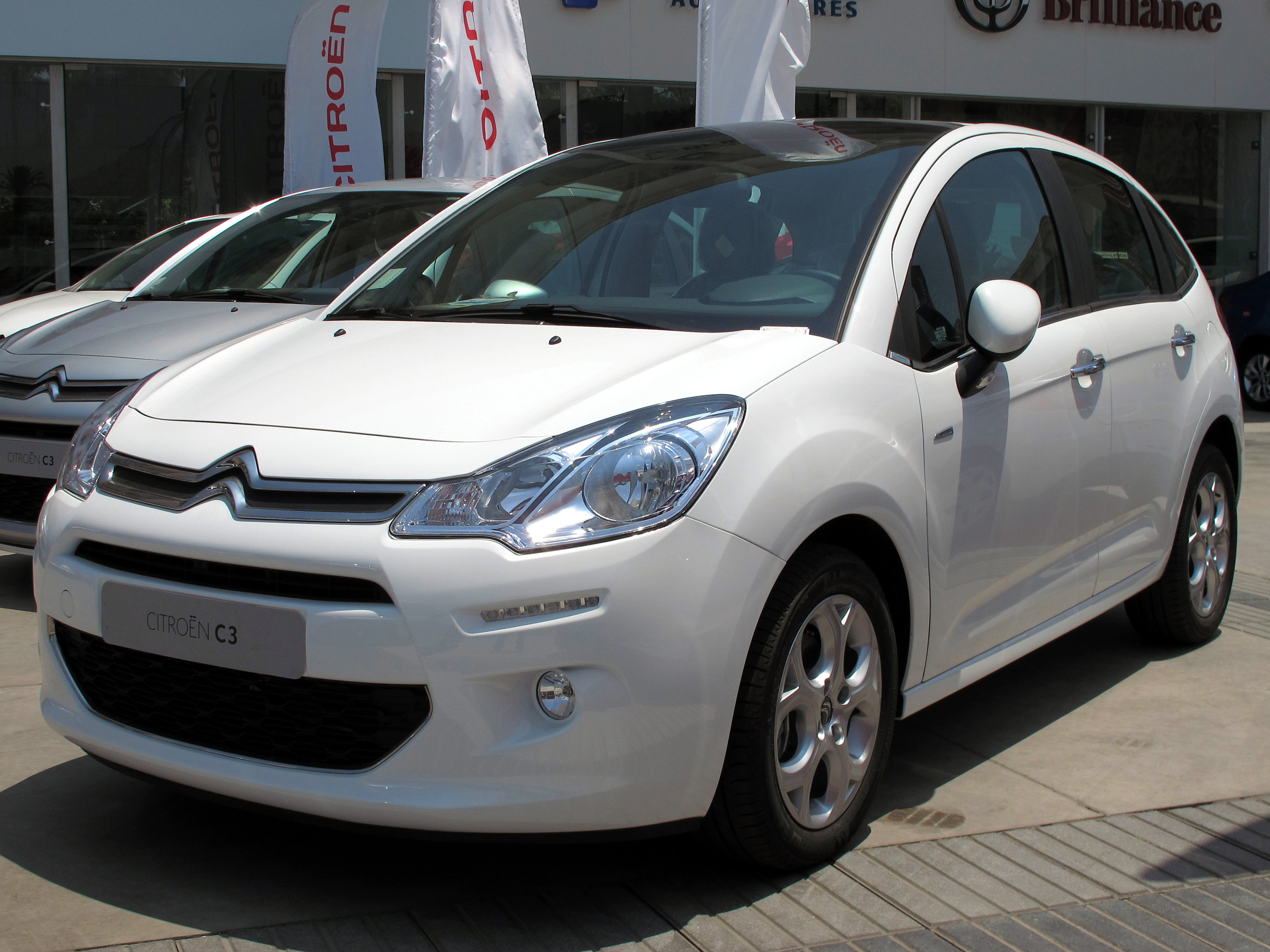
سيتروين (C3 (2015
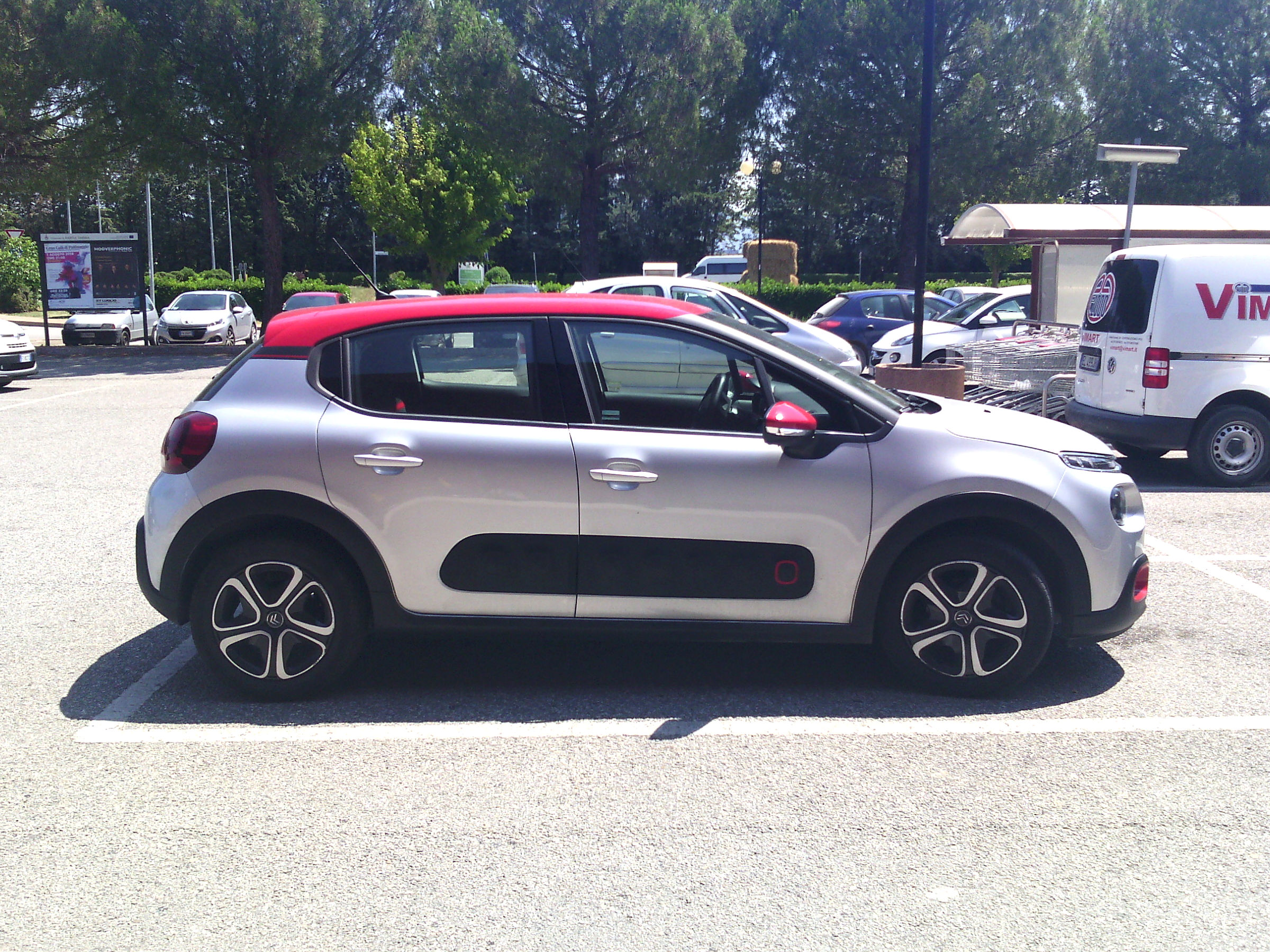
سيتروين (C3 III (2019
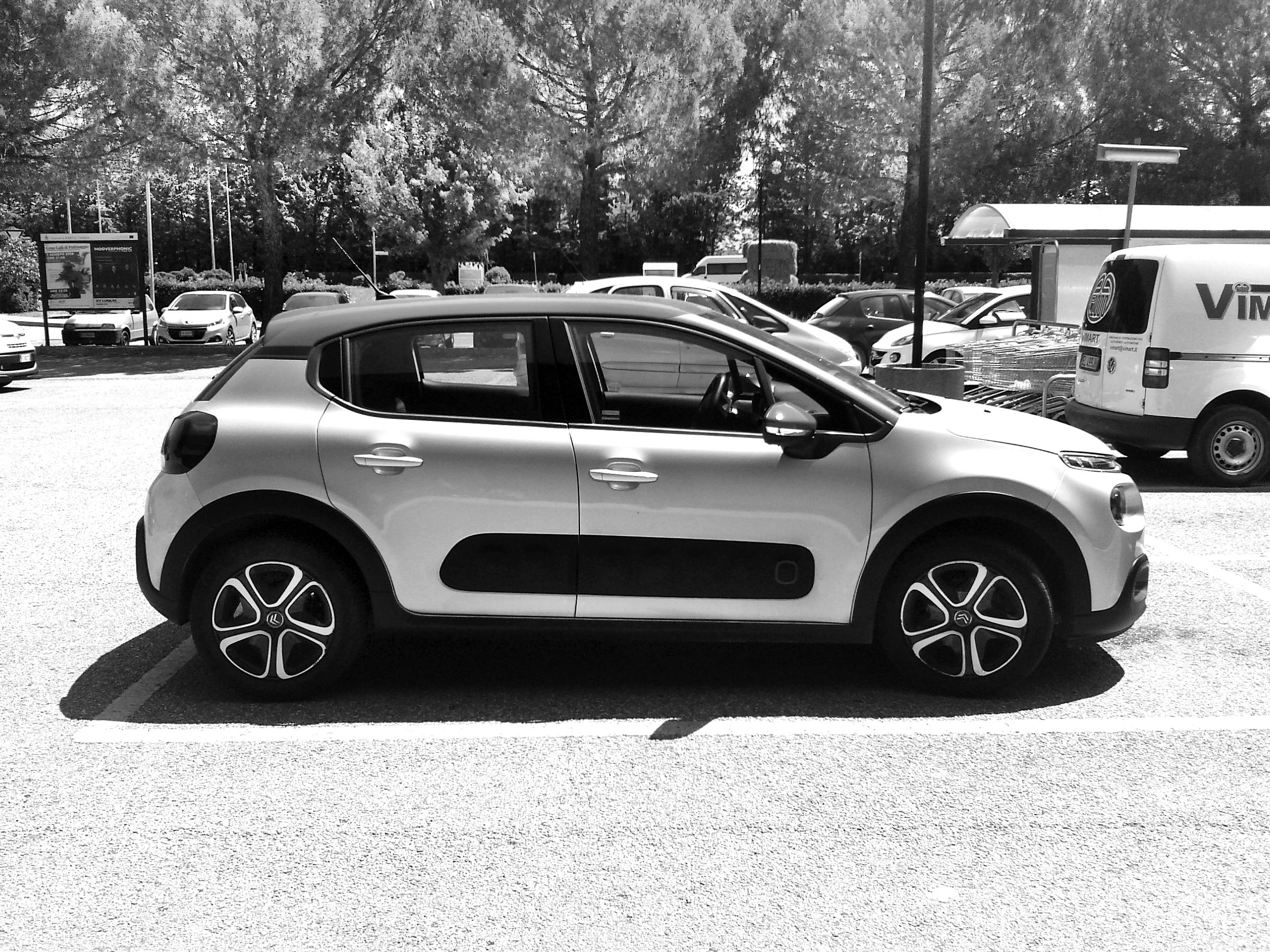
سيتروين (C3 III (2019
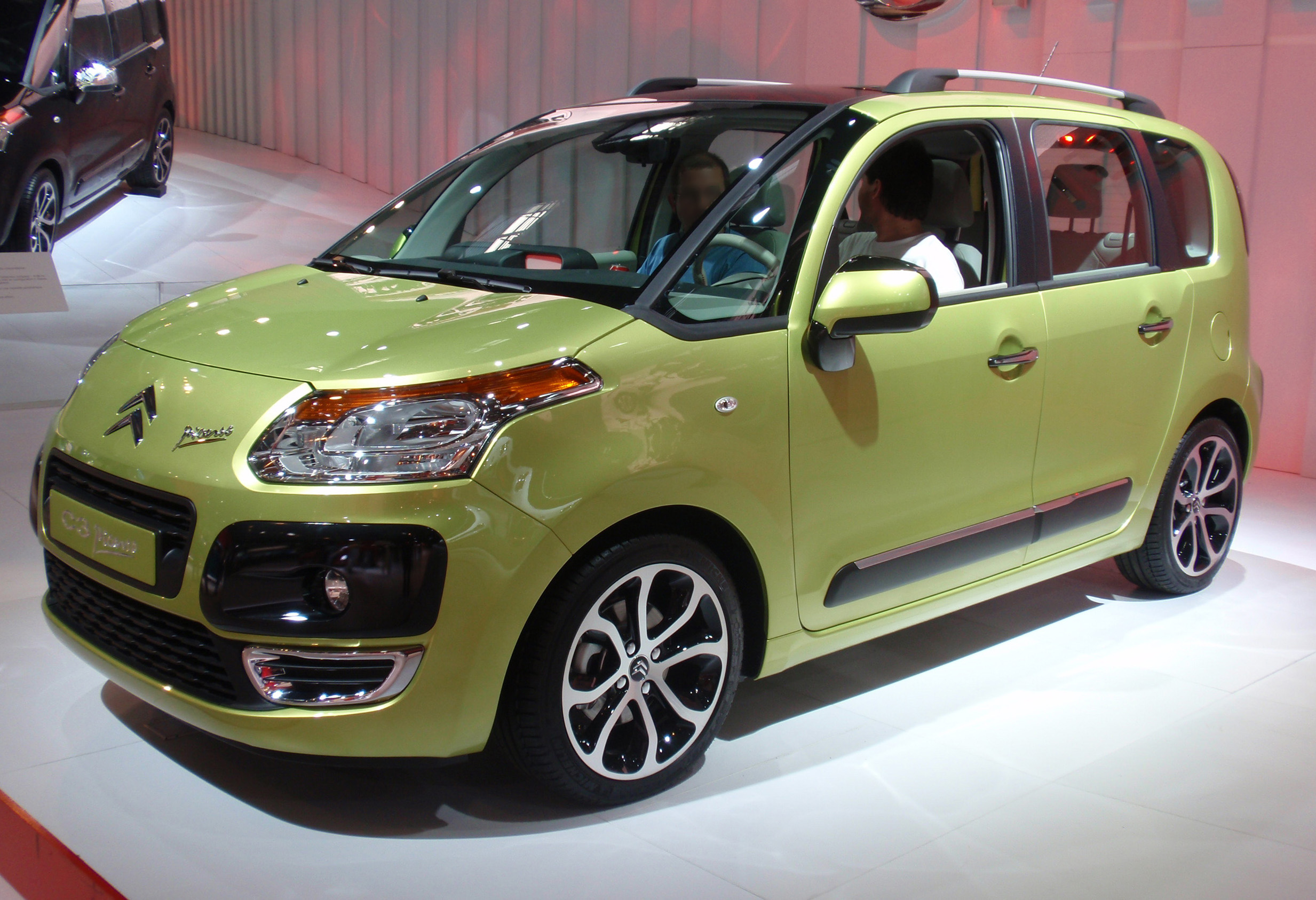
سيتروين بيكاسو C3
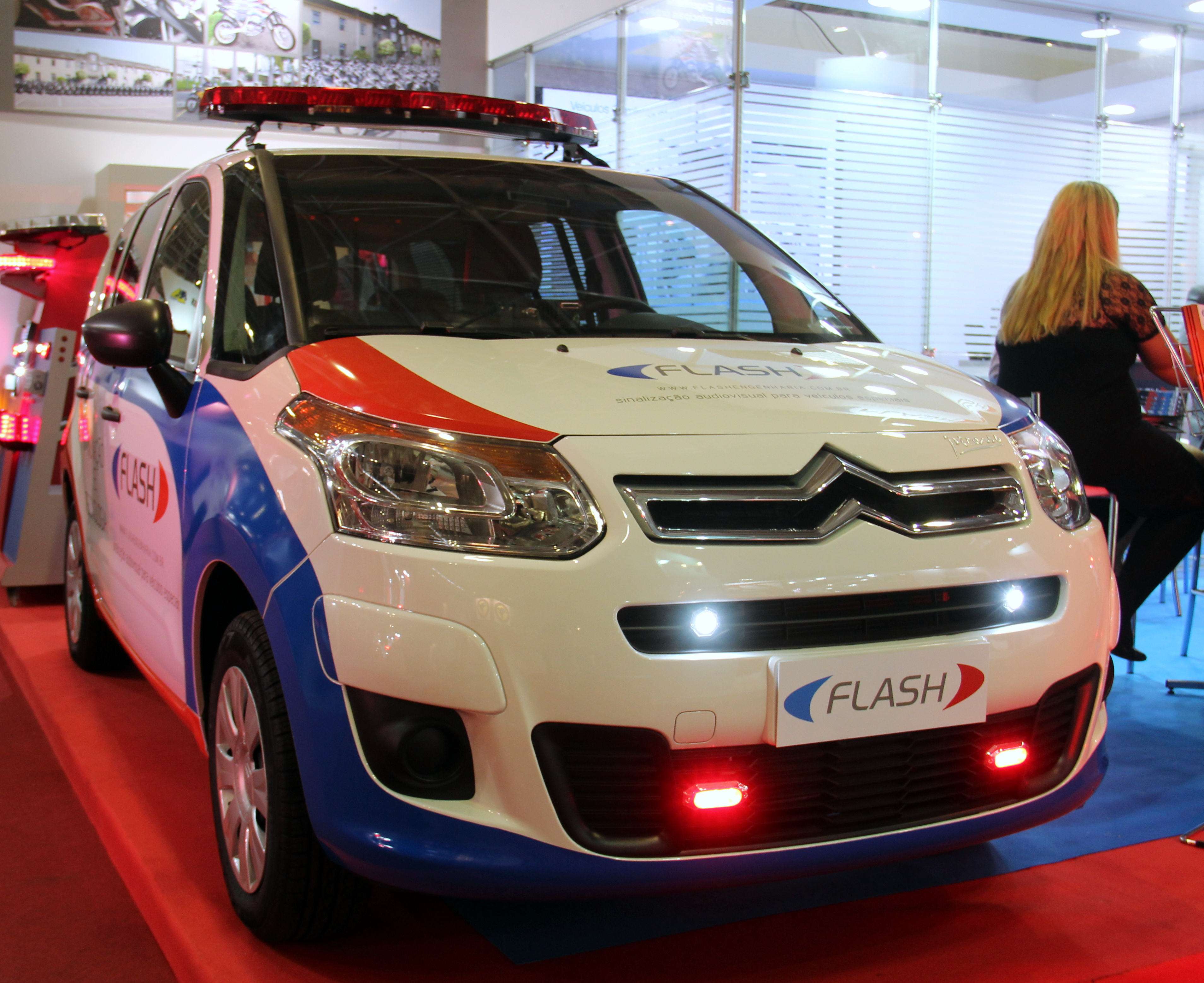
سيتروين بيكاسو C3
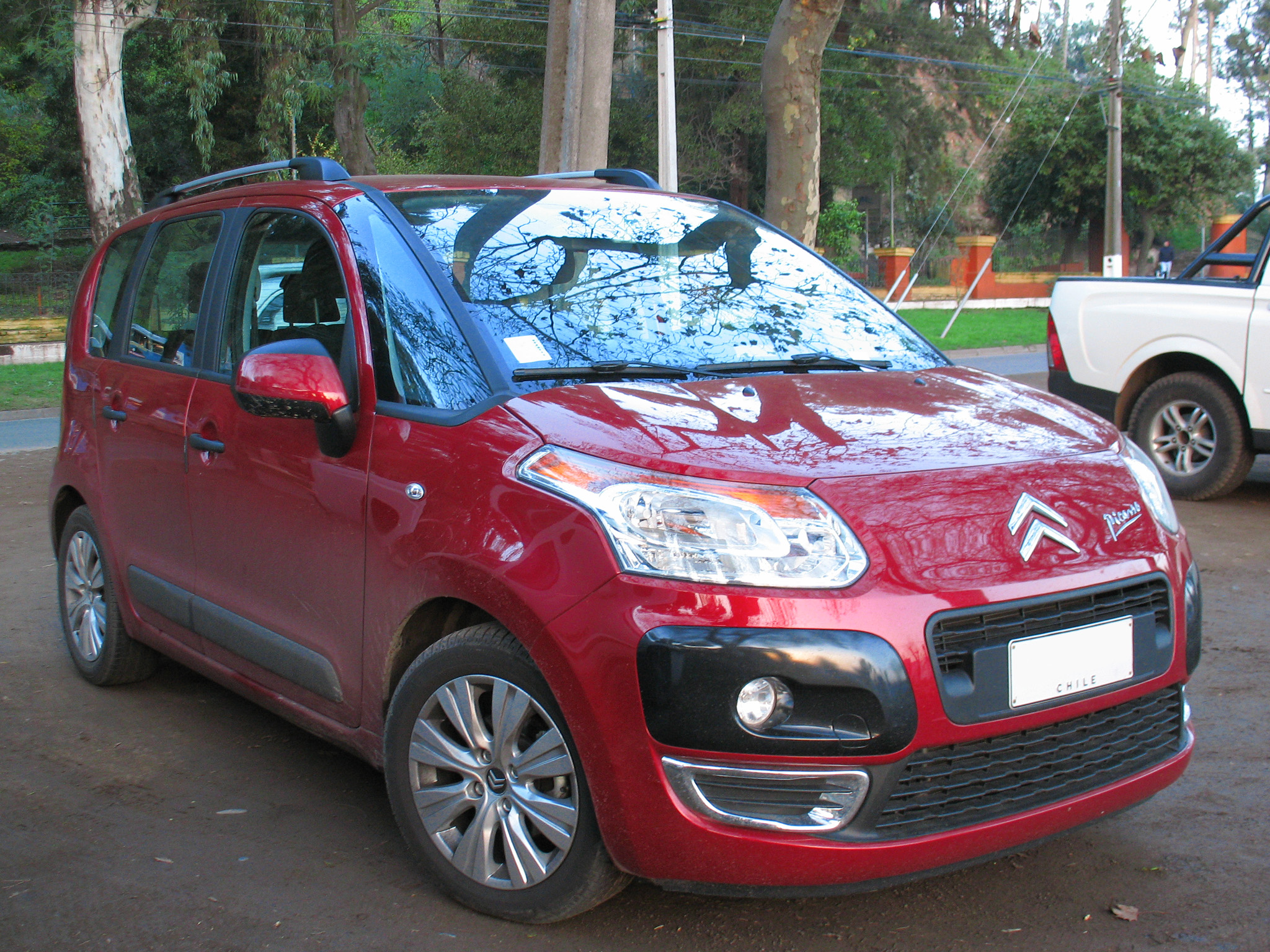
سيتروين بيكاسو (C3 HD (2010
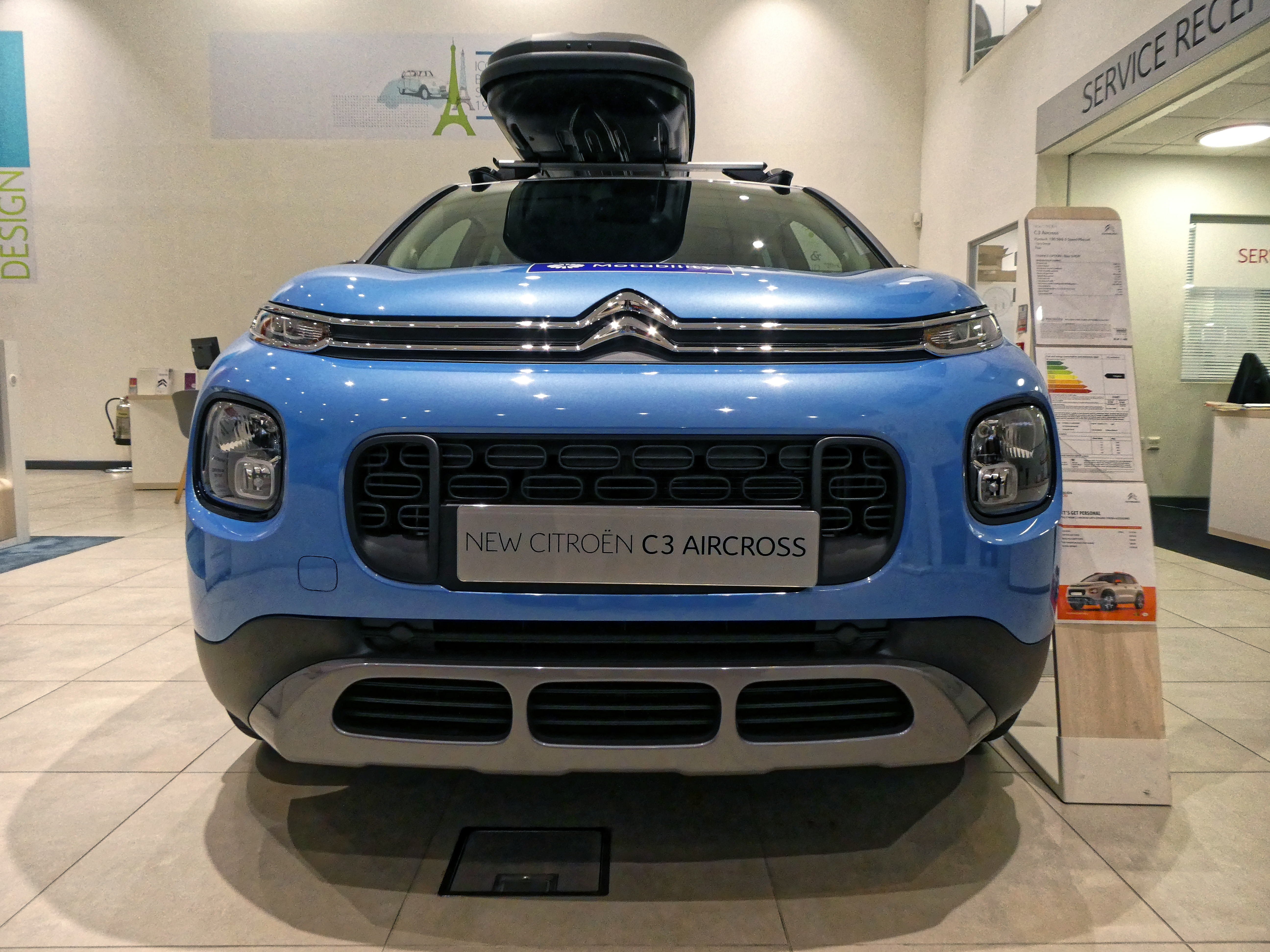
سيتروين C3 ايركروس (2020)
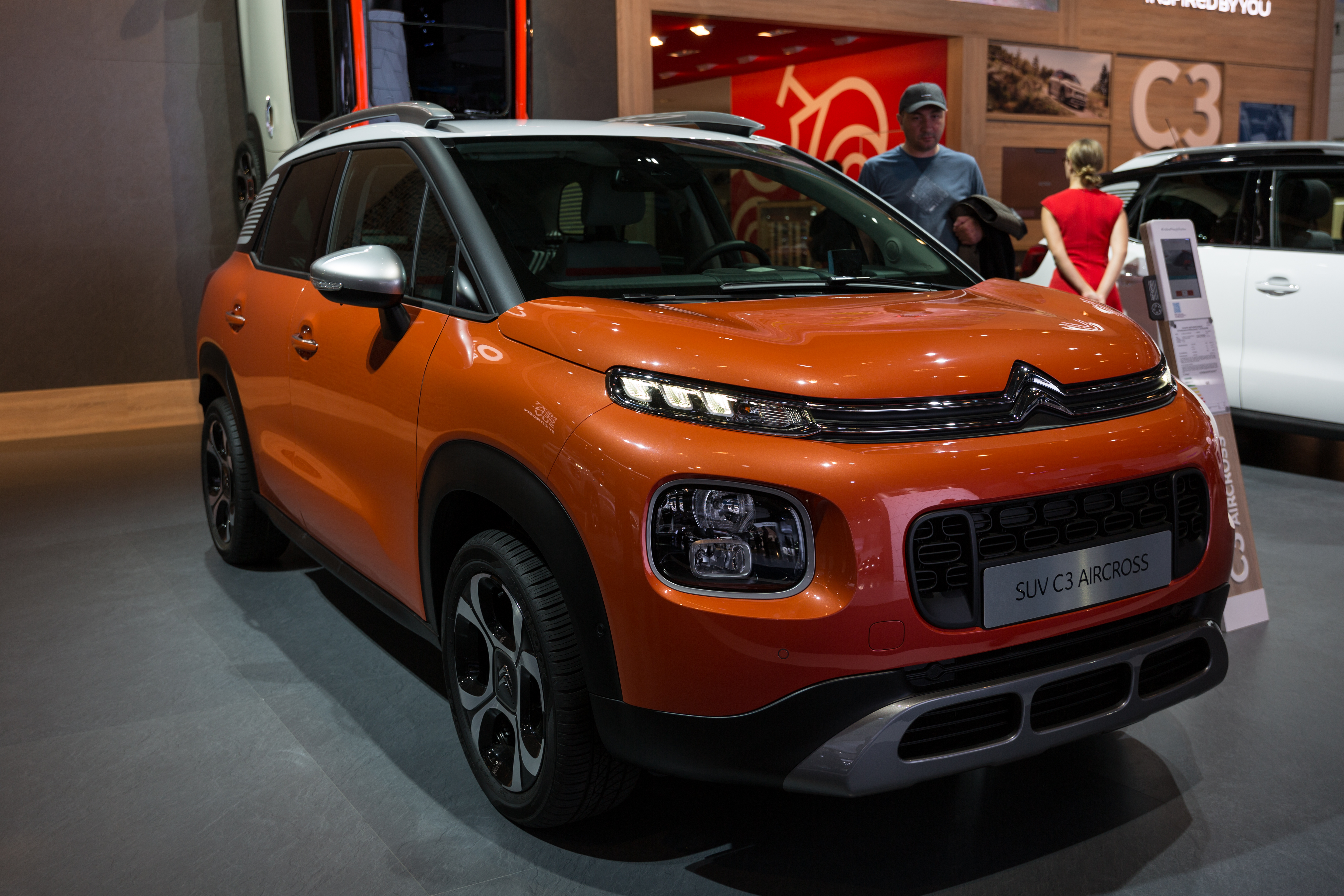
سيتروين ايركروس (IAA (2017
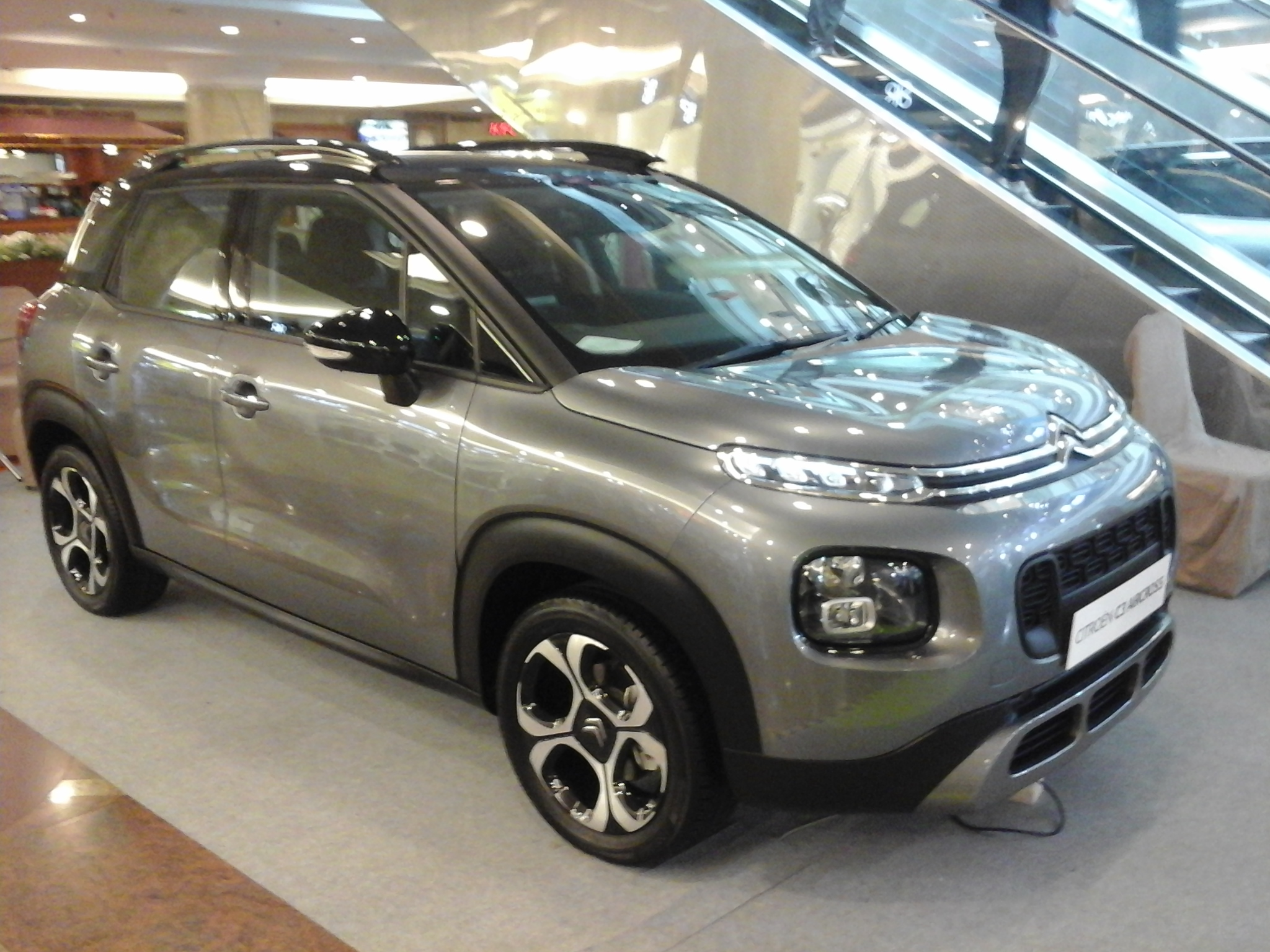
سيتروين ايركروس (C3 (2020
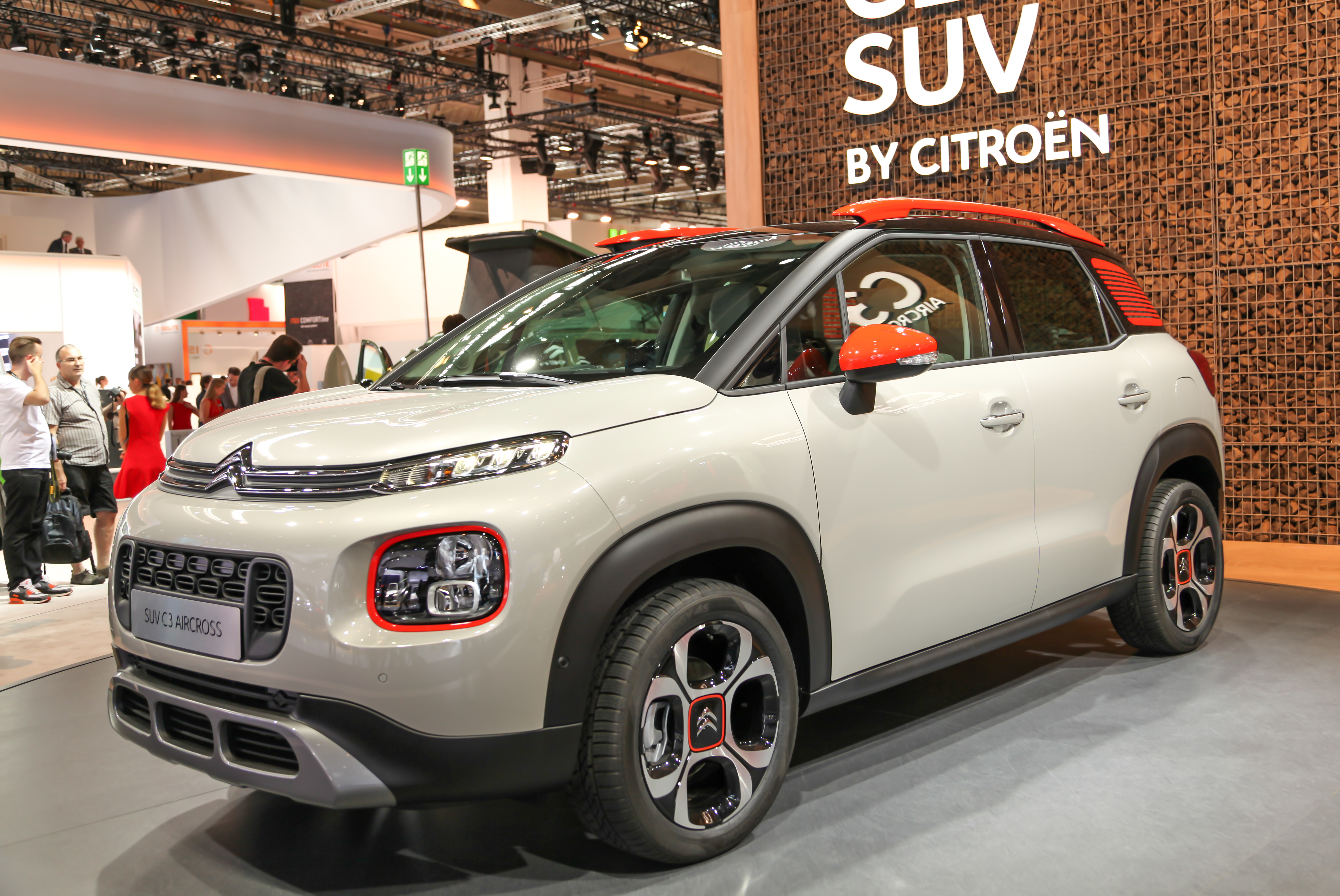
سيتروين (C3 - SUV (2020
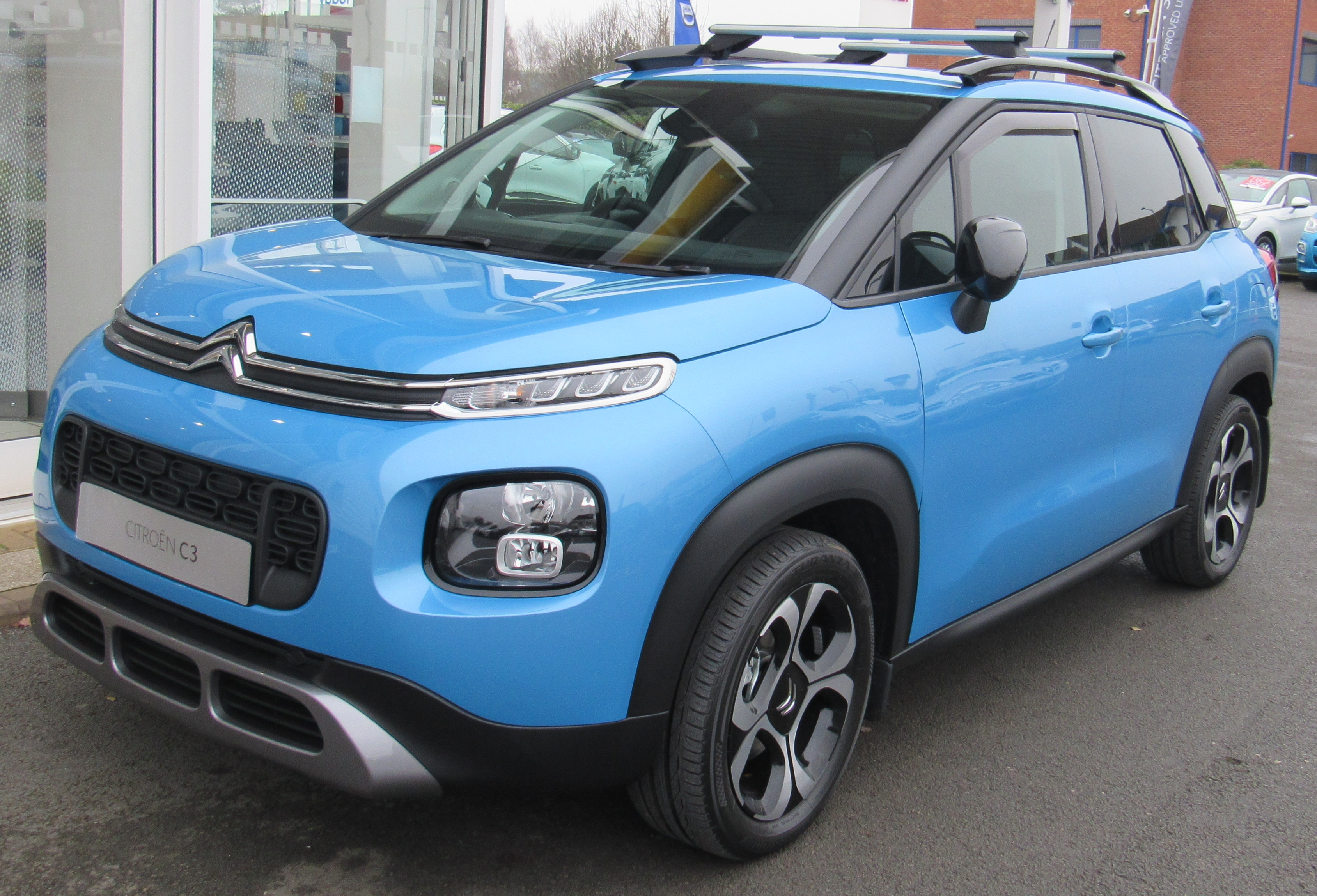
سيتروين C3 ايركروس (2017)
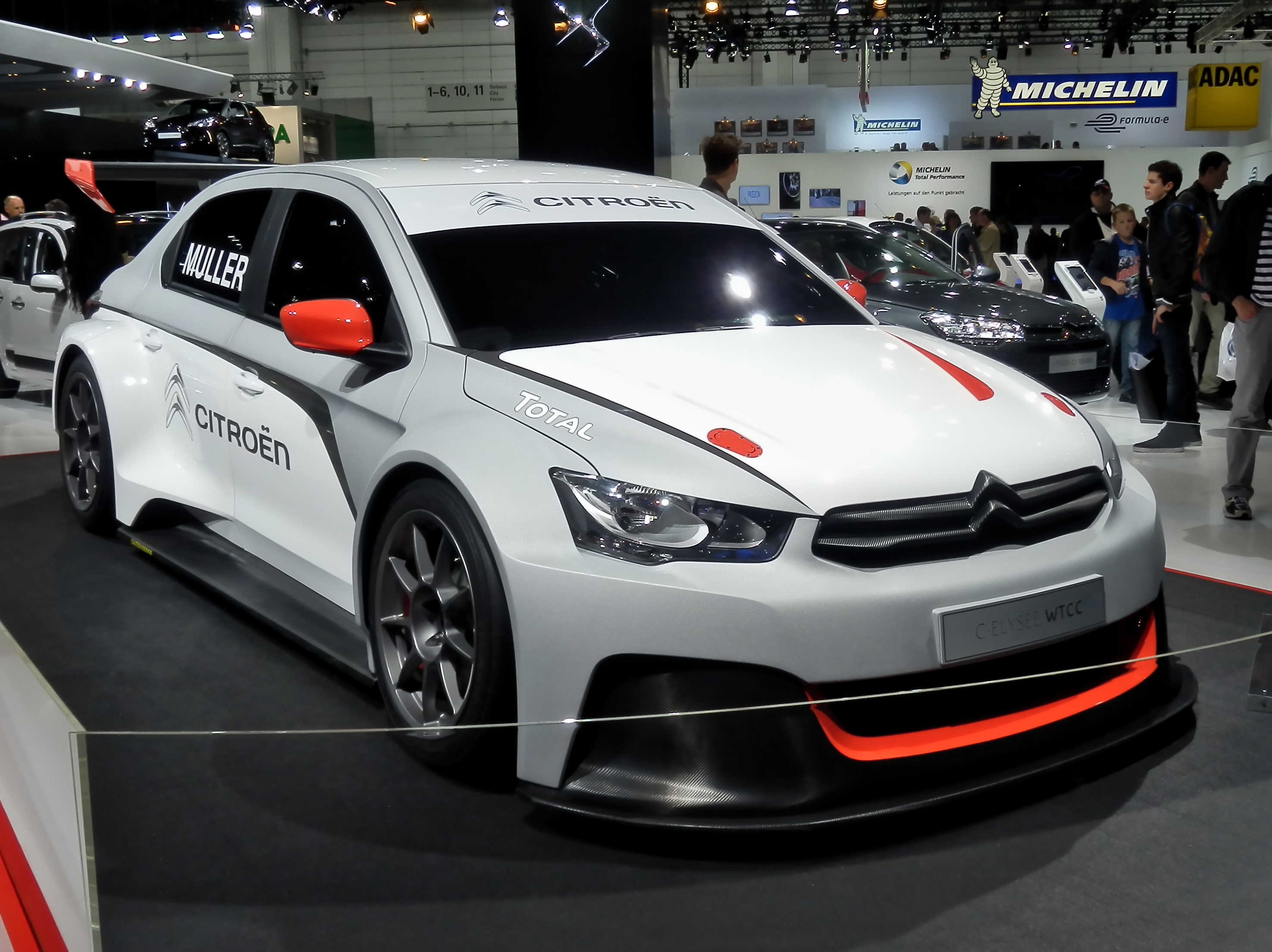
سييتروين السي (2013)
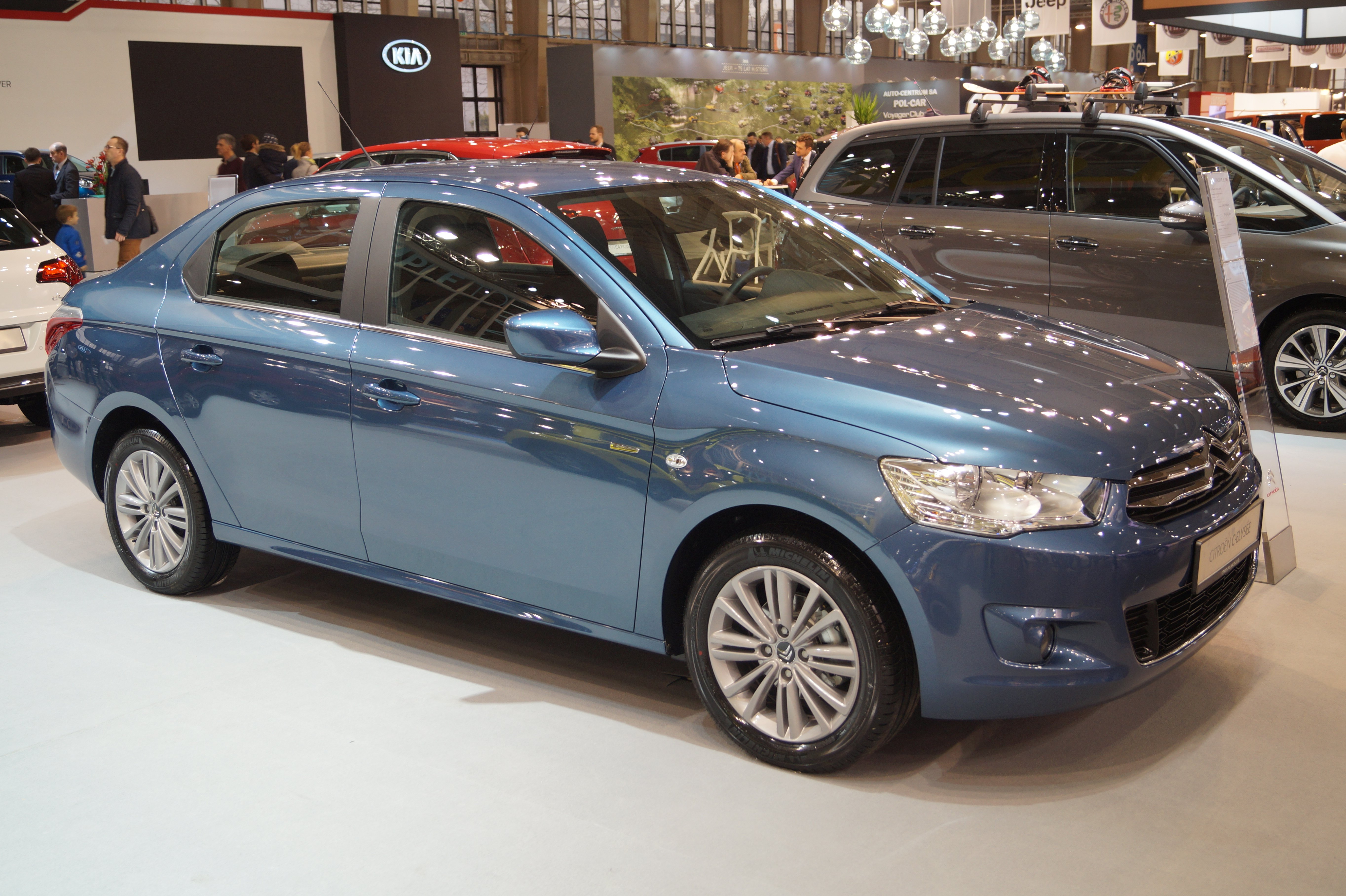
سيتروين سي السي 2016
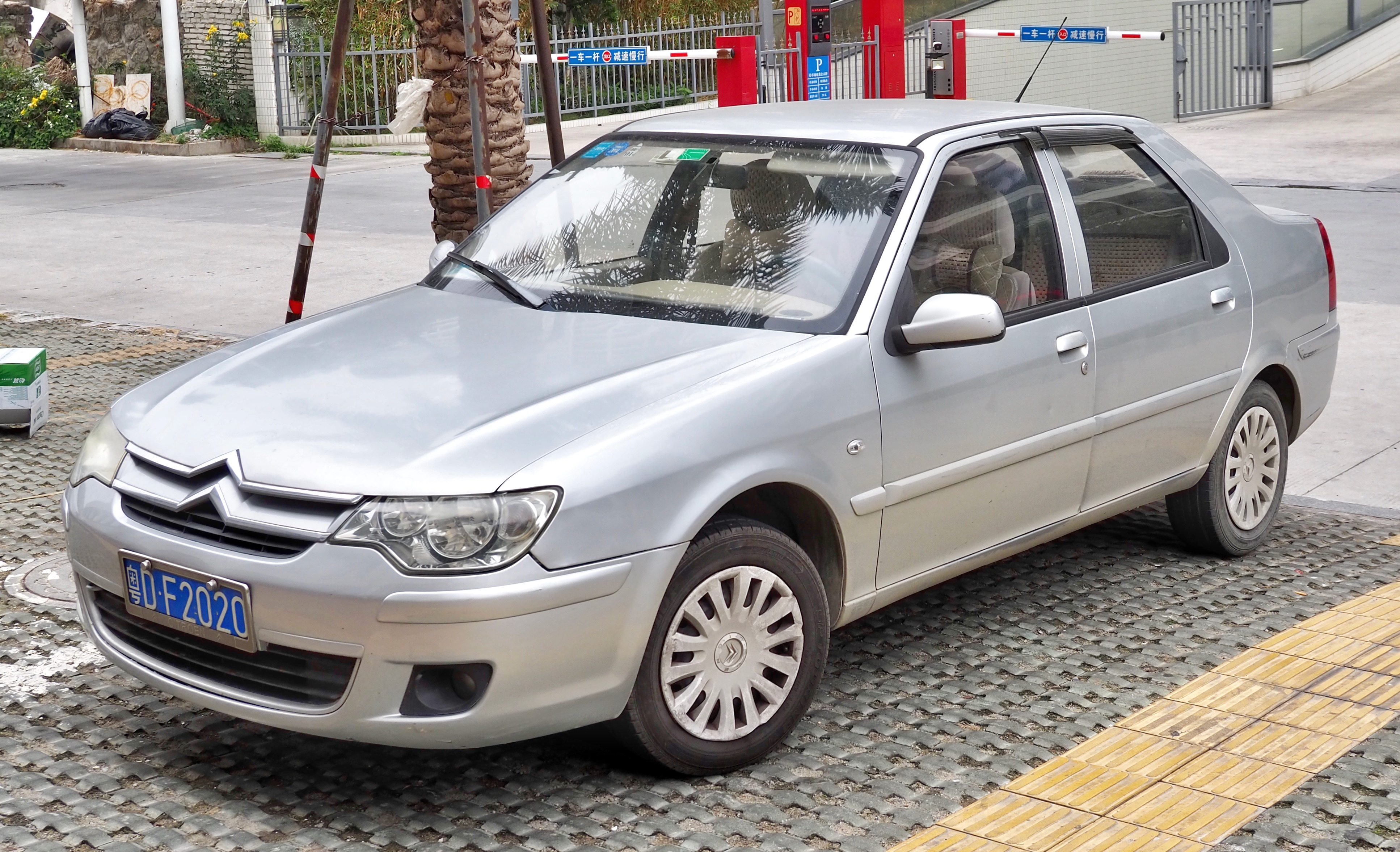
سيتروين السي سيدان (2008)
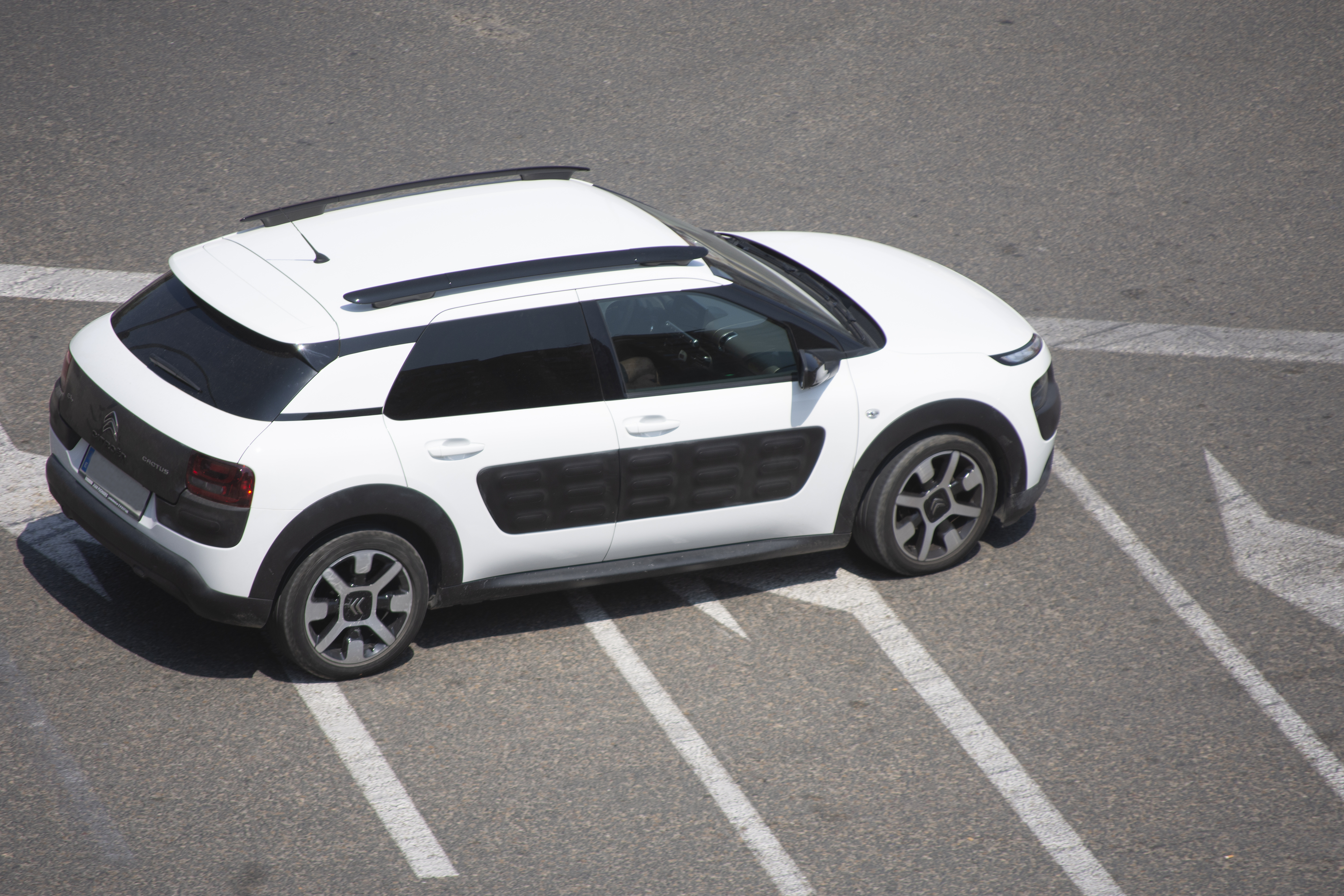
سيتروين C4
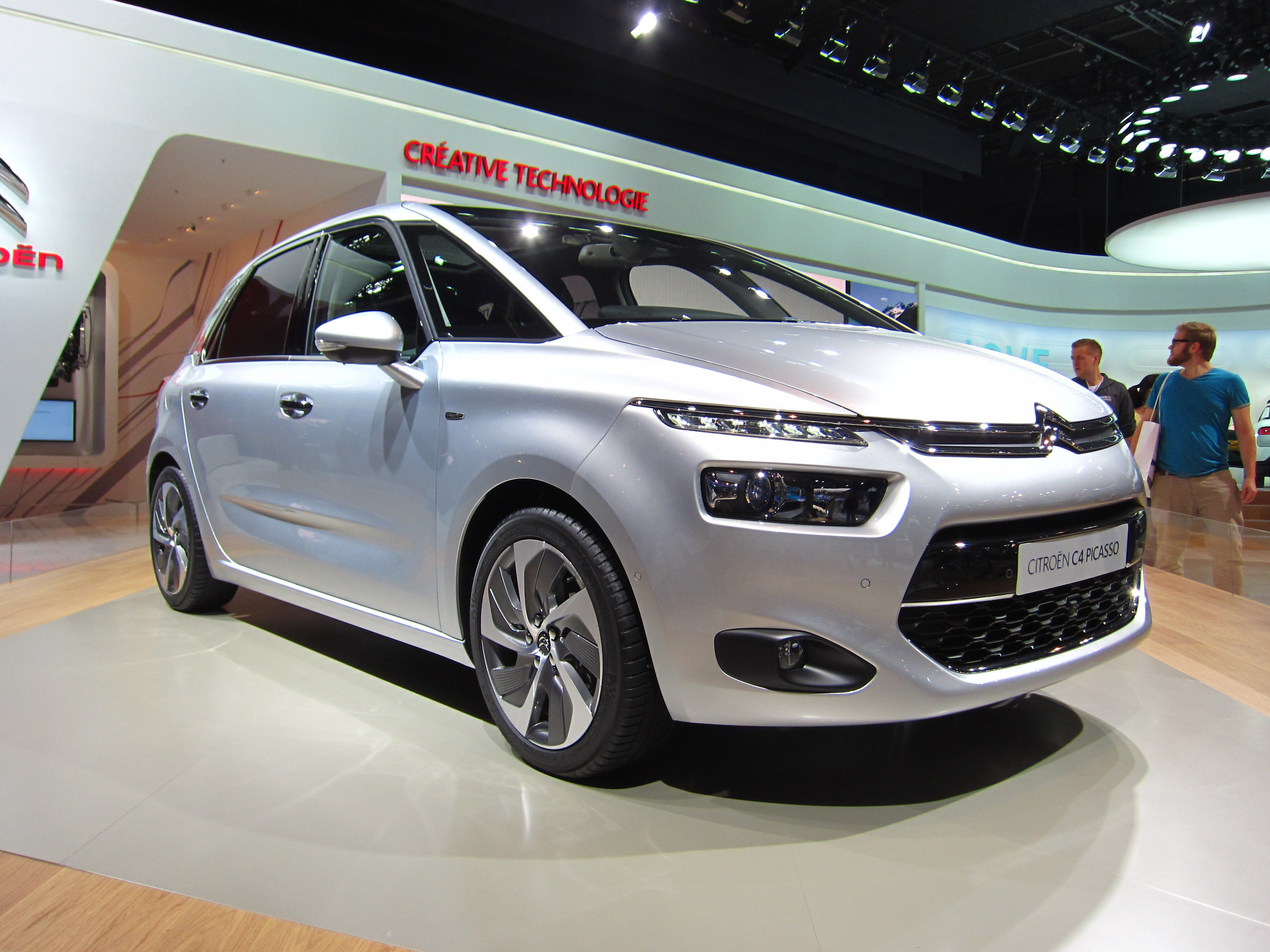
سيتروين C4 بيكاسو
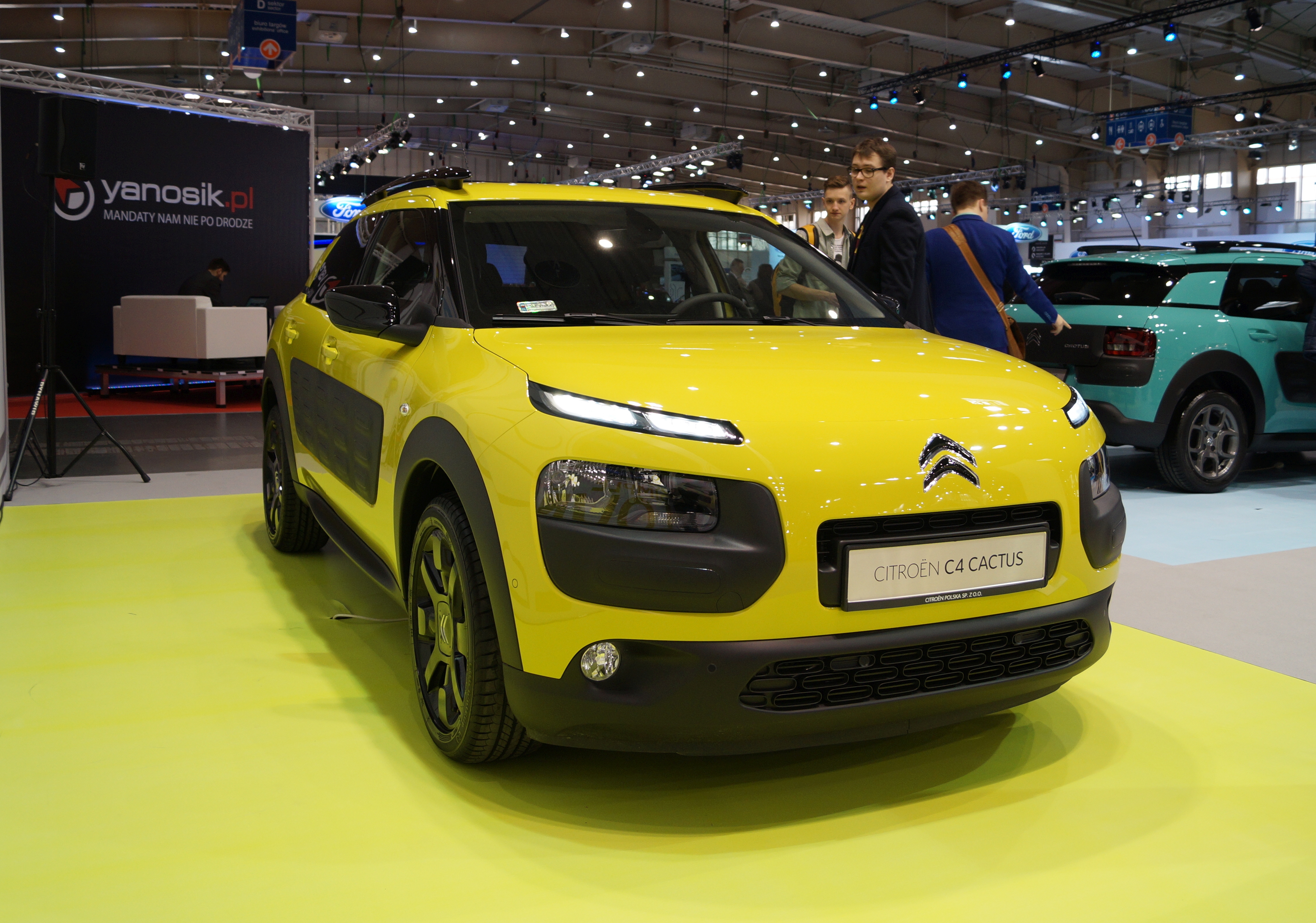
سيتروين C4 كاستوس
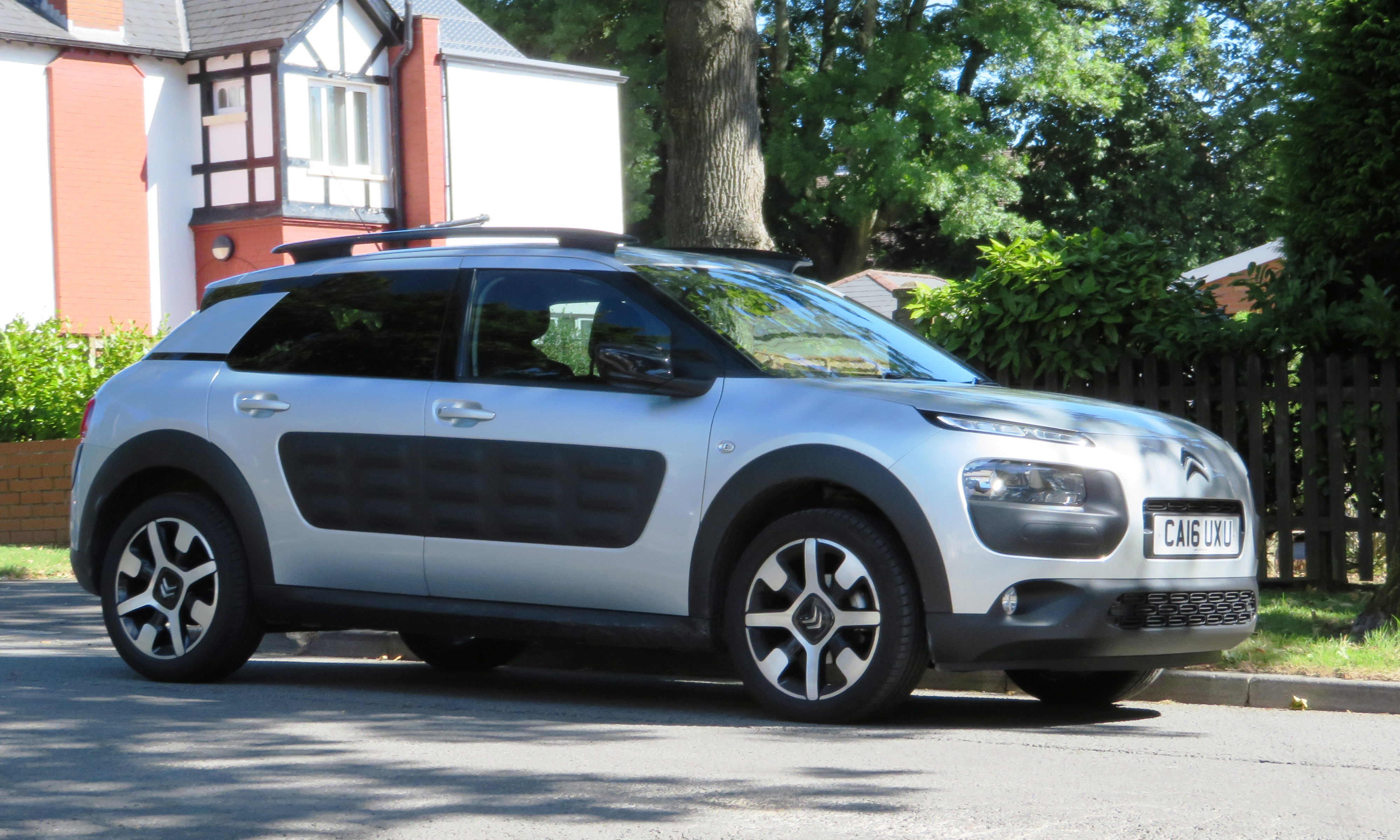
سيتروين C4 كاستوس (2016) ديزل
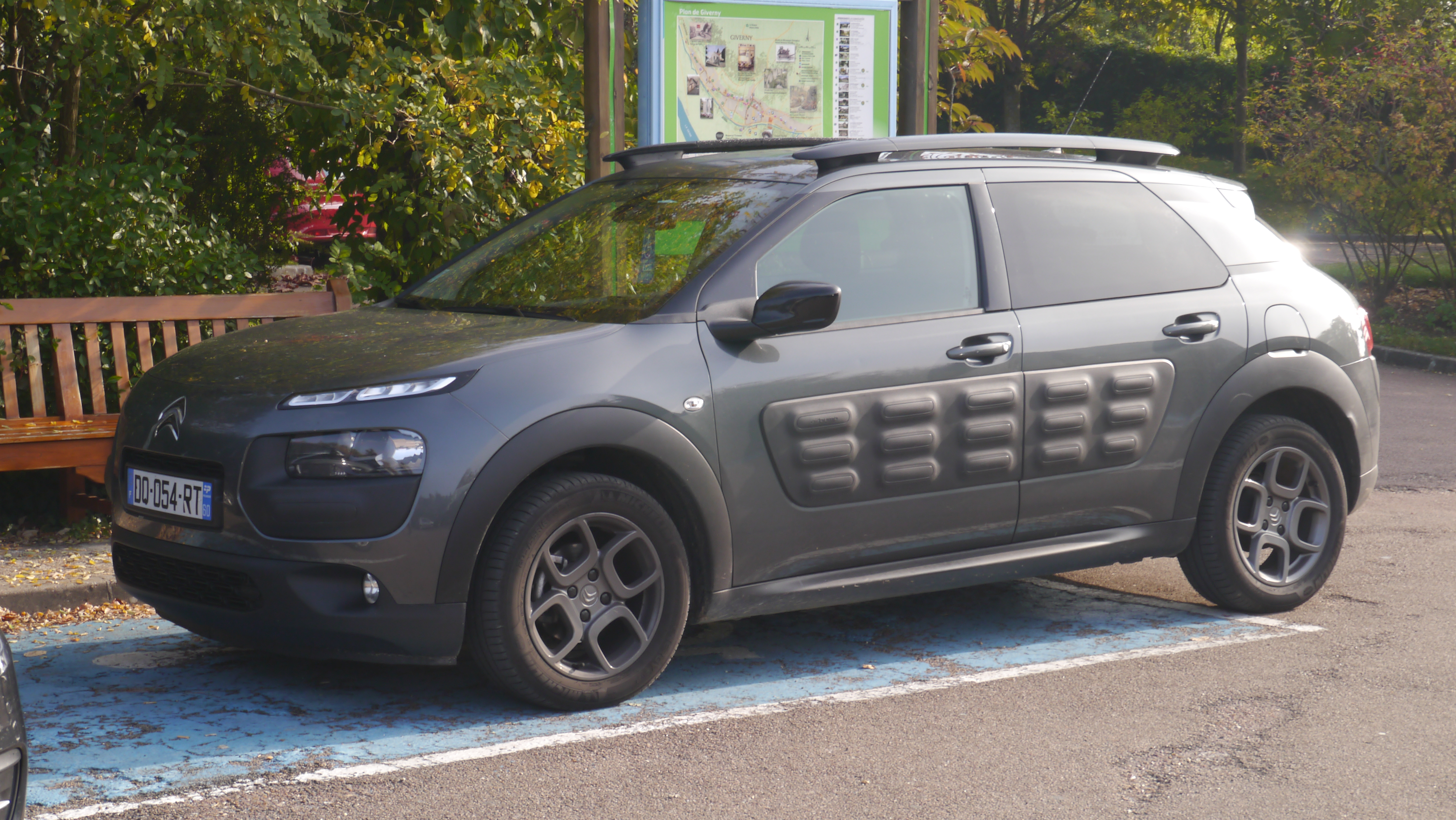
سيتروين C4 كاستوس
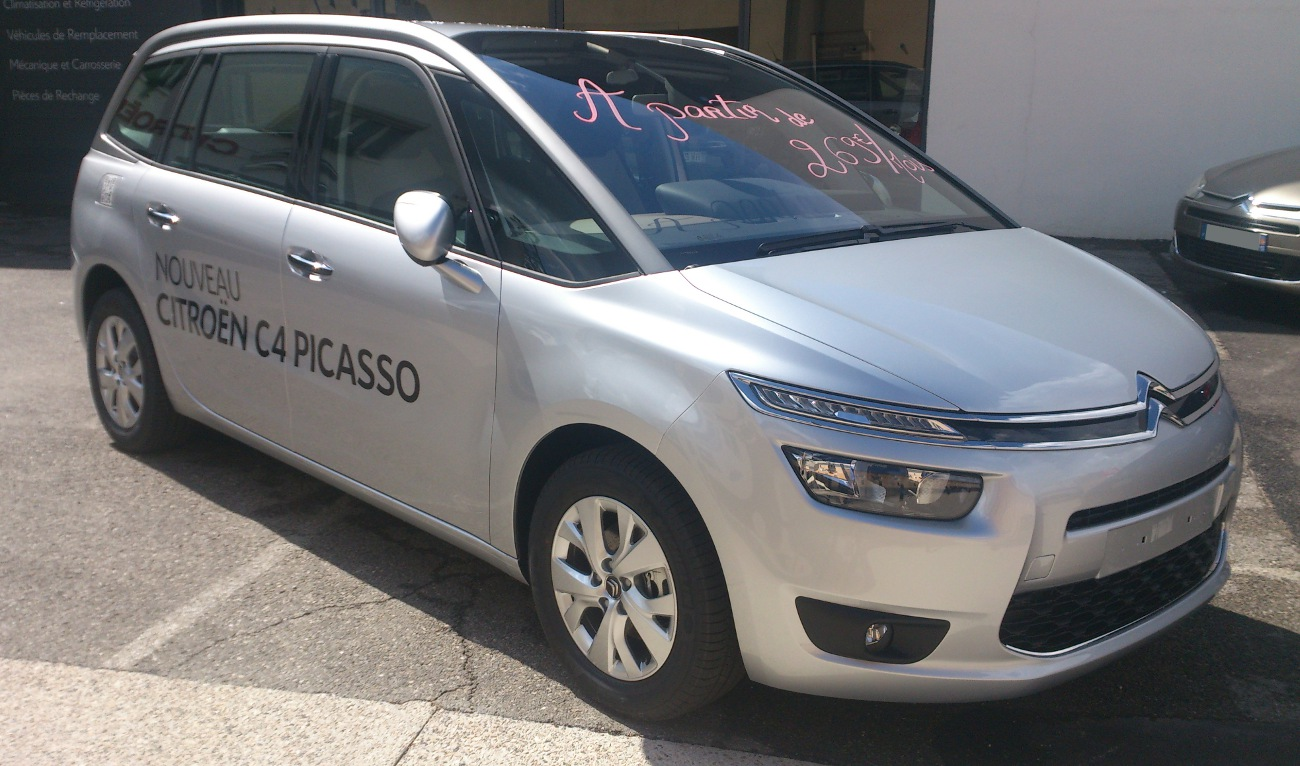
سيتروين جراند C4 بيكاسوس (2013)
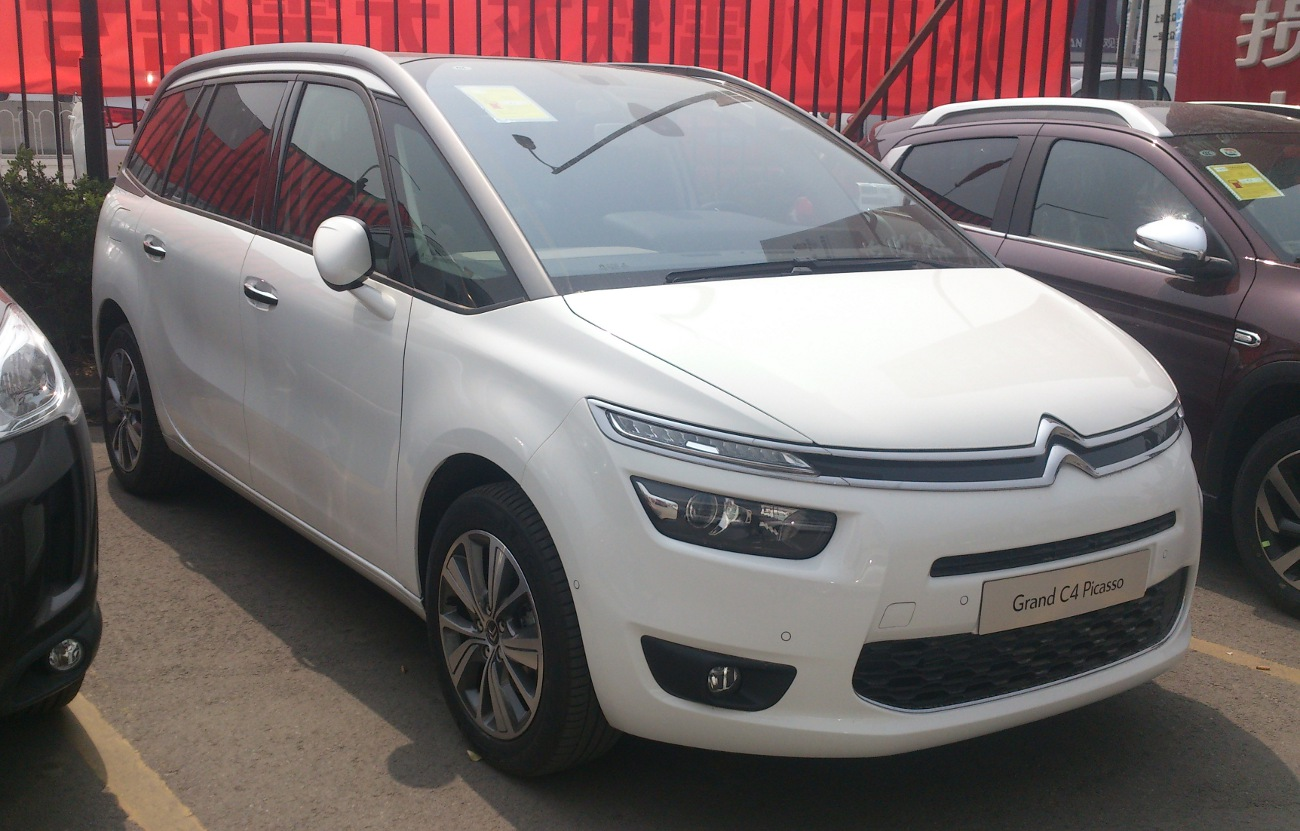
سيتروين C4 بيكاسوس 2 صينية الصنع
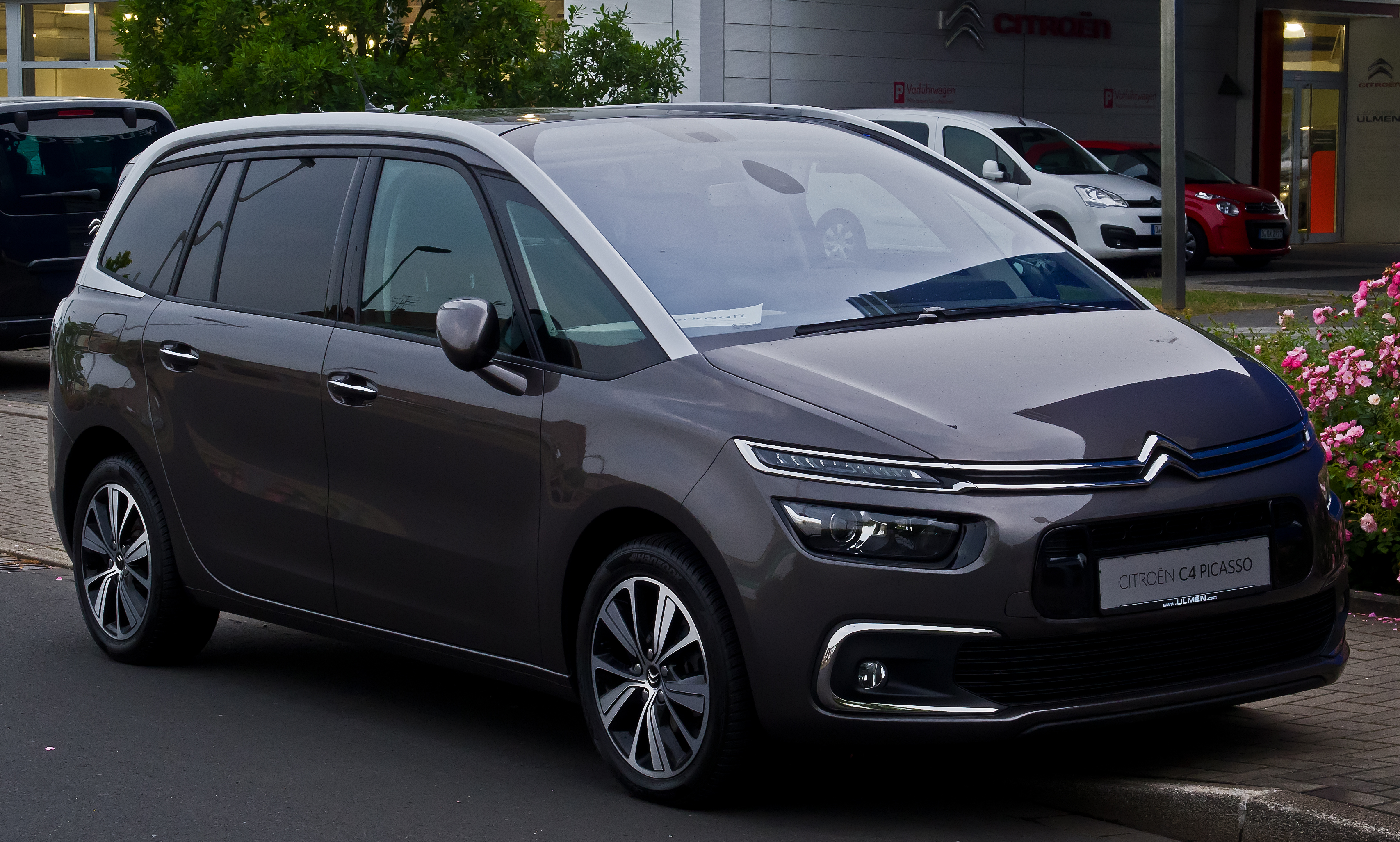
سيتروين جراند C4 بيكاسوس (2017)
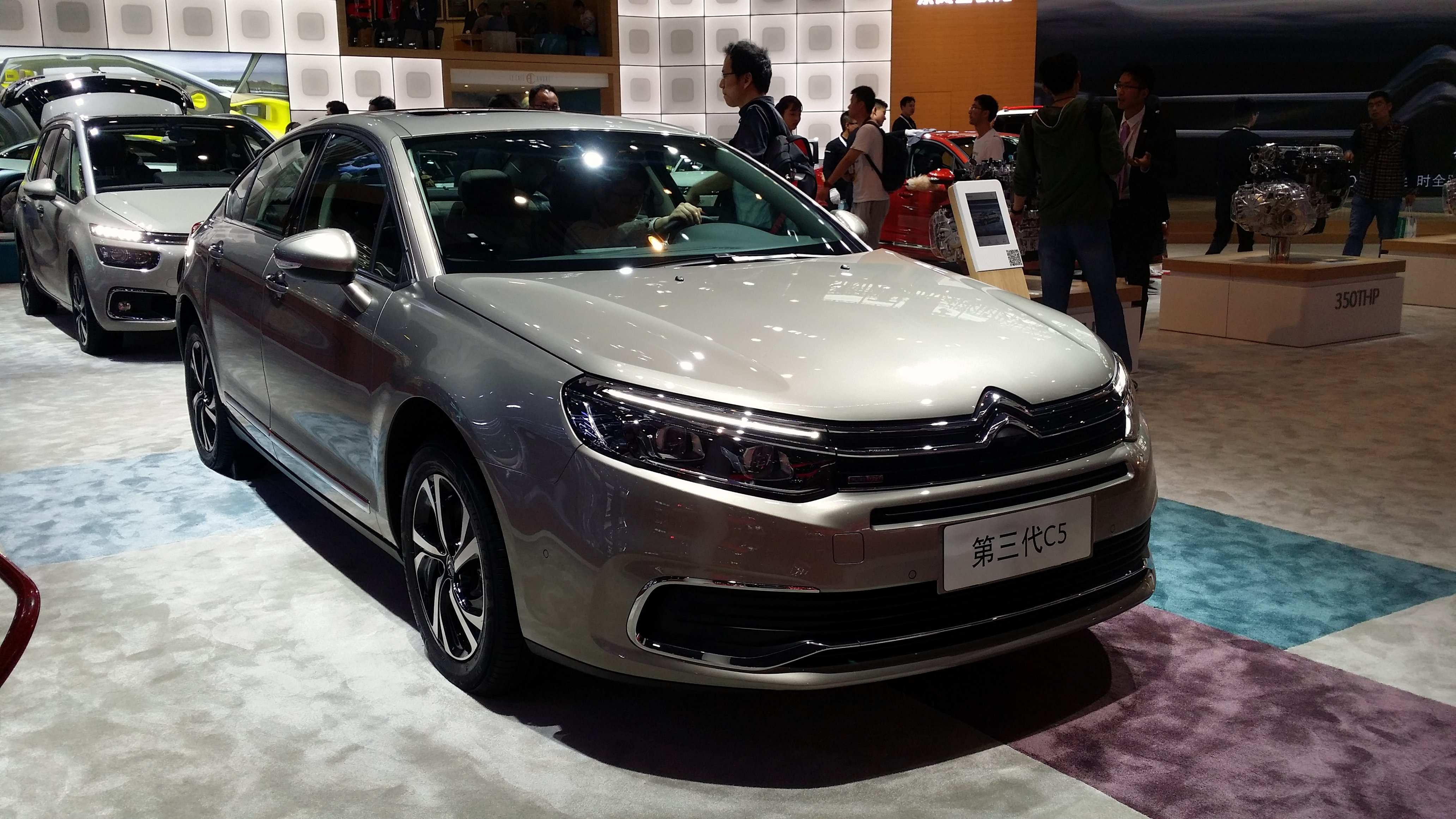
سيتروين C5
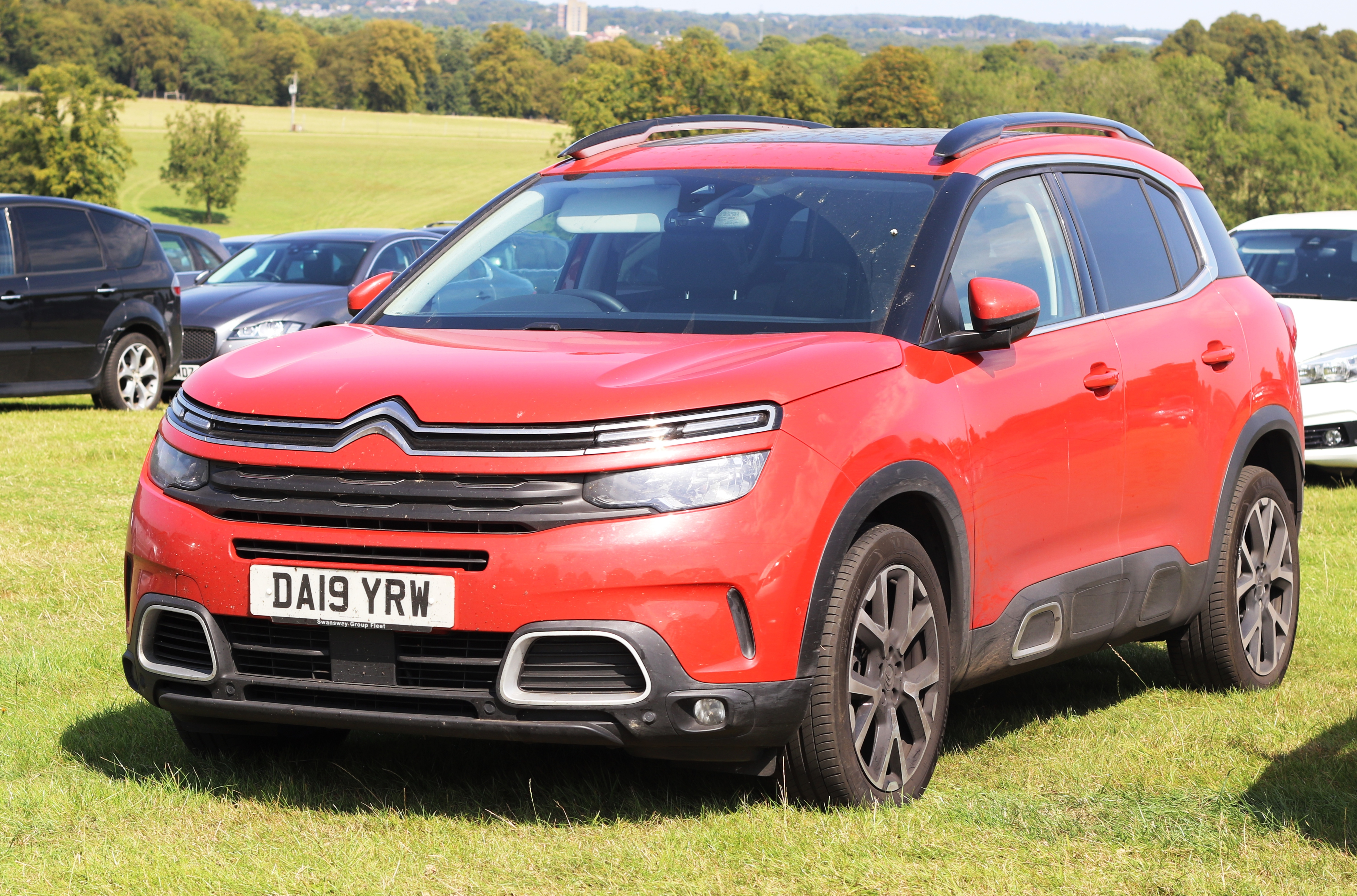
سيتروين C5 ايركروس (2019)
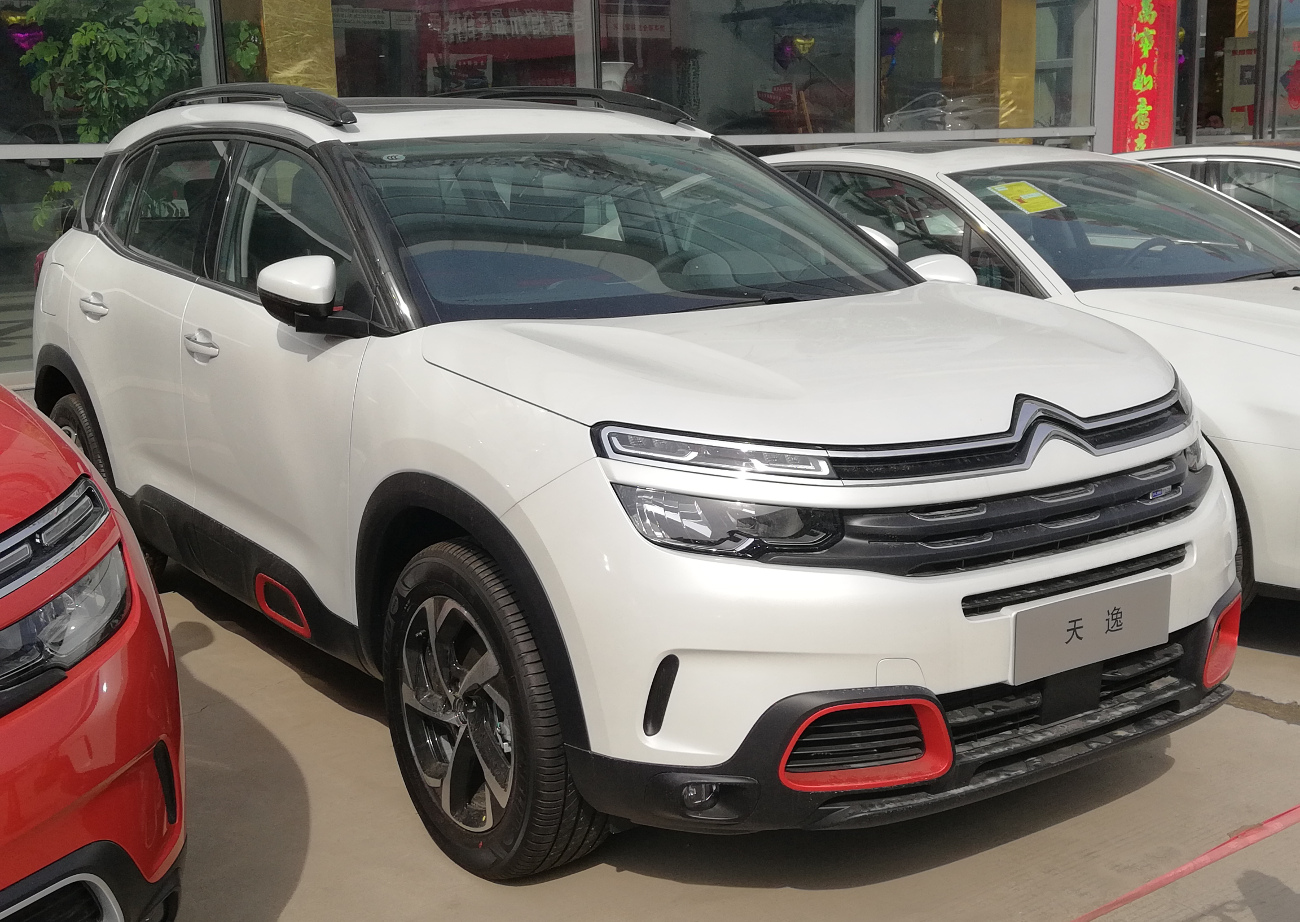
سيتروين C5 ايركروس (2018) صينية الصنع
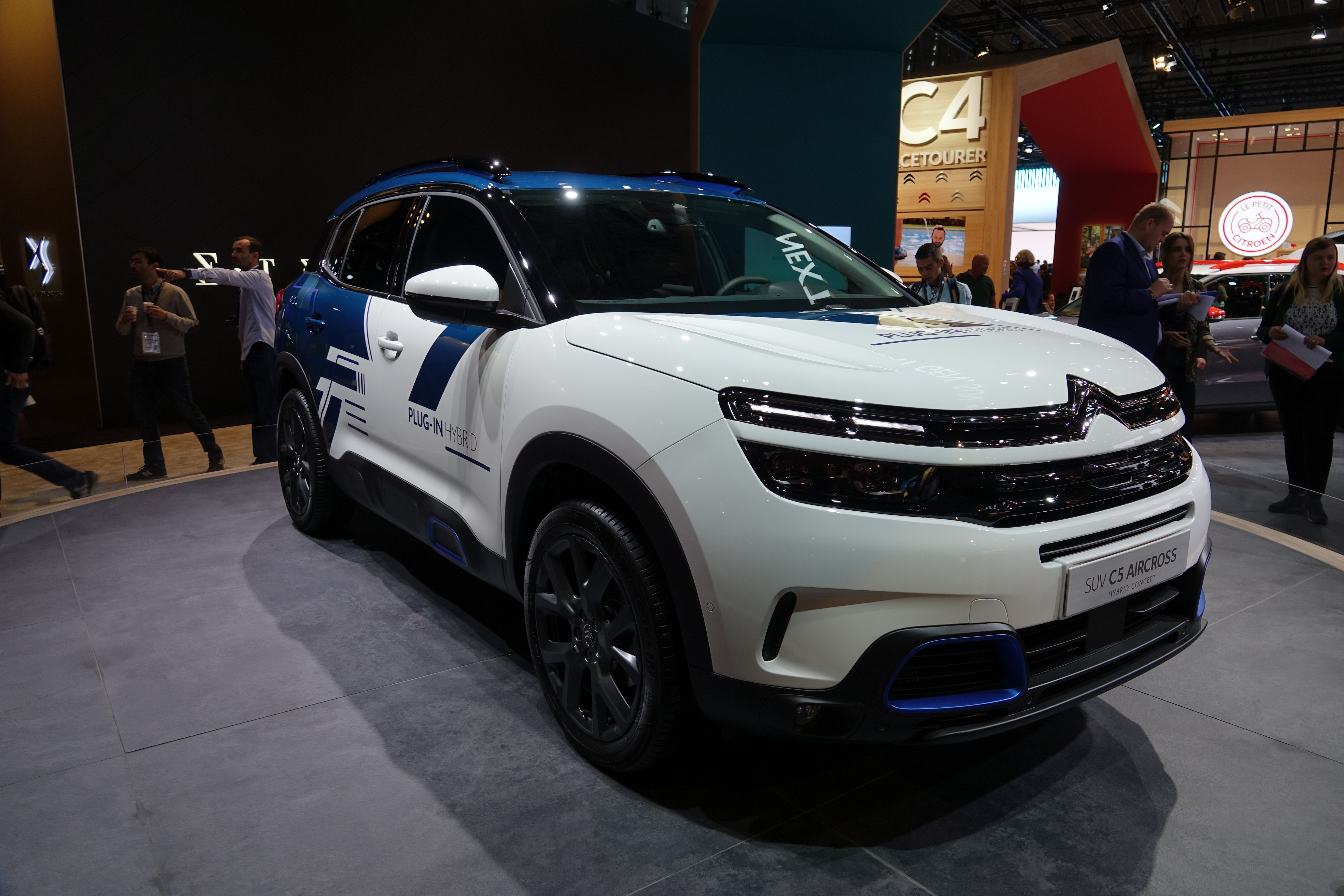
سيتروين C5 هايبرد (2020)
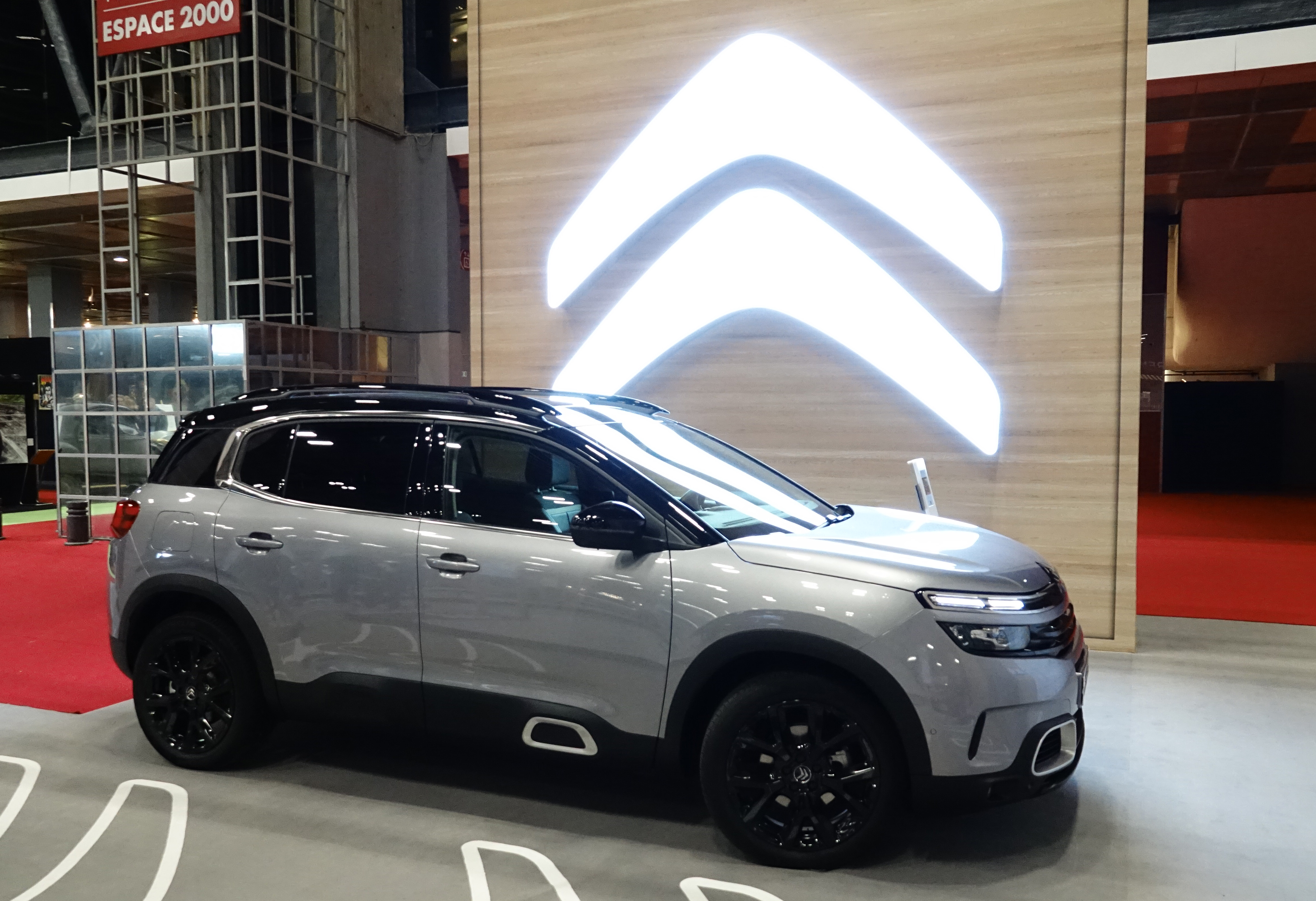
سيتروين C5 ايركروس (2019)
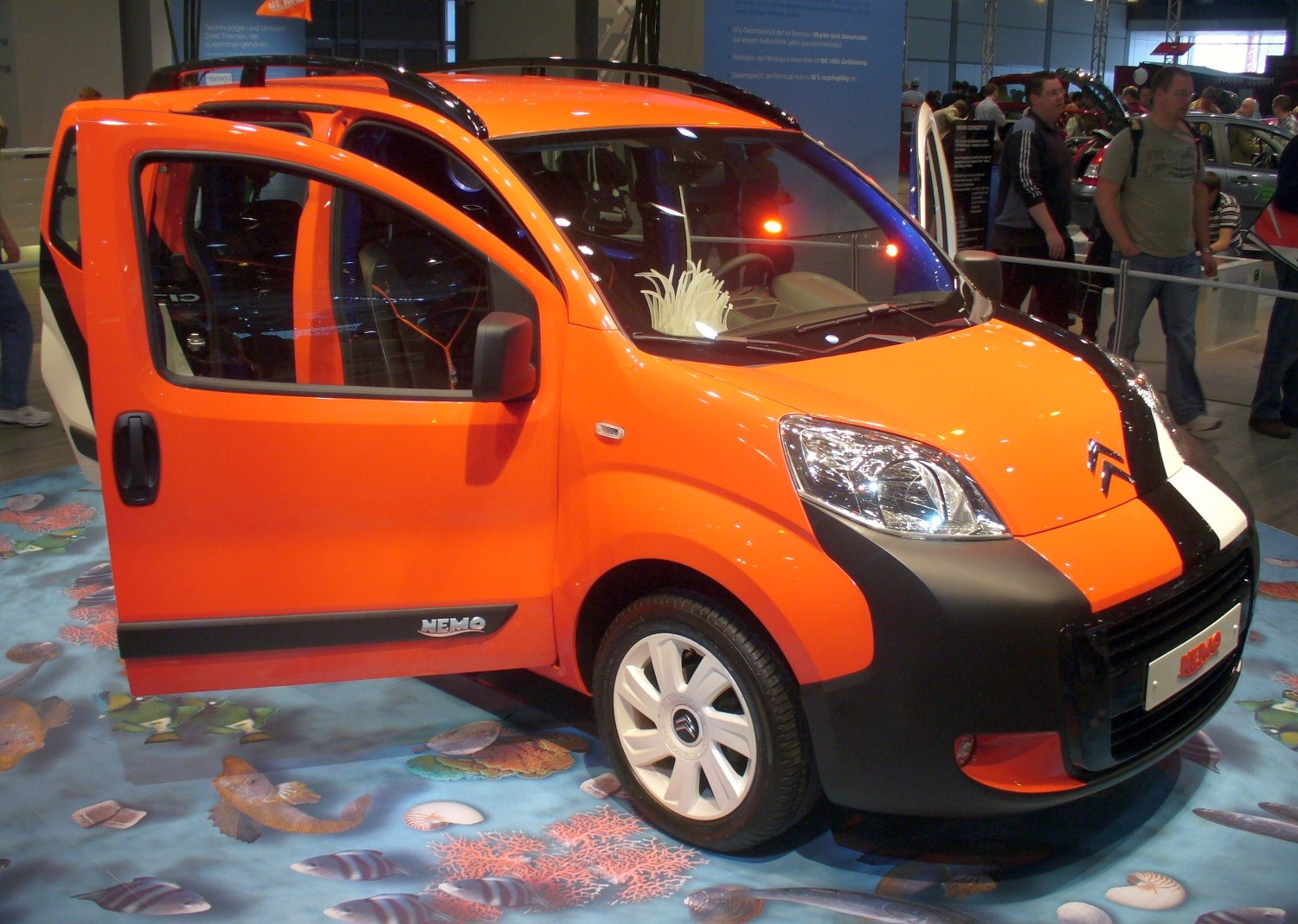
سيتروين نيمو
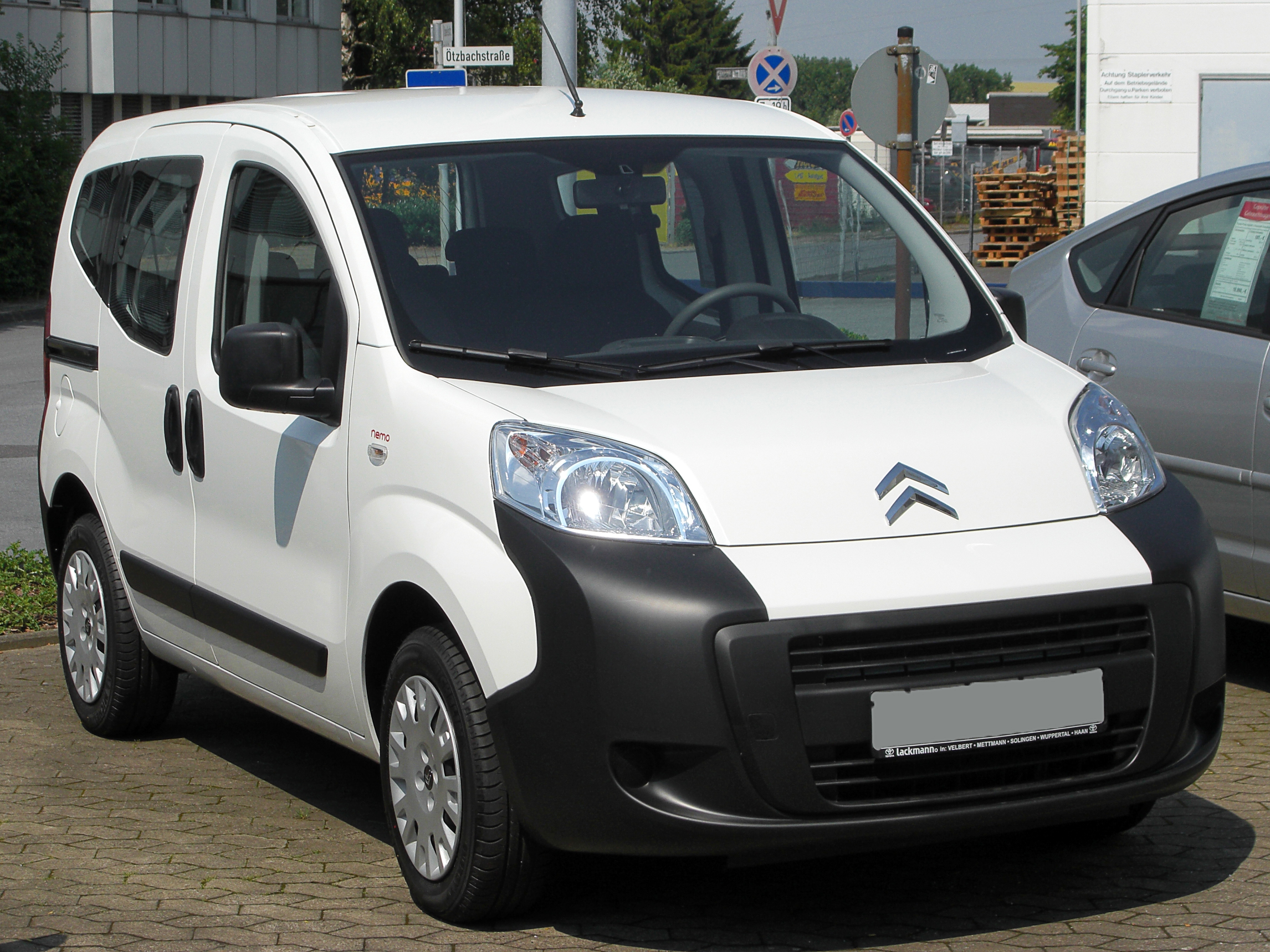
سيتروين نيمو (2017)
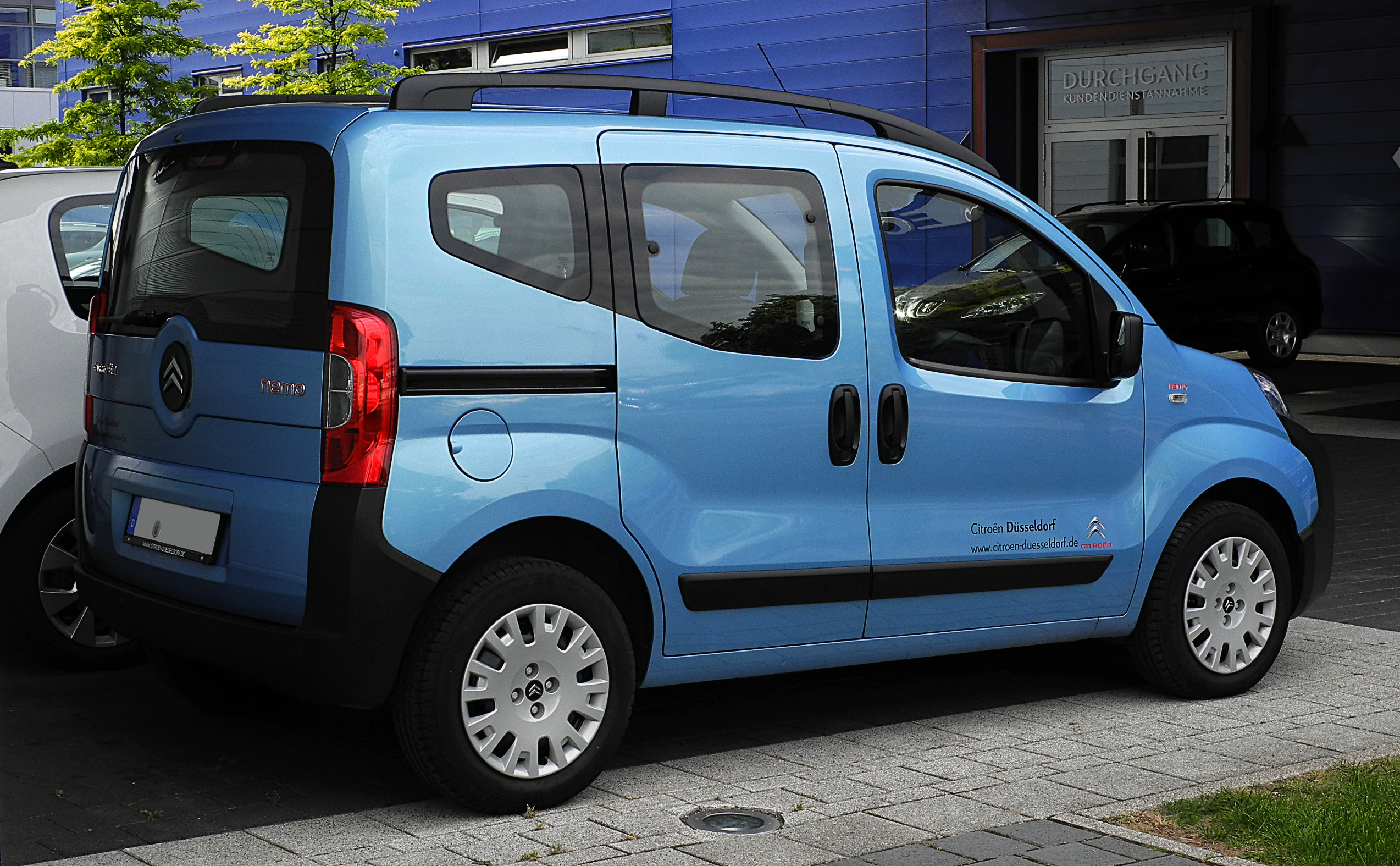
سيتروين نيمو كومبي (HD (2011
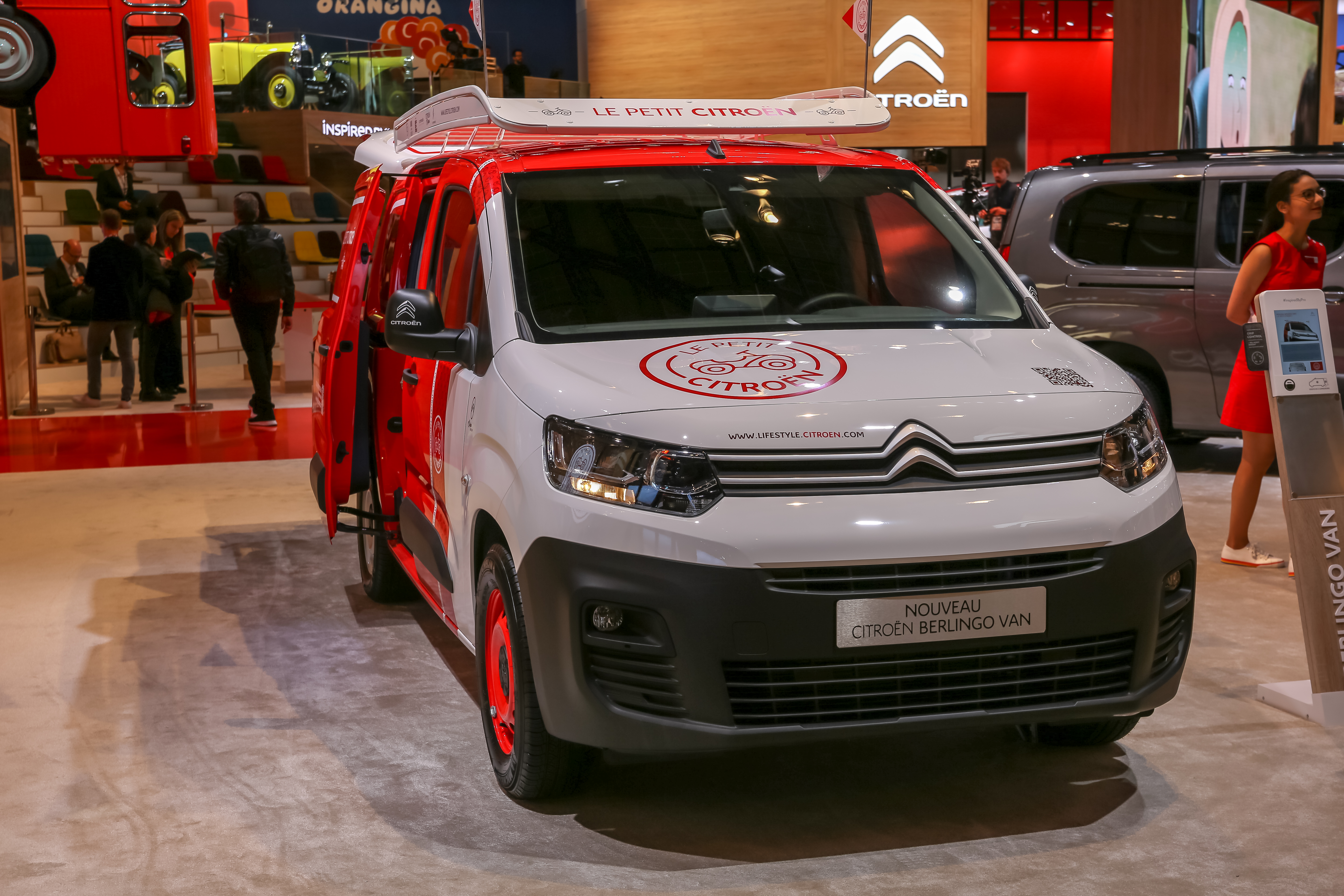
سيتروين بيرلنغو (2018)
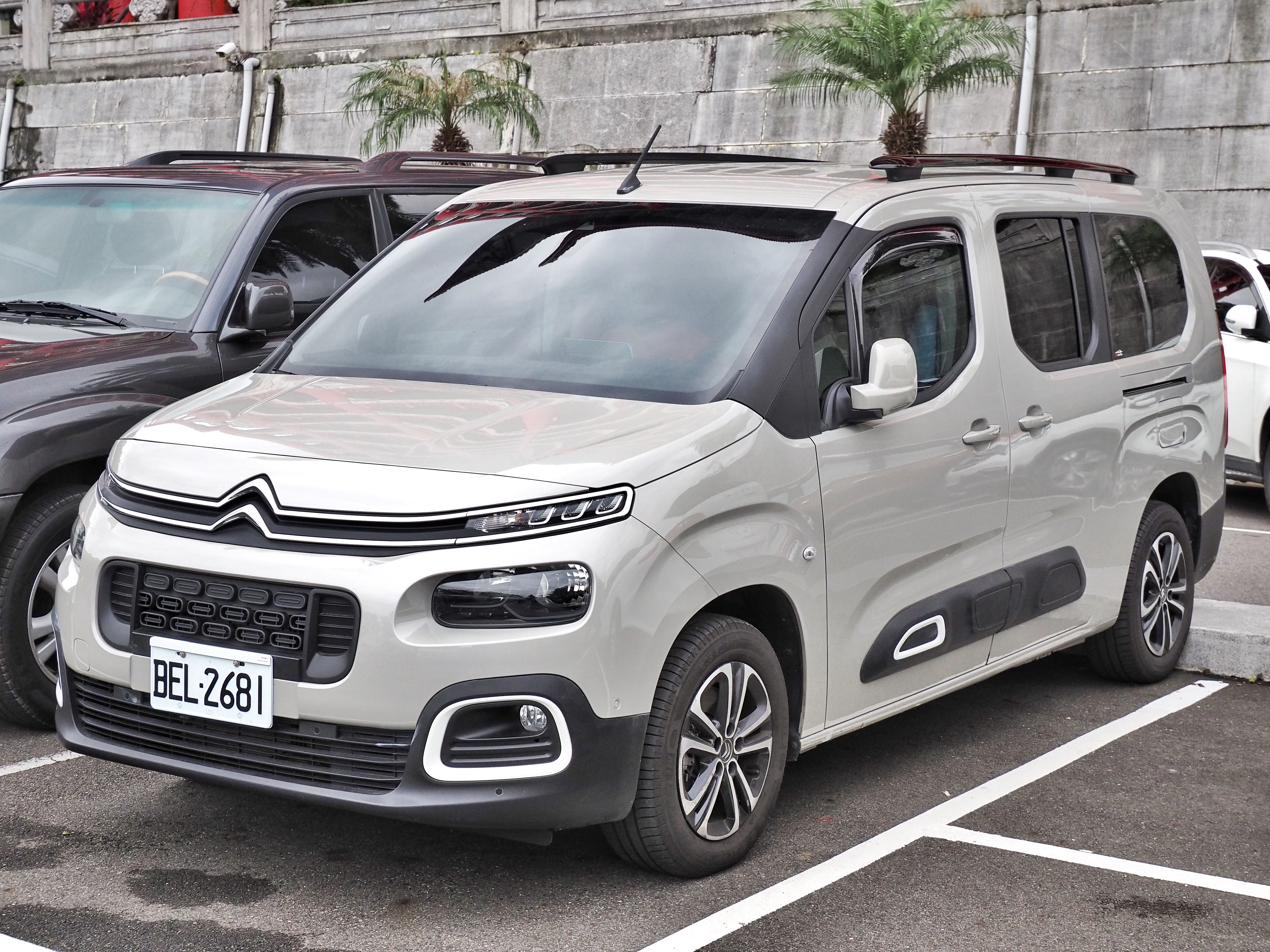
سيتروين بيرلنغو (XL (2019
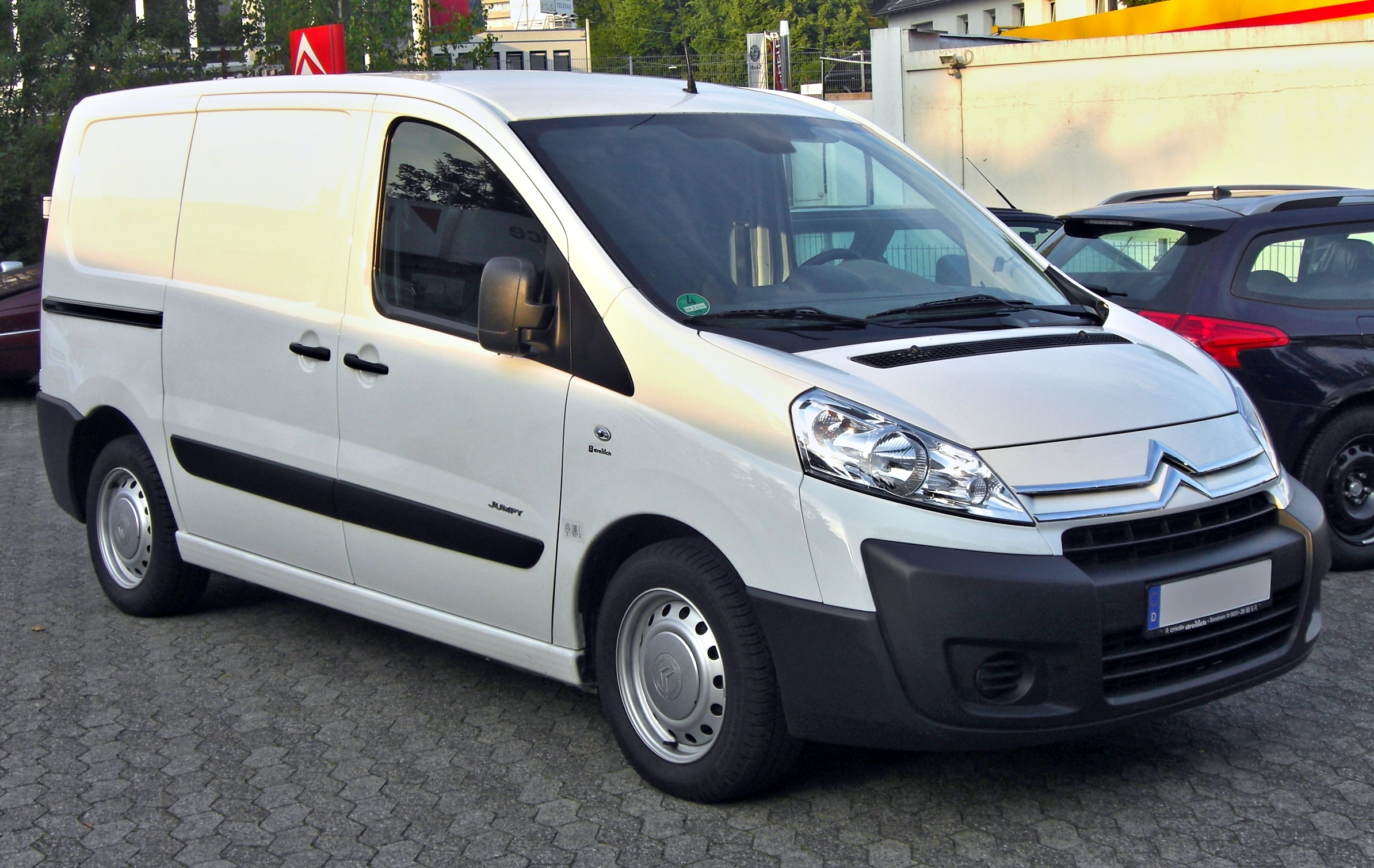
سيتروين ميني فان
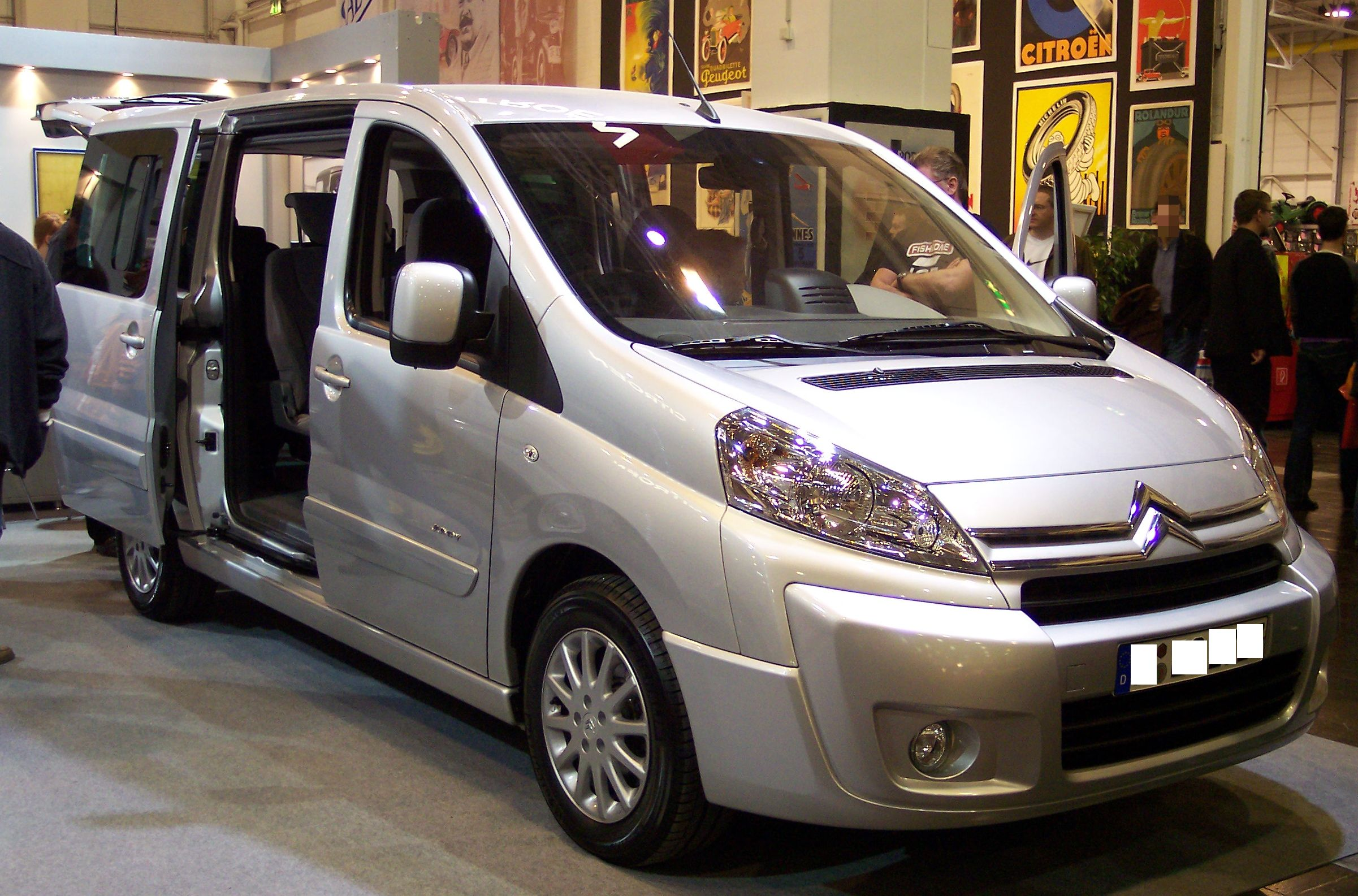
سيتروين جمبي (2007)
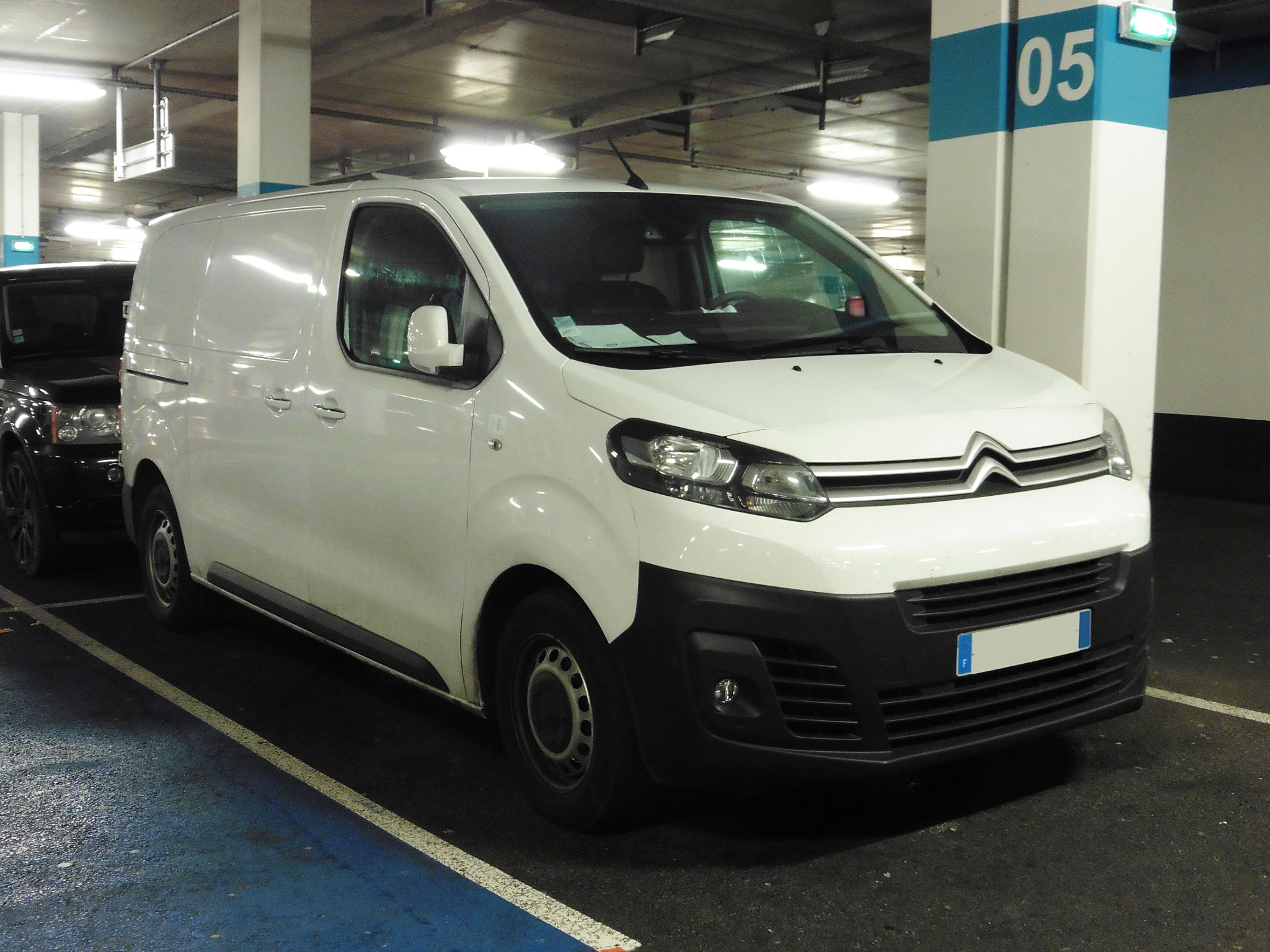
سيتروين جمبي 3 فورغون (2016)
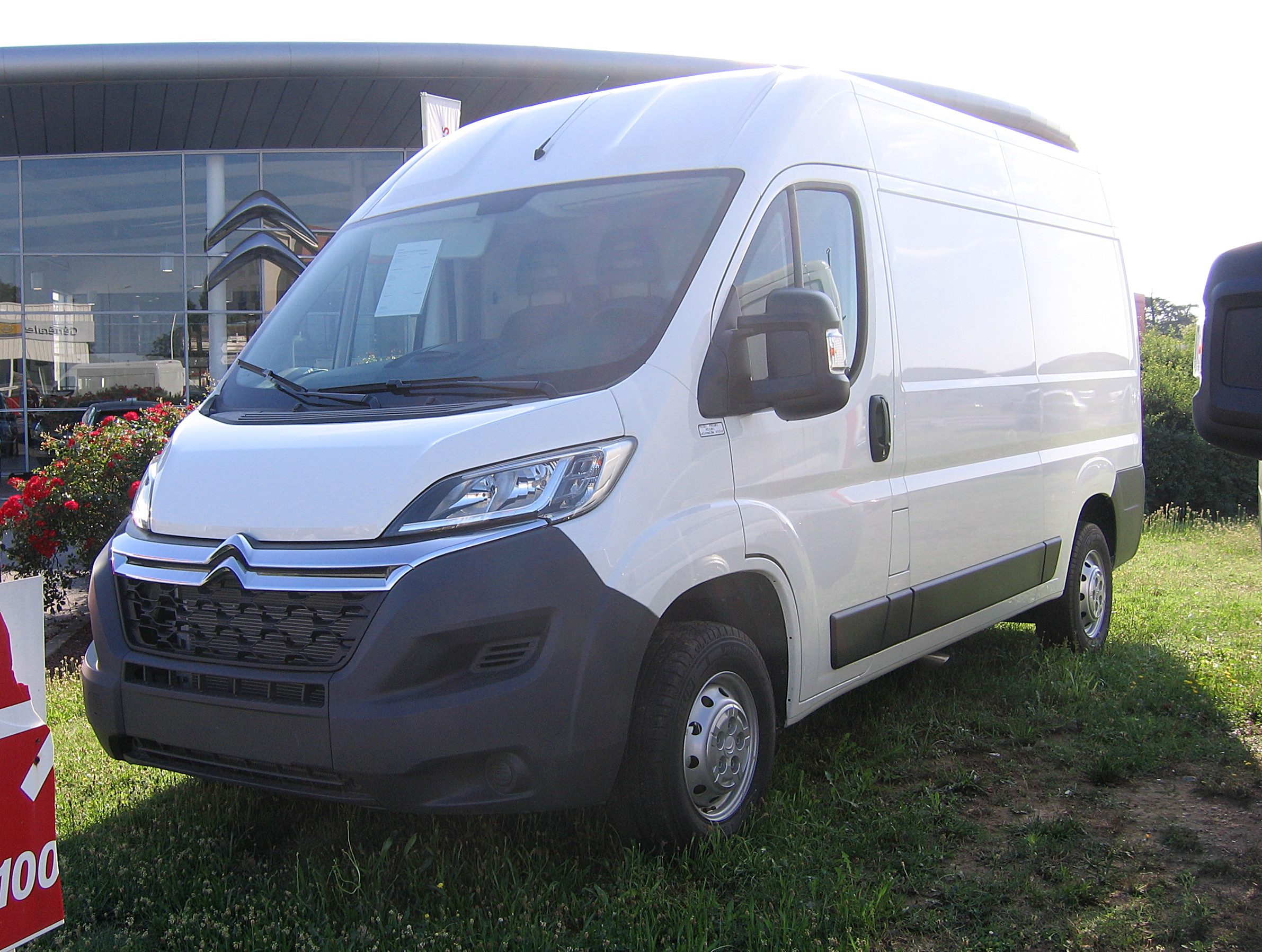
سيتروين جمبر (L2H2 (2014
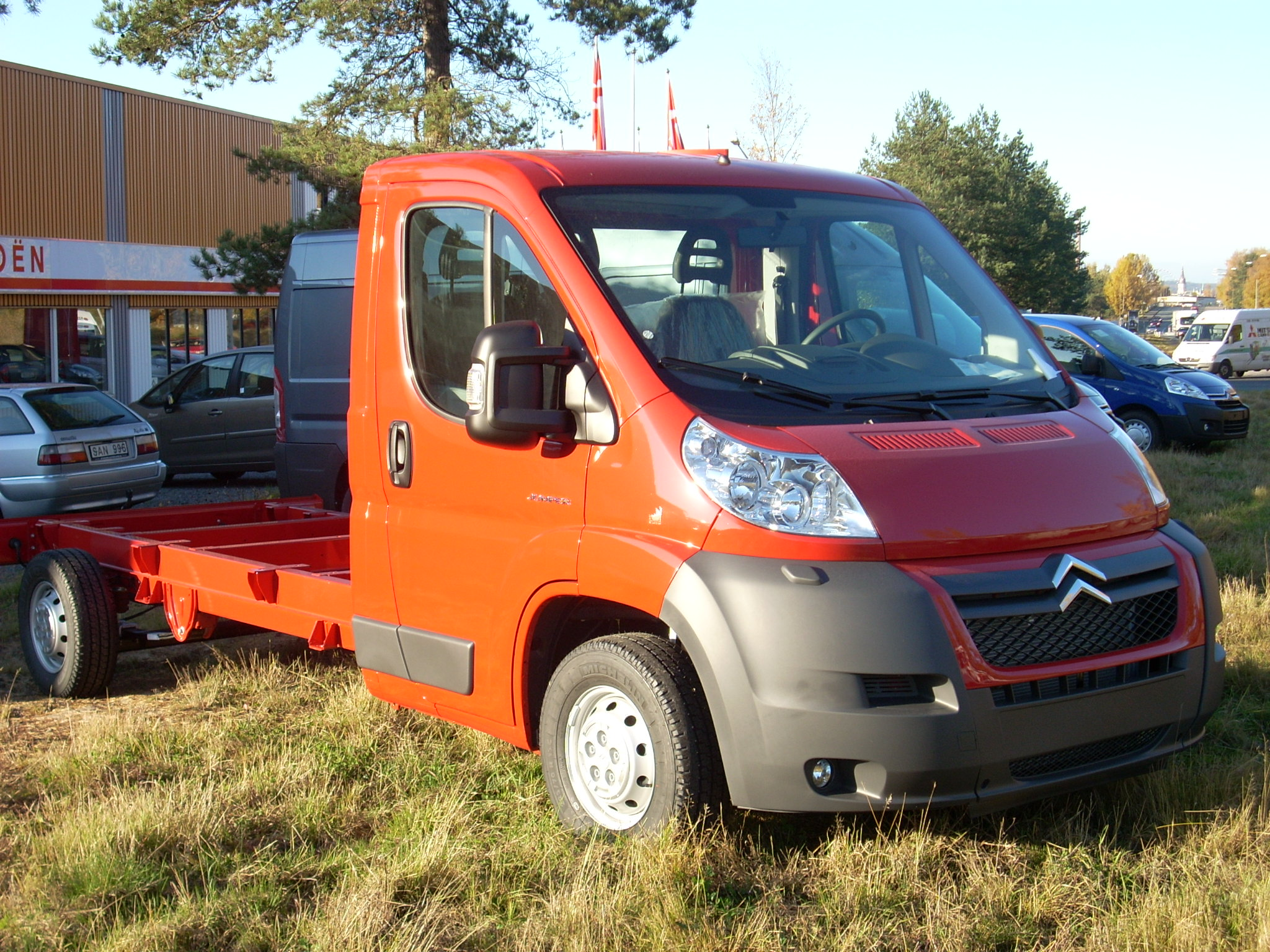
سيتروين جمبر الشاحنة
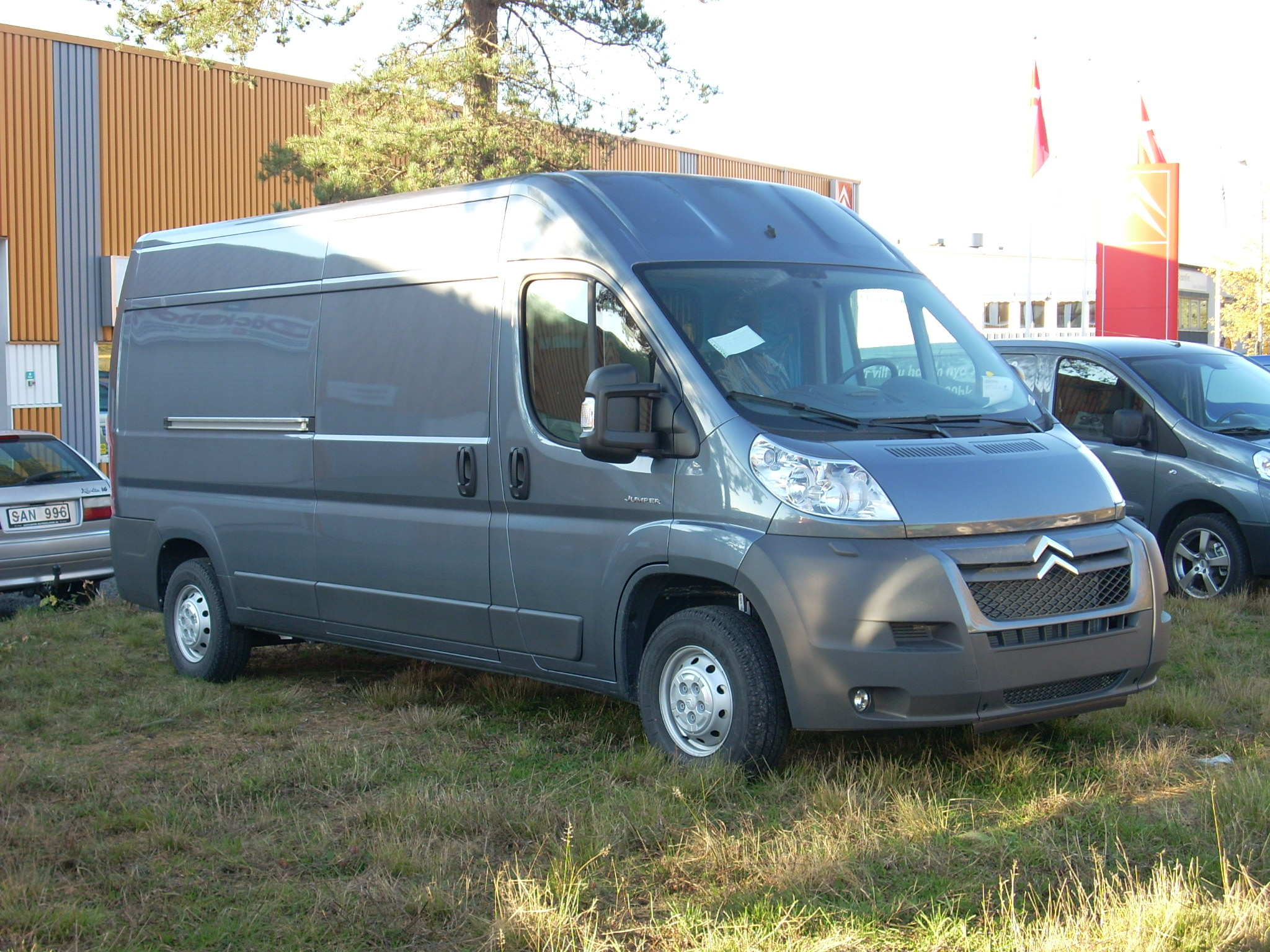
سيتروين جمبر المغلق

## روابط خارجية
- الموقع الرسمي
- أصول سيتروين (نماذج تاريخية)
- موقع الدعم الرسمي
- سيتروين المملكة المتحدة
- سيتروين أستراليا
- سيتروين الهند